# Klimawandelleugnung

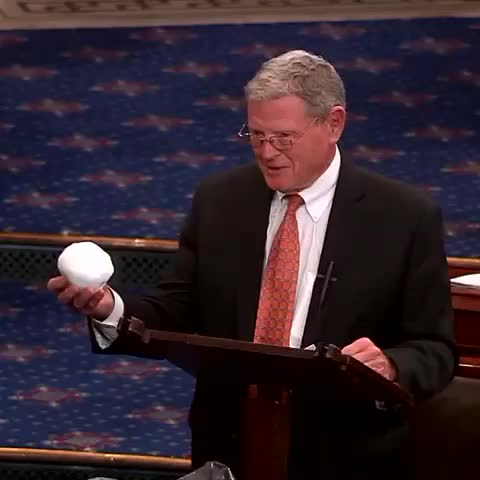
Jim Inhofe 2015 bei einer Senatsrede, bei der er mit einem Schneeball gegen die Existenz der globalen Erwärmung argumentierte

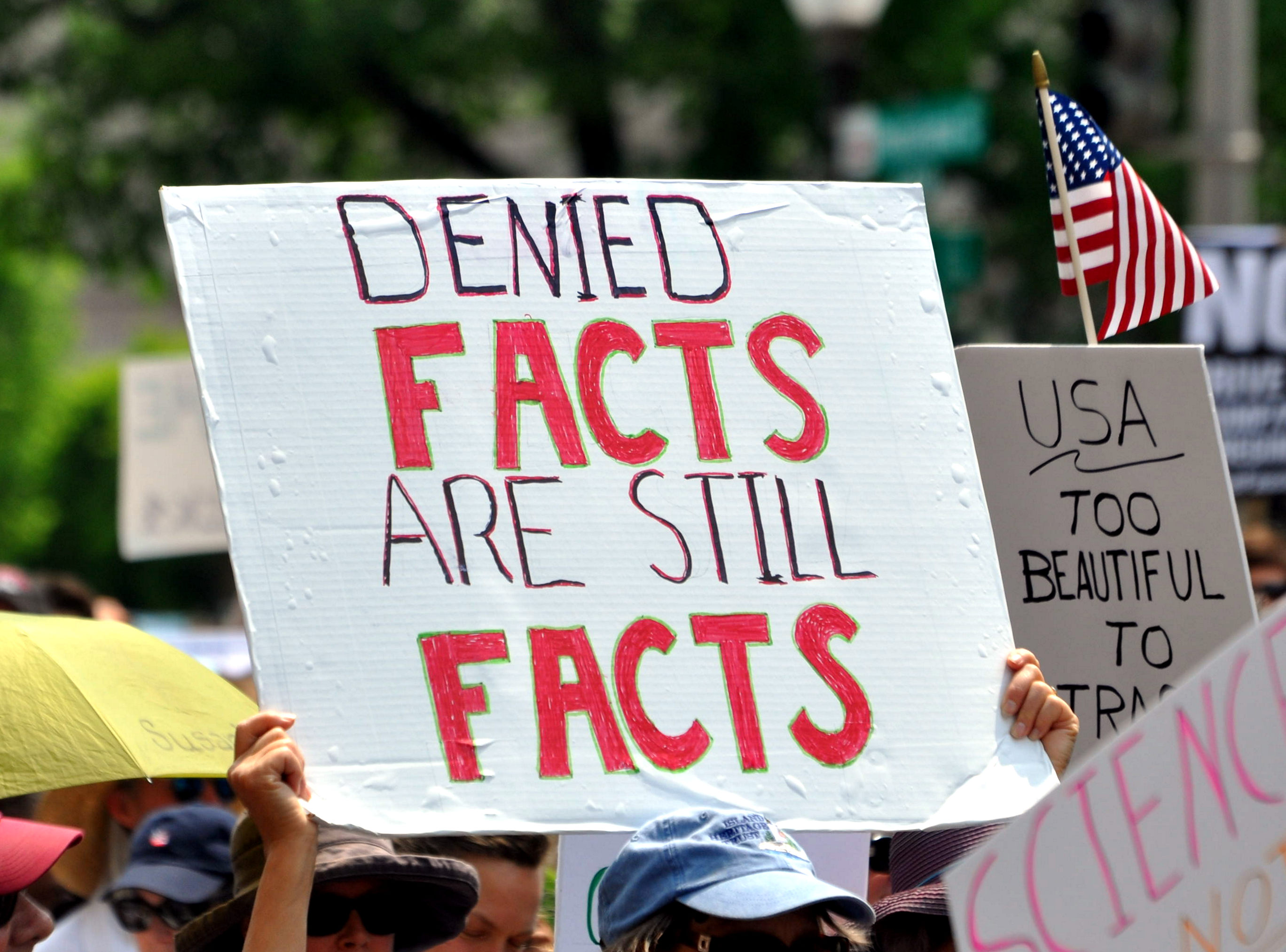
Proteste gegen die Leugnung der menschengemachten globalen Erwärmung beim Climate March im April 2017 in Washington, D.C.

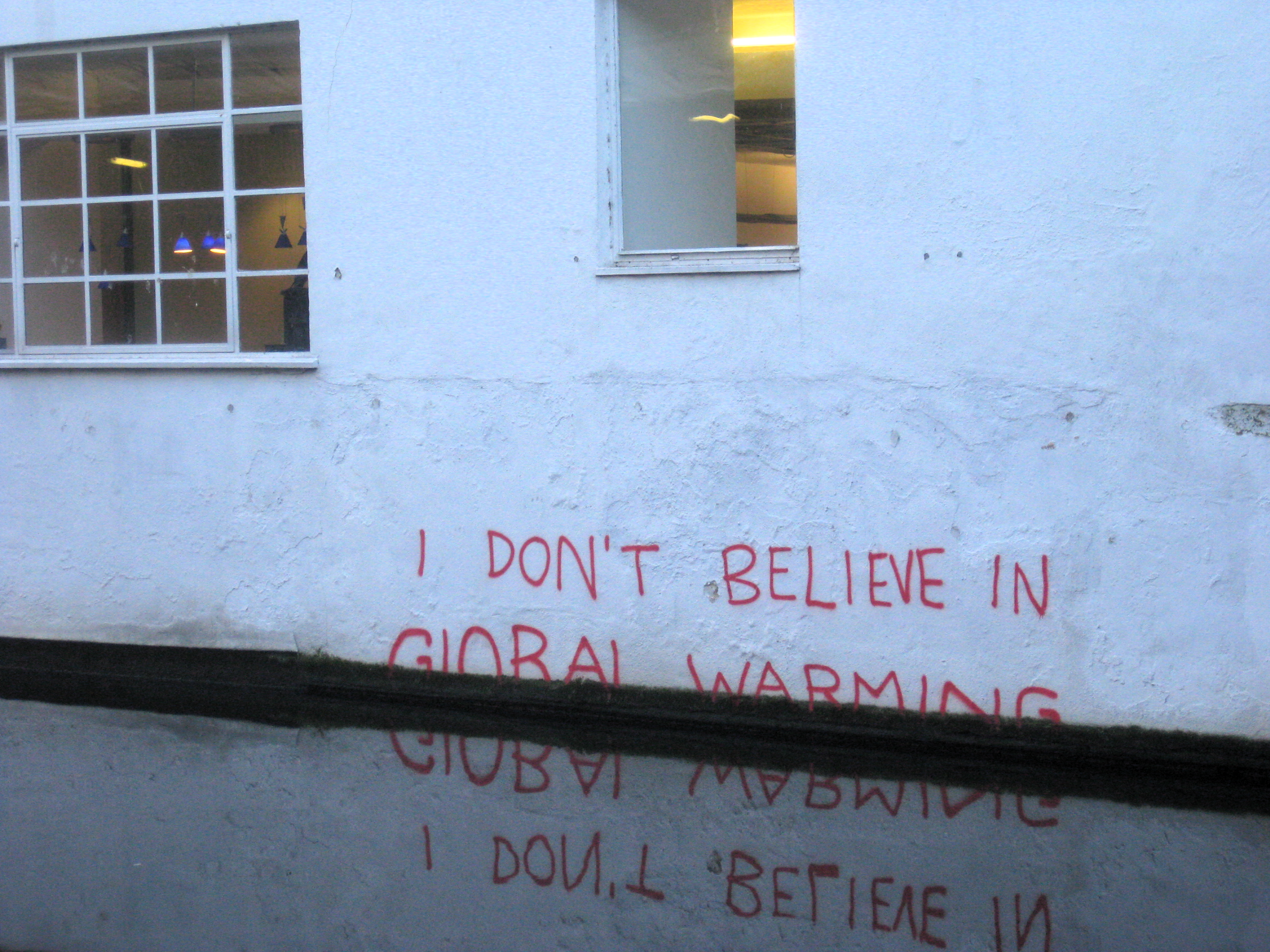
Kritik an der Klimawandelleugnung von Banksy

Die Klimawandelleugnung (teils auch als Klimaleugnung, Klimawissenschaftsleugnung oder Leugnung der menschengemachten globalen Erwärmung bezeichnet) ist eine Form der Wissenschaftsleugnung, die durch das Ablehnen, Nicht-wahrhaben-Wollen, Bestreiten oder Bekämpfen des wissenschaftlichen Konsenses der Klimaforschung zur gegenwärtig stattfindenden globalen Erwärmung gekennzeichnet ist. Hierzu zählen insbesondere die Trendleugnung, also das Abstreiten, dass sich die Erde zurzeit erwärmt, die Ursachenleugnung, also das Abstreiten, dass der Effekt menschengemacht ist, und die Folgenleugnung, also das Abstreiten, dass die Erwärmung große gesellschaftliche und ökologische Probleme zur Folge hat. Neben diesen drei Grundkategorien wird häufig auch die Konsensleugnung hinzugezählt, also das Bestreiten, dass die Kernaussagen in der Forschung seit langem unstrittig sind. Unter anderem als Selbstbezeichnung werden auch Klimawandelskepsis, Klimaskepsis und Klimaskeptizismus genutzt.
Trotz des seit spätestens Anfang der 1990er Jahre herrschenden Konsenses in der Wissenschaft, der unter anderem von allen wissenschaftlichen Akademien aller großen Industriestaaten geteilt wird, bestreiten Teile der Öffentlichkeit weiterhin die Existenz der menschengemachten globalen Erwärmung, insbesondere in manchen angelsächsischen Staaten. Deutlich ausgeprägt ist die Ablehnung in Staaten, in denen mit großem finanziellen Einsatz durch Unternehmen, vor allem aus den Bereichen der Gewinnung und Verwertung fossiler Energien, aus wirtschaftlichen Gründen eine einflussreiche Gegenbewegung geschaffen wurde, deren Ziel es ist, die Existenz des wissenschaftlichen Konsenses durch bewusstes Säen von Zweifeln zu untergraben. Unterschieden werden kann daher zwischen „naiver Leugnung“ von Laien, die auf Unkenntnis der wissenschaftlichen Literatur beruht, und „motivierter Leugnung“ durch Personen und Organisationen, die Zugang zu den relevanten Informationen besitzen.
Es besteht ein fließender Übergang zwischen aufrichtiger Klima(wandel)skepsis und echter Leugnung, wobei Klima(wandel)skeptiker für rationale Argumente offen sind, während sich Klima(wandel)leugner Argumenten verschließen. Gegner der Klimaforschung reklamieren typischerweise für sich, dass sie im Namen des Skeptizismus die „solide Wissenschaft“ gegen die vermeintlich politisierte „Mainstream-Klimaforschung“ verteidigen würden – eine Argumentationsstrategie, die in ähnlicher Weise bereits u. a. von der Tabakbranche zum Bestreiten der Gesundheitsschädlichkeit des Rauchens genutzt wurde. Tatsächlich ist das Bestreiten wissenschaftlicher Erkenntnisse der Klimaforschung jedoch kein Skeptizismus im wissenschaftlichen Sinn, sondern vielmehr ein (zum Teil organisiertes) Verleugnen der menschengemachten globalen Erwärmung. Aus einer Vielzahl von wissenschaftlichen Untersuchungen geht hervor, dass der Klimaschutz häufig aus politischen und ideologischen Motiven bekämpft wird. Bei der Leugnung des menschengemachten Klimawandels handelt es sich um eine Form von Pseudowissenschaft, die Ähnlichkeiten mit weiteren Formen der Wissenschaftsleugnung aufweist, wie beispielsweise dem Bestreiten der Gültigkeit der Evolutionstheorie oder der gesundheitsschädlichen Auswirkungen des Rauchens bis hin zum Glauben an Verschwörungstheorien. Zum Teil bestehen zwischen diesen genannten Formen der Leugnung wissenschaftlicher Erkenntnisse personelle, organisatorische und ökonomische Verbindungen. Ein zentrales Verbindungsmuster ist unter anderem die beständige Erzeugung künstlicher Kontroversen wie der vermeintlichen Kontroverse um die globale Erwärmung, bei der es sich, entgegen der Annahme in der Öffentlichkeit, nicht um eine wissenschaftliche Diskussion handelt, sondern vielmehr um die bewusste Verbreitung von Falschbehauptungen durch Klimaleugner. Die Literatur, die den Klimawandel bestreitet, wurde überwiegend ohne Peer-Review publiziert, erfüllt üblicherweise keine wissenschaftlichen Qualitätsstandards, wurde zum großen Teil von Organisationen und Unternehmen finanziert, die von der Nutzung fossiler Energieträger profitieren, und steht in Verbindung mit konservativen Think Tanks. Die Verleugnung der Klimaforschung gilt als die „mit Abstand am stärksten koordinierte und finanzierte Form der Wissenschaftsleugnung“ und stellt zugleich das Rückgrat der Anti-Umweltbewegung und ihrer Gegnerschaft gegen die Umweltforschung dar.
Die hinter diesem Vorgehen stehende „organisierte Klimaleugnerszene“ setzt sich unter anderem aus konservativen Think Tanks, verschiedenen politischen Frontgruppierungen sowie einer Vielzahl von Laienbloggern zusammen; hinzu kommen sich selbst als Experten ausgebende Laien, einige Wissenschaftler, PR-Unternehmen, Astroturfing-Gruppierungen, konservative Medien und Politiker. Gemeinsam ist ihnen vor allem die Ablehnung von staatlicher Regulierung durch Klimaschutzmaßnahmen. Die organisierte Klimaleugnerszene spielte eine Schlüsselrolle bei der Verbreitung von Skepsis bezüglich der menschengemachten globalen Erwärmung in der Öffentlichkeit und unter Politikern. Seit etwa 1990 ging diese Klimaleugnerszene mit immer weiter ansteigender Vehemenz sowohl gegen die Klimaforschung als auch gegen Klimawissenschaftler vor. Inzwischen greift sie auch direkt wissenschaftliche Kernprinzipien, Institutionen und Kenntnisse an, um wissenschaftliche Beweisführungen für die menschengemachte globale Erwärmung und ihre negativen Folgen zu untergraben. Besonders erfolgreich waren derartige Aktionen unter konservativen Bevölkerungsteilen in den USA.
Da die harte Leugnung des Klimawandels angesichts der Beleglage und der Häufung von Klimakatastrophen nicht mehr glaubwürdig ist, gehen Leugner wie die Fossile-Energie-Branche mittlerweile häufig zu einer weicheren Form der Klimawissenschaftsleugnung über, die stärker auf Mittel wie Täuschung, Ablenkung und Verzögerung des Klimaschutzes setzt. Beispielsweise greifen sie dabei effektive Maßnahmen wie die CO2-Bepreisung oder erneuerbare Energien an, während sie zugleich Scheinlösungen wie Geoengineering propagieren oder argumentieren, dass hypothetische Innovationen in der Zukunft die Lösung ermöglichten, sodass in der Gegenwart nichts getan werden müsse. Trotzdem wird auch weiterhin die Realität des Klimawandels geleugnet, was unter Donald Trump offizielle Regierungspolitik der Vereinigten Staaten ist.

## Begriffe
Personen, die einen menschlichen Einfluss auf den Klimawandel bestreiten, ihn nicht für relevant halten oder die Folgen der globalen Erwärmung als irrelevant erachten bzw. (insbesondere bis in die 1990er Jahre) einen Klimawandel überhaupt bestreiten, werden als Klima(wandel)skeptiker oder Klima(wandel)leugner bezeichnet. Die Begriffe werden in der Forschung häufig synonym verwendet, wobei intensiv debattiert wird, welcher davon am treffendsten Personen beschreibt, die den wissenschaftlichen Konsens bezüglich des menschengemachten Klimawandels ablehnen.

### Klimawandelskepsis
Das Wort Skepsis ist aus dem Altgriechischen entlehnt und bedeutet „das Betrachten“ oder „die Überlegung“. Gemäß der ursprünglichen Wortbedeutung ist ein „Skeptiker“ jemand, der noch zu keinem abschließenden Urteil gekommen, also noch unentschieden ist. Beispielsweise definiert das Oxford English Dictionary einen Skeptiker als „einen Sucher nach der Wahrheit; einen Fragesteller, der noch nicht bei definitiven Schlussfolgerungen angekommen ist“. Die Skepsis spielt grundsätzlich in der Wissenschaft eine unverzichtbare Rolle, da Wissenschaftler vorsichtig und zurückhaltend an neue Erkenntnisse herangehen müssen und erst dann eine Schlussfolgerung ziehen sollten, wenn neue Behauptungen vollständig erhärtet wurden. Wenn aber die Beweislage ausreichend ist, muss ein echter Skeptiker diese Beweise akzeptieren. Dies ist bei Klimaskeptikern jedoch nicht der Fall: Zum Beispiel halten Soentgen und Bilandzic fest, dass die von ihnen untersuchten „Klimaskeptiker“ üblicherweise nicht unentschieden seien, sondern vielmehr Dogmatiker, die sich längst eine Meinung gebildet hätten und entschlossen seien, für diese zu kämpfen.
Betont wird auch, dass der Begriff Skeptiker für Teile der Öffentlichkeit passend sei, die an der Schwere der Folgen der globalen Erwärmung zweifeln. Diejenigen aber, die aktive Kampagnen zur Leugnung des menschengemachten Klimawandels betreiben und für keine Argumente (mehr) zugänglich sind, seien mit der Bezeichnung Skeptiker falsch beschrieben. Dies treffe insbesondere auf den Kern der organisierten „Leugnerindustrie“ zu, die aus den Vertretern konservativer Think Tanks, konträren Wissenschaftlern, Bloggern und deren Anhängern besteht. In diesem Kontext wird teilweise auch von „Klimaskeptikern“ in Anführungszeichen gesprochen.
Auch die Brockhaus Enzyklopädie schrieb von "sogenannten Klimaskeptikern", die "eigentlich irreführend" benannt seien.

### Klimawandelleugnung
Der Begriff Leugnung des Klimawandels (englisch climate change denial) ist seit etwa 2005 allgemein verbreitet. Unter Leugnen wird dabei „das Abstreiten von allgemein bekannten Tatsachen“ verstanden. Washington und Cook definieren Leugnung als „Weigerung, etwas zu glauben, egal welche Beweise vorgebracht werden“. Leugner legten eine „vorsätzliche Ignoranz“ an den Tag und führten logische Fehlschlüsse an, um ihre unerschütterlichen persönlichen Überzeugungen zu untermauern. Leugnung sei keine Suche nach der Wahrheit, sondern vielmehr das Bestreiten einer Wahrheit, die man nicht akzeptieren wolle. Damit sei diese Weigerung, eine überwältigende Beweislage zu akzeptieren, kein Skeptizismus, sondern vielmehr das genaue Gegenteil: eine Form von Leugnung, die explizit so genannt werden sollte. Ähnlich argumentiert Powell: Klimaleugner, die sich schlichtweg weigerten, die inzwischen angesammelten Belege für die globale Erwärmung zu akzeptieren, als Klimaskeptiker zu bezeichnen, heiße „einen ehrenvollen Begriff zu besudeln“ und ihnen zu erlauben, sich „in den Mantel der Wissenschaft zu hüllen, auch wenn sie entscheidende Teile der Klimawissenschaft leugnen“. Es gebe einen grundlegenden Unterschied zwischen „ehrlichem und ehrenvollem Skeptizismus“ und „irrationaler, eigennütziger Leugnung“.
Catriona McKinnon definiert „Klimawandelleugnung“ bzw. die davon abgeleitete Kurzform „Klimaleugnung“ als „die vorsätzliche und täuschende Falschdarstellung der wissenschaftlichen Realitäten des Klimawandels“. Zu diesen wissenschaftlichen Realitäten zählt sie zum Beispiel „den Fakt, dass der Klimawandel stattfindet, seine menschengemachten Ursachen und seine schädliche Folgen“. Keine „Klimaleugnung“ seien dagegen „Minderheiten- oder Außenseiterpositionen zu Aspekten der Klimaforschung innerhalb der Bandbreite normaler und gesunder disziplinärer Meinungsverschiedenheiten“.
Eine weitere Definition für die explizite Leugnung wissenschaftlicher Sachverhalte liefern Pascal Diethelm und Martin McKee, deren Publikation wiederum auf den Vorarbeiten der Gebrüder Hoofnagle aufbaut. Demnach ist die gezielte Leugnung des wissenschaftlichen Konsenses in einem bestimmten Feld „ein Prozess, der manche oder alle der folgenden fünf Elemente auf miteinander abgestimmte Art und Weise nutzt“:
1. Das Vertreten von Verschwörungstheorien
2. Das Nutzen falscher Experten, die eine quer zum Stand der Forschung liegende Meinung vertreten
3. Selektivität bzw. Rosinenpicken bei der Datenauswahl
4. Das Stellen unerfüllbarer Anforderungen an wissenschaftliche Forschung
5. Der Rückgriff auf Falschdarstellungen und logische Fehlschlüsse

Hingegen besteht die Gefahr, dass es durch die Nutzung des Begriffes „Leugner“ wie auch von „Alarmist“ zu einer Polarisierung der öffentlichen Diskussion kommt, die einen Dialog verschiedener gesellschaftlicher Gruppen erschwert. Der Kommunikationswissenschaftler Michael Brüggemann betont, dass es „notwendig und richtig“ sei, solche Akteure als „Leugner oder Lügner zu bezeichnen […] die den anthropogenen Klimawandel aus politischem Kalkül abstreiten“, da sich mit ihnen kein Dialog lohne und sie auch nicht mit den besten Argumenten zu überzeugen seien. Unangebracht seien die Begriffe jedoch für Menschen, die begründete Kritik an Einzelstudien der Klimaforschung üben, sowie für solche, „die verunsichert oder schlecht informiert sind oder sich einfach irren“. Manche Wissenschaftler, die zur Klimaschutzsabotage forschen, haben auch argumentiert, dass der Begriff „Leugnung“ wegen der Verbindung zur Holocaustleugnung nicht hilfreiche Konnotationen beinhalte. Zudem nutzen manche, die den wissenschaftlichen Konsens zum Klimawandel ablehnen, eben diese Argumentation kommunikationsstrategisch, um die Einordnung als Leugner von sich zu weisen.

### Abgrenzung
Viele Forscher legen Wert darauf, klar zwischen echtem Skeptizismus und weltanschaulich bedingter Leugnung zu unterscheiden. Denn diejenigen, die den menschengemachten Klimawandel abstritten, seien nicht einfach skeptisch und hinterfragten kritisch, sondern täuschten vielmehr die Öffentlichkeit mit Falschaussagen. Trotzdem werde gerade in Sachen Klimawandel sehr viel Schindluder „mit den Begriffen skeptisch und Skeptiker“ getrieben und „vorgetäuschte Skepsis häufig dafür verwendet, unbequeme wissenschaftliche Erkenntnisse zu umgehen“. Viel zu oft dürften „sich Pseudowissenschaft und Antiwissenschaft […] als Wissenschaft verkleiden, und das Leugnertum, oder besser die Lüge, darf als Skepsis auftreten“. Gemäß dieser Argumentation ist zum Beispiel der Begriff Klimawandelskeptiker irreführend, wenn er auf Personen angewendet wird, die einen weithin anerkannten wissenschaftlichen Konsens abstreiten. Da echter Skeptizismus ein Kernbestandteil wissenschaftlichen Arbeitens ist, sei er für das ungerechtfertigte pseudoskeptische Bezweifeln von Aussagen aus jedem beliebigen Grund unangebracht, da er zur Verwirrung der Öffentlichkeit beitrage.
Zum gleichen Ergebnis kam eine 2017 publizierte Review-Studie, die 161 zwischen 1990 und 2015 publizierte peer-reviewte Fachartikel auswertete. Demnach existiere in der Wissenschaft zwar noch eine Debatte darüber, welcher Begriff für Menschen am angebrachtesten ist, die wissenschaftliche Erkenntnisse bestreiten. Zugleich betonen die Autoren jedoch, dass eine scharfe Grenze zwischen vernünftigem (wissenschaftlichem) Skeptizismus und klarer Leugnung gezogen werden müsse, weshalb das Wort Leugnung (denial) der angemessenste Begriff sei. Der Begriff Skeptizismus sei hingegen eine „offensichtliche Fehlbenennung“ und sollte daher nicht für Leugner wissenschaftlicher Erkenntnisse benutzt werden. Darüber hinaus weist Miranda Schreurs darauf hin, dass viele, die sich selbst als Wissenschaft hinterfragende Skeptiker darstellen, tatsächlich die Unsicherheiten derart betonten, dass sich ihre „skeptische“ Position kaum von der offener Leugner unterscheide.
Während somit der Begriff des Klimawandelleugners in der wissenschaftlichen Literatur verbreitet ist, ziehen es Klimawandelleugner üblicherweise vor, sich selbst als für Argumente aufgeschlossene Skeptiker darzustellen, einige lehnen zudem den Begriff Leugner als abwertend ab. Deutliche Kritik an dieser „Selbstaneignung des Titels Klimaskeptiker“ äußert neben anderen Jörg Matschullat. Dieser müsse „deutlich entgegen getreten werden“. So sollten „Einzelpersonen, Gruppen oder ganze[…] Institutionen, die einzig darauf aus sind, mit einer Vielzahl von Halbinformationen – und zum Teil Falschinformationen – die Öffentlichkeit zu täuschen,“ als „Scharlatan“ oder als „Leugner“ bezeichnet werden.

## Entstehungsgeschichte

### Vorgeschichte: Die Etablierung des wissenschaftlichen Konsenses bezüglich der globalen Erwärmung

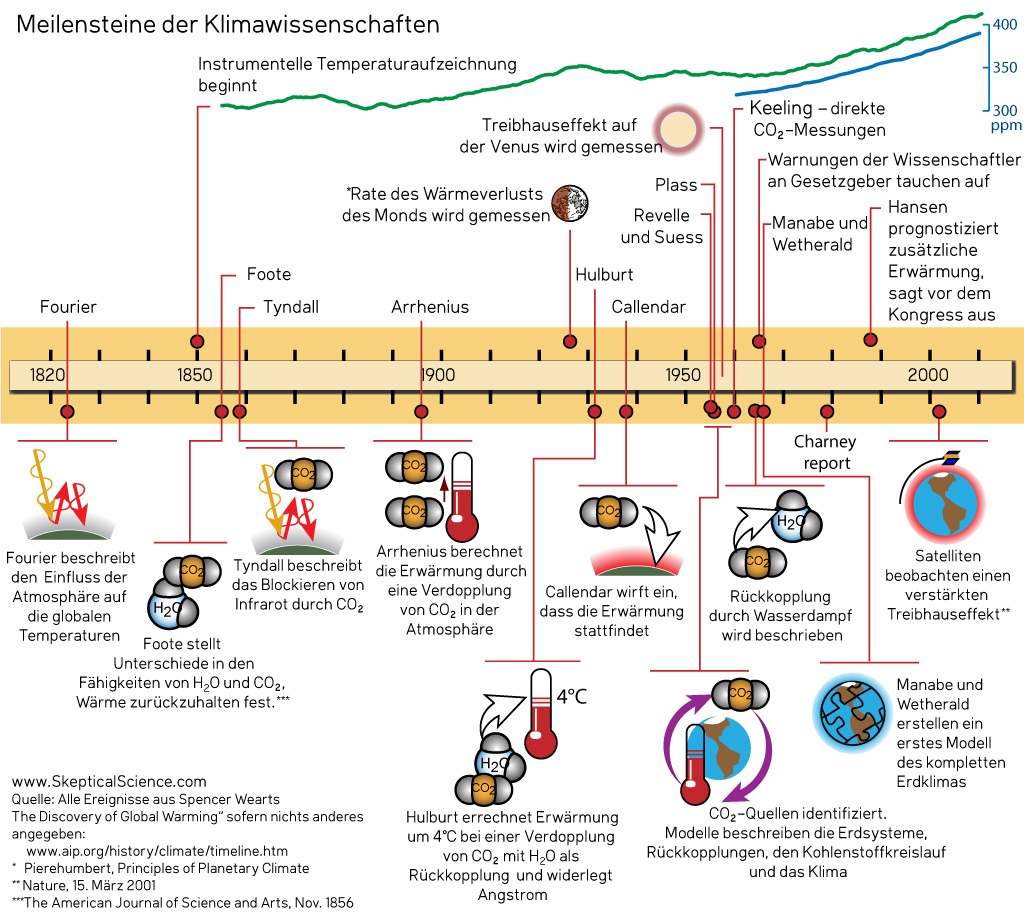
Übersicht über die wichtigsten wissenschaftlichen Ergebnisse der Klimaforschung seit dem 19. Jahrhundert

Die Klimaforschung blickt auf mehr als 150 Jahre Geschichte zurück. Bereits Mitte des 19. Jahrhunderts erkannte John Tyndall die Treibhausgaswirkung von Kohlenstoffdioxid. Anfang des 20. Jahrhunderts fand Svante Arrhenius heraus, dass Kohlendioxid aus der Verbrennung fossiler Energieträger eine Veränderung des Erdklimas bewirken könnte. Guy Stewart Callendar vertiefte die Forschungen weiter und sammelte anschließend empirische Daten für den Beweis des daraus resultierenden Treibhauseffektes. 1965 wandte sich schließlich das wissenschaftliche Beratergremium von US-Präsident Lyndon B. Johnson an Roger Revelle, um Informationen über die möglichen Wirkungen einer durch Kohlendioxid verursachten Erderwärmung zu erhalten. In dem im gleichen Jahr erschienenen Bericht prognostizierten Revelle und seine Kollegen unter anderem, dass die Atmosphäre bis zum Jahr 2000 etwa 25 % mehr Kohlenstoffdioxid enthalten würde, wodurch sich die atmosphärische Wärmebilanz derart verändern würde, dass deutliche Klimaveränderungen eintreten könnten. Sie hielten „mit angemessener Sicherheit“ fest, dass „fossile Brennstoffe gegenwärtig die einzige Quelle für dem Ozean-Biosphären-Atmosphären-System hinzugefügtes CO2“ seien, und schlussfolgerten in der Zusammenfassung:

“Through his worldwide industrial civilization, Man is unwittingly conducting a vast geophysical experiment. Within a few generations he is burning the fossil fuels that slowly accumulated in the earth over the past 500 million years. The CO2 produced by this combustion is being injected into the atmosphere; about half of it remains there. The estimated recoverable reserves of fossil fuels are sufficient to produce nearly a 200 % increase in the carbon dioxide content of the atmosphere. By the year 2000 the increase in atmospheric CO2 will be close to 25 %. This may be sufficient to produce measurable and perhaps marked changes in climate, and will almost certainly cause significant changes in the temperature and other properties of the stratosphere.”

„Durch seine weltweite industrielle Zivilisation führt der Mensch unwissentlich ein riesiges geophysikalisches Experiment durch. Binnen weniger Generationen verbrennt er die fossilen Brennstoffe, die sich in den vergangenen 500 Millionen Jahre langsam in der Erde angesammelt haben. Das bei dieser Verbrennung entstehende CO2 wird in die Atmosphäre abgegeben, etwa die Hälfte davon bleibt dort. Die geschätzten förderbaren Reserven an fossilen Brennstoffen reichen aus, um den Kohlendioxidgehalt der Atmosphäre um fast 200 % zu erhöhen. Bis zum Jahr 2000 wird der Anstieg des atmosphärischen CO2 nahe bei 25 % liegen. Dies kann ausreichen, um messbare und vielleicht deutliche Veränderungen des Klimas zu erzielen, und wird nahezu sicher zu signifikanten Veränderungen der Temperatur und anderer Eigenschaften der Stratosphäre führen.“

In den 1970er Jahren kamen die ersten nutzbaren Computermodelle zum Einsatz, die wie frühere Vorhersagen ebenfalls zu dem Ergebnis kamen, dass eine Erhöhung des Kohlendioxidanteils in der Erdatmosphäre zu einer Erderwärmung führen werde. 1979 bestätigte auch ein Bericht der National Academy of Sciences, die als sehr konservatives wissenschaftliches Gremium gilt, dass sich die Erde bei der Verdoppelung der Kohlendioxidkonzentration in der Atmosphäre um ein bis mehrere Grad Celsius erwärmen werde. Als wahrscheinlichsten Wert gab der Bericht, der unter Federführung von Jule Charney erstellt wurde, diese sogenannte Klimasensitivität mit nahe 3 °C an, mit einer wahrscheinlichen Fehlerspanne von ±1,5 °C. Zugleich hielt er fest, dass es „keinen Grund zu der Annahme [gibt], dass diese [klimatischen] Änderungen zu vernachlässigen sein werden“.
Nach 1980 kam zudem eine dritte Beweiskette hinzu. Analysen von Eiskernbohrungen aus Grönland und der Antarktis ermöglichten nun einen Blick in die Klimageschichte, der bis in die vergangenen Kaltzeiten des Quartärs zurückreichte. Die Messungen zeigten, dass niedrige CO2-Werte immer mit niedrigen Erdtemperaturen korrelierten, was eine klare und unabhängig gewonnene Bestätigung der physikalischen Theorie sowie der Computermodelle darstellte. In den 1980er Jahren nahmen sich schließlich weitere Wissenschaftler der Klimaforschung an, wobei sich innerhalb dieser damals noch kleinen Community von einigen Hundert beteiligten Klimawissenschaftlern erstmals eine Art Konsens ausbildete. Auch wenn die Erwärmung mittlerweile messbar war, die Art der Erwärmung auf Treibhausgase hindeutete und sich fast alle Klimawissenschaftler einig waren, dass sie eine ernste Gefahr sei, waren sich die meisten dieser Forscher jedoch im Klaren, dass die menschengemachte Erderwärmung zu diesem Zeitpunkt noch nicht vollständig bewiesen war. Dies änderte sich Ende der 1980er Jahre. 1989 existierte in der Wissenschaft bereits ein grober Konsens über die menschengemachte Erderwärmung, dem nur wenige Forscher widersprachen. Bis spätestens Anfang der 1990er Jahre bildete sich dieser Konsens vollständig aus und wurde seitdem durch eine Reihe von Studien immer wieder bestätigt. Basis dieses Konsenses ist die Gesamtheit der wissenschaftlichen Paper zum Thema Klimatologie. Diese umfasst laut einer 2016 erschienenen Übersichtsarbeit allein für den Zeitraum 1980 bis 2014 mehr als 220.000 Publikationen; ihre Zahl verdoppelt sich etwa alle fünf bis sechs Jahre.

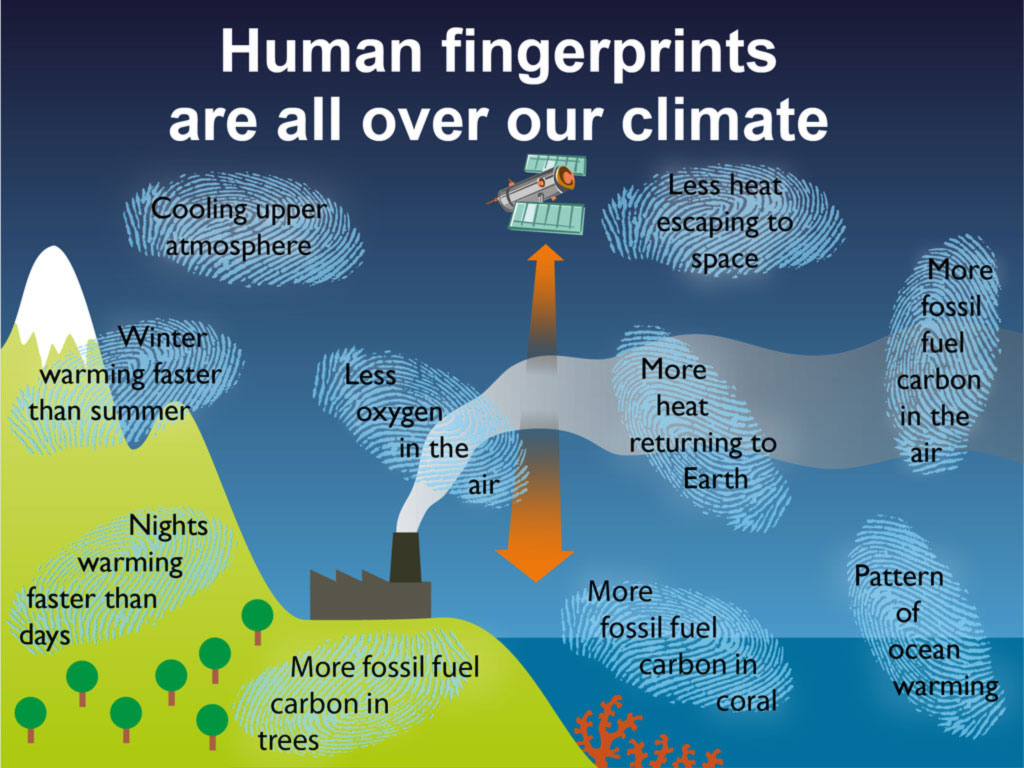
Auswahl verschiedener dezidiert menschlicher Fingerabdrücke der gegenwärtig stattfindenden globalen Erwärmung

In den 1990er Jahren wurden die obigen Beweisketten schließlich um den Beweis durch Fingerabdruckmethoden (fingerprints) ergänzt. Fingerabdruckmethoden basieren auf dem Umstand, dass sich eine durch Treibhausgase verursachte Erderwärmung anders verhält als eine durch andere Faktoren hervorgerufene Erwärmung. Wäre die gemessene Erwärmung auf eine stärkere Sonnenaktivität zurückzuführen, müssten sich nach den Gesetzen der Physik sowohl die Troposphäre als auch die Stratosphäre erwärmen. Bei einer Erwärmung durch Treibhausgase, die die Wärmeabstrahlung ins Weltall durch Absorption in der unteren Erdatmosphäre (d. h. der Troposphäre) behindern, müsste sich vor allem die Troposphäre erwärmen, während sich die Stratosphäre abkühlen müsste. Der Nachweis, dass sich tatsächlich nur die Troposphäre erwärmt, während sich die Stratosphäre abkühlt, und dass somit die beobachtete Erderwärmung nicht allein auf die Sonne zurückgeführt werden konnte, wurde in den 1990er Jahren erbracht. Wäre eine erhöhte Sonnenaktivität für die Erwärmung verantwortlich, müsste sich die Erwärmung zudem vor allem im Sommer und tagsüber zeigen. Tatsächlich finden die stärksten Erwärmungseffekte jedoch im Winter und nachts statt, so wie es für eine treibhausgasbedingte Erwärmung zu erwarten ist.

Die Keeling-Kurve zeigt den Anstieg des atmosphärischen Gehalts an Kohlenstoffdioxid in der Atmosphäre seit Messbeginn im Jahr 1958.

Mitte der 1990er Jahre gab es damit laut Michael E. Mann keinen Grund mehr für eine echte wissenschaftliche Debatte über die Aussage, dass der Mensch das Klima zu diesem Zeitpunkt bereits verändert hatte und die Erde damit durch menschliche Handlungen erwärmt worden war. Diese Schlussfolgerung wurde bereits damals von den Arbeiten tausender Wissenschaftler weltweit abgesichert. Mit der Keeling-Kurve sowie weiteren atmosphärischen CO2-Messungen war bewiesen, dass der CO2-Anteil in der Atmosphäre stieg, und Isotopenuntersuchungen bestätigten, dass dies durch die Verbrennung fossiler Energieträger geschah; zudem lieferten Eisbohrkerne historische Daten über Hunderttausende von Jahren. Es war seit dem 19. Jahrhundert bekannt, dass der Anstieg der Treibhausgase in der Atmosphäre aus physikalischen Gründen zu einer Erderwärmung führen musste. Konkrete Temperaturmessungen belegten einen Anstieg der Erdtemperatur um circa 0,6 °C von Beginn der Industrialisierung bis Mitte der 1990er Jahre. Gleichzeitig waren Klimamodelle zu diesem Zeitpunkt bereits ausgefeilt genug, um erfolgreiche Zukunftsprognosen zu liefern und dabei auch vorübergehende Störungen korrekt mit einzuberechnen, wie die kurzfristige Abkühlung nach dem Ausbruch des Vulkans Pinatubo 1991. Nicht zuletzt zeigten Fingerabdruckmethoden als Kernelement der Beweisketten eindeutig, dass die bis zu diesem Zeitpunkt gemessene Erwärmung nicht ohne menschliches Zutun erklärbar war, womit nun auch der „rauchende Colt“ als Beweismittel vorhanden war.
Trotz dieser verschiedenen Beweisketten für die menschengemachte globale Erwärmung blieb eine kleine Zahl von Wissenschaftlern, wie beispielsweise Fred Singer, bei ihrer Ablehnung. Dabei gingen sie jedoch nicht mehr wissenschaftlich vor, sondern vielmehr wie Anwälte. Anstelle immer wieder die eigenen Überzeugungen in Frage zu stellen, in ihren Überlegungen die Argumente und Belege für die menschengemachte Erwärmung mit einzubeziehen und anschließend in peer-reviewten Fachzeitschriften zu publizieren, gingen diese selbsternannten Skeptiker hochgradig selektiv vor und präsentierten nur noch Argumente, die gegen den menschengemachten Klimawandel sprachen, während sie alles ignorierten, was dafür sprach. Auch publizierten sie mit sehr wenigen Ausnahmen nicht mehr in wissenschaftlichen Zeitschriften, wo sie durch das Peer-Review-Verfahren einer Qualitätsprüfung unterzogen worden wären, sondern wiederholten in Pamphleten, (nicht-begutachteten) Büchern und konservativen Zeitungen immer wieder Argumente, die in der wissenschaftlichen Literatur zu diesem Zeitpunkt längst widerlegt worden waren. Damit wurden sie zu Leugnern, deren Interesse nur noch darin bestand, Zweifel am Stand der Wissenschaft zu säen.
Als Schlüsseljahr macht Weart 1996 aus: Zuvor hatte der IPCC in seinem Zweiten Sachstandsbericht festgehalten, dass der Einfluss des Menschen auf das Klima bereits „erkennbar“ war. Daraufhin begann die fossile Energieindustrie zusammen mit rechten Frontorganisationen eine Kampagne, die das Ziel hatte, diese Schlussfolgerung als unwahr darzustellen, wobei sie und die beteiligten Personen dem Weltklimarat und dem IPCC-Leitautor Ben Santer vorsätzliche Unehrlichkeit, Korruption und Manipulation der Daten vorwarfen und ihm unterstellten, Öffentlichkeit und Politiker absichtlich zu täuschen. Mit dieser „in der Geschichte der Wissenschaft beispiellosen öffentlichen Verleumdungsattacke“ war für Spencer Weart „eine rote Linie überschritten“.

### Kulturelle und historische Wurzeln der Klimawandelleugnung
Die historischen und kulturellen Wurzeln der Klimawandelskepsis bzw. -leugnung reichen bis in die Zeit vor Bekanntwerden des menschengemachten Klimawandels zurück. Ab den 1960er Jahren wurde in den USA durch die Umweltbewegung zunehmend auf die negativen Folgen von unbegrenztem Wirtschaftswachstum aufmerksam gemacht. Die immer größere Sichtbarkeit von Umweltschäden führte zu Forderungen, Umweltschutzgesetze zu erlassen und Umweltzerstörungen zu begrenzen. In den 1960er und frühen 1970er Jahren wurden daraufhin einige Umweltschutzbestimmungen erlassen und auch die Umweltschutzbehörde EPA gegründet. Von der Industrie wurden diese Entwicklungen mit Sorgen betrachtet, sodass schnell eine Opposition zu diesen aufkommenden Umweltschutzbestrebungen entstand, die später zu einem Bestandteil der konservativen Gegenbewegung wurde.
Diese war eine Reaktion auf das Aufkommen von progressiven sozialen Bewegungen in den USA in den 1960er Jahren. Konservative Kreise, die die Schaffung eines von ihnen abgelehnten Sozialstaates fürchteten, reagierten mit der Finanzierung einer Gegenbewegung, die konservative bzw. neoliberale Ansichten verbreiten sollte. Hierfür wurde eine Reihe von Think Tanks wie die Heritage Foundation gegründet, die neoliberale Ideen in der Gesellschaft verankern sollten und rasch zu einer einflussreichen politischen Kraft wurden. Diese Think Tanks verbreiteten eine besonders radikale, oft als Marktfundamentalismus bezeichnete Version der kapitalistischen Wirtschaftsordnung, die sich an den Ideen von Friedrich August von Hayek und Ludwig von Mises orientierte und die Erkenntnis ablehnte, dass ein starker Staat für die Regulierung des Marktes einer erfolgreichen Marktwirtschaft notwendig sei. Parallel lehnten sie staatliche Regulierungen generell ab und plädierten für unregulierte Märkte.

### Aufkommen der Klimawandelleugnung
Insbesondere während der Regierungszeit von Ronald Reagan (1981–1989) wurden im Rahmen einer neoliberalen Umgestaltung der Gesellschaft staatliche Regulierungsmaßnahmen stark bekämpft, ganz besonders im Umweltbereich. Unter anderem besetzten überzeugte Anti-Umwelt-Politiker Schlüsselpositionen im Kabinett, darunter die EPA und das Innenministerium. Deren unverblümte Attacken auf den Umweltschutz führten jedoch zu einer Gegenreaktion von Seiten der Umweltbewegung und der Bevölkerung, die mehrheitlich pro Umweltschutz gestimmt war, wodurch die Anti-Umwelt-Initiativen der Regierung Reagan abgeschwächt werden konnten.
1989 stoppte eine Broschüre des George C. Marshall Institutes die Klimaschutzbemühungen der Regierung George H. W. Bush. Dieser Think Tank war zur Verteidigung der Strategic Defense Initiative aufgebaut worden. Nach dem Zusammenbruch des Ostblocks legte er einen Schwerpunkt auf Themen der Umwelt- und Klimapolitik. In diesem Zusammenhang hielten die Repräsentanten des George C. Marshall Institutes Robert Jastrow, William Nierenberg und Frederick Seitz im Weißen Haus einen Vortrag, der zu dem Schluss kam, dass die Sonne für die Erwärmung verantwortlich sei. Hierbei beriefen sie sich auf wissenschaftliche Literatur, gaben diese aber falsch wieder. Die Originalstudie, auf die sich die Autoren bezogen, nannte verschiedene Ursachen für die Klimaentwicklung des 20. Jahrhunderts. Sie kam zu dem Ergebnis, dass die Erderwärmung vor 1940 wahrscheinlich auf einen Anstieg der Sonnenaktivität zurückzuführen sei, für die Erwärmung nach 1975 aber nur der Kohlendioxidausstoß in Frage komme, da es nach 1900 keine verstärkte Sonnenaktivität gab. Diese Ergebnisse wurden in sechs verschiedenen Grafiken festgehalten. Jastrow, Nierenberg und Seitz präsentierten jedoch nur die obere Hälfte einer einzigen dieser sechs Grafiken aus der Originalstudie, wodurch sie suggerierten, dass nur die Sonnenaktivität für den Klimawandel verantwortlich sei. Dieser Bericht entfaltete im Weißen Haus eine große Wirkung und gilt als entscheidende Ursache für die Untätigkeit der Regierung Bush Senior in Sachen Klimaschutz. Von wissenschaftlicher Seite wurden die Behauptungen des Marshall Institutes zurückgewiesen; unter anderem hielt der IPCC fest, dass die Rolle der Sonnenaktivität klein sei verglichen mit der Wirkung der Treibhausgase. Das Marshall Institute und die Autoren des Berichtes verbreiteten jedoch weiterhin die falsche Version, obwohl von Seiten der Wissenschaft mit großem Nachdruck auf die Tatsachen hingewiesen wurde. Derweil begann auch das Cato Institute, ein weiterer konservativer Think Tank, die manipulierte Grafik aus dem Bericht des Marshall Institutes zu verbreiten.
Anfang der 1990er Jahre herrschte eine ökologische Aufbruchsstimmung: Die Regierungszeit von Ronald Reagan war vorüber, große Teile der US-Bevölkerung äußerten sich besorgt über den Zustand der Erde und die Umweltbewegung hatte zahlreiche Erfolge erreicht. Globale Umweltprobleme wie die globale Erwärmung oder der Verlust der Biodiversität waren zu einem wichtigen Thema der internationalen Politik geworden. Damit aber wurde Umweltschutz zu einer deutlich größeren Bedrohung für die konservative Bewegung und die Industrie sowie ihre politischen Ziele, insbesondere unregulierte Märkte. Mit dem Zusammenbruch des Kommunismus ging ihnen zudem das langjährige ideologische Feindbild verloren, woraufhin die konservative Bewegung dazu überging, die „rote Bedrohung“ durch den Kommunismus durch eine „grüne Bedrohung“ infolge von Umweltschutzkonzepten zu ersetzen. Der Klimawandel wurde damit zur neuen Hauptbedrohung hochstilisiert, da seine Bekämpfung umfangreiche regulatorische Eingriffe in den Markt erforderte. Daraufhin bemühten sich konservative Bewegung und Industrieunternehmen ab Anfang der 1990er Jahre gemeinsam, eine Klimaschutzpolitik zu verhindern, wobei sie insbesondere die Existenz des Klimawandels sowie seine negativen Auswirkungen leugneten. Zu diesem Zweck passten sie ihre Strategie an. Hatten Gegner der Umweltbewegung zuvor noch die Probleme, darunter den Klimawandel, prinzipiell anerkannt und nur die politischen Schlussfolgerungen daraus abgelehnt, gingen sie nun immer mehr zur Leugnung über. Klimawandelskepsis und -leugnung stellen also weniger Relikte aus einer frühen Zeit zu Anfang der Klimadebatte dar, als noch nicht genügend Informationen vorlagen, sondern wurden von antiökologischen Akteuren als bewusst eingesetzte Strategie genau in dem Moment forciert, als sie einen politischen Durchbruch in der internationalen Klimaschutzpolitik befürchteten.
Aus der Reagan-Zeit hatten konservative Gegenbewegung und Industrie gelernt, dass es nicht ratsam war, Umweltschutzkonzepte direkt anzugreifen, da die Bevölkerung diese im Allgemeinen unterstützte und für eine Aufgabe des Staates hielt. Deswegen gingen sie dazu über, das Fundament zu attackieren, auf dem die Forderungen von Umweltschützern und Wissenschaftlern zumeist beruhten: wissenschaftliche Erkenntnisse. Um diese wissenschaftliche Fundierung zu untergraben, setzten sie auf die Strategie des Zweifelsäens. Diese Strategie, bei der die Industrie gezielt die (wissenschaftliche) Beweislage für die Gefährlichkeit ihrer Produkte angreift, war zu diesem Zeitpunkt bereits seit Jahrzehnten von Industrieunternehmen und Industriezweigen wie der Tabakindustrie erfolgreich eingesetzt worden, um ihre Produkte vor Regulierungen und Klagen zu schützen. Das Schüren von Unsicherheit wurde zur Hauptstrategie im Kampf gegen Umweltschutzinitiativen und schließlich zur Behauptung einer angeblichen wissenschaftlichen Kontroverse ausgebaut (Siehe Abschnitt Vorgehensweise).
Den Aufstieg der Klimawandelleugner in den USA seit Ende der 1980er Jahre erklärt die Historikerin Ella Müller mit dem Zusammenspiel folgender Faktoren:

„der Entscheidung der Erdölindustrie, ihr Geschäftsmodell mithilfe gezielter Desinformation zu verteidigen; der aktiven Verleumdung der Klimaforschung, angeführt von konservativen Think Tanks; der geringen Immunität der Leitmedien gegenüber der groß angelegten Desinformationskampagne und der Sabotage des öffentlichen Diskurses durch die konservative Bewegung; der antiökologischen Reflexe und Traditionen der Republikanischen Partei seit Reagan und der damit verbundenen habituellen Distanz zur Umweltbewegung.“

## Einteilung

### Klassifizierung von Skeptikern und Leugnern
Häufig werden Klimawandelskeptiker und -leugner in die drei Grundkategorien „Trend-“, „Ursachen-“ und „Folgenskeptiker/-leugner“ eingeteilt – eine Klassifizierung, die ursprünglich auf den deutschen Klimatologen Stefan Rahmstorf zurückgeht.
- Trendskeptiker/-leugner leugnen generell, dass eine Erderwärmung stattfindet.[64]
- Ursachenskeptiker/-leugner räumen zwar ein, dass gegenwärtig eine globale Erwärmung existiert. Sie stellen aber den menschlichen Einfluss darauf in Frage, indem sie behaupten, dass der menschliche Einfluss übertrieben werde, verglichen mit natürlichen Faktoren vernachlässigbar oder überhaupt nicht vorhanden sei. Ebenfalls als Ursachenskeptiker werden Menschen bezeichnet, die behaupten, es sei nicht mit ausreichender Genauigkeit bekannt, was die Hauptursachen der globalen Erwärmung sind.[64]
- Folgenskeptiker/-leugner akzeptieren die menschliche Ursache der globalen Erwärmung, behaupten aber, dass diese positive Auswirkungen habe oder die Klimamodelle nicht robust genug seien. Zudem zählen Menschen zu den Folgenskeptikern, die die menschengemachte Erderwärmung für wahr halten, die Notwendigkeit von Klimaschutzmaßnahmen usw. aber für nicht gegeben halten oder diese generell ablehnen.[64] Klimaleugner dieses Typs, die den menschengemachten Klimawandel zum Teil anerkennen, gleichzeitig aber dessen schwerwiegende Folgen für Mensch und Umwelt bestreiten, werden auch als lukewarmer bezeichnet.[66]

Teilweise wird auch noch eine vierte Kategorie ergänzt, die „Konsensleugner“. Diese bezweifeln die Tatsache, dass in der Klimaforschung ein wissenschaftlicher Konsens über die menschengemachte globale Erwärmung bestehe.
Ebenfalls vorgeschlagen wurde eine fünfte Kategorie „Relevanzleugner“. Relevanzleugner bestreiten nicht zwangsläufig wissenschaftliche Erkenntnisse der Klimaforschung, stellen dafür aber Prämissen auf, die die Wissenschaft irrelevant machen. Zu finden ist die Relevanzleugnung unter anderem bei religiös motivierten Klimaleugnern sowie Befürwortern der Idee, dass Wirtschaftswachstum per Saldo immer positiv sei. Eine weitere ähnliche Einteilung unterscheidet zwischen epistemischer Leugnung, bei der Erkenntnisse der Klimaforschung bestritten werden, und „Reaktionsleugnung“ (engl. response denial), bei der die Notwendigkeit bestritten wird, auf den Klimawandel zu reagieren.
Speziell für klimaskeptische Wissenschaftler stellte Peter Doherty eine vierteilige Klassifizierung vor:
- Glasklare Leugner, die dem IPCC Betrug vorwerfen und Klimaforscher für Narren halten.
- Kampflustige Streithähne, die automatisch eine Gegenposition zu jedem generellen Konsens einnehmen.
- Professionelle Polemiker, die durch ihre Beteiligung an einer bedeutenden öffentlichen Debatte nach persönlicher Anerkennung streben.
- Neinsager mit Interessenkonflikt, die früher eng mit Industriebranchen wie dem Bergbau zusammengearbeitet haben und nun einen starken Loyalitätssinn verspüren.

### Stufen der Leugnung
Es lassen sich zudem mehrere hierarchische Stufen der Klimawandelleugnung erkennen. James L. Powell nennt insgesamt sieben Stufen. In diesem Zusammenhang weist er explizit darauf hin, dass sich Klimawandelleugner wie bei der militärischen Verzögerungstaktik von Stufe zu Stufe zurückfallen lassen, sobald ihre jeweiligen Behauptungen von Wissenschaftlern widerlegt werden. Sind sie schließlich bei der letzten Stufe angekommen, beginnen sie demnach zumeist die Abfolge wieder von vorne.
1. „Die Erde erwärmt sich nicht.“
2. „Ok, sie erwärmt sich, aber Ursache ist die Sonne.“
3. „Also gut, Menschen sind die Ursache, aber das macht nichts, weil die Erwärmung keine Schäden verursachen wird. Mehr Kohlendioxid wird tatsächlich sogar vorteilhaft sein. Mehr Pflanzen werden wachsen.“
4. „Zugegeben, die globale Erwärmung könnte sich durchaus als gefährlich erweisen, aber wir können nichts gegen sie tun.“
5. „Sicher, wir könnten etwas bezüglich der globalen Erwärmung tun, aber die Kosten würden zu hoch sein. Wir haben derzeit dringendere Probleme, wie zum Beispiel Aids und Armut.“
6. „Wir könnten durchaus in der Lage sein, es uns zu leisten, irgendwann mal etwas gegen die globale Erwärmung zu tun; aber wir müssen auf ‚solide Wissenschaft‘, neue Technologien und Geoengineering warten.“
7. „Die Erde erwärmt sich nicht. Die globale Erwärmung endete 1998, sie war nie eine Krise.“[70]

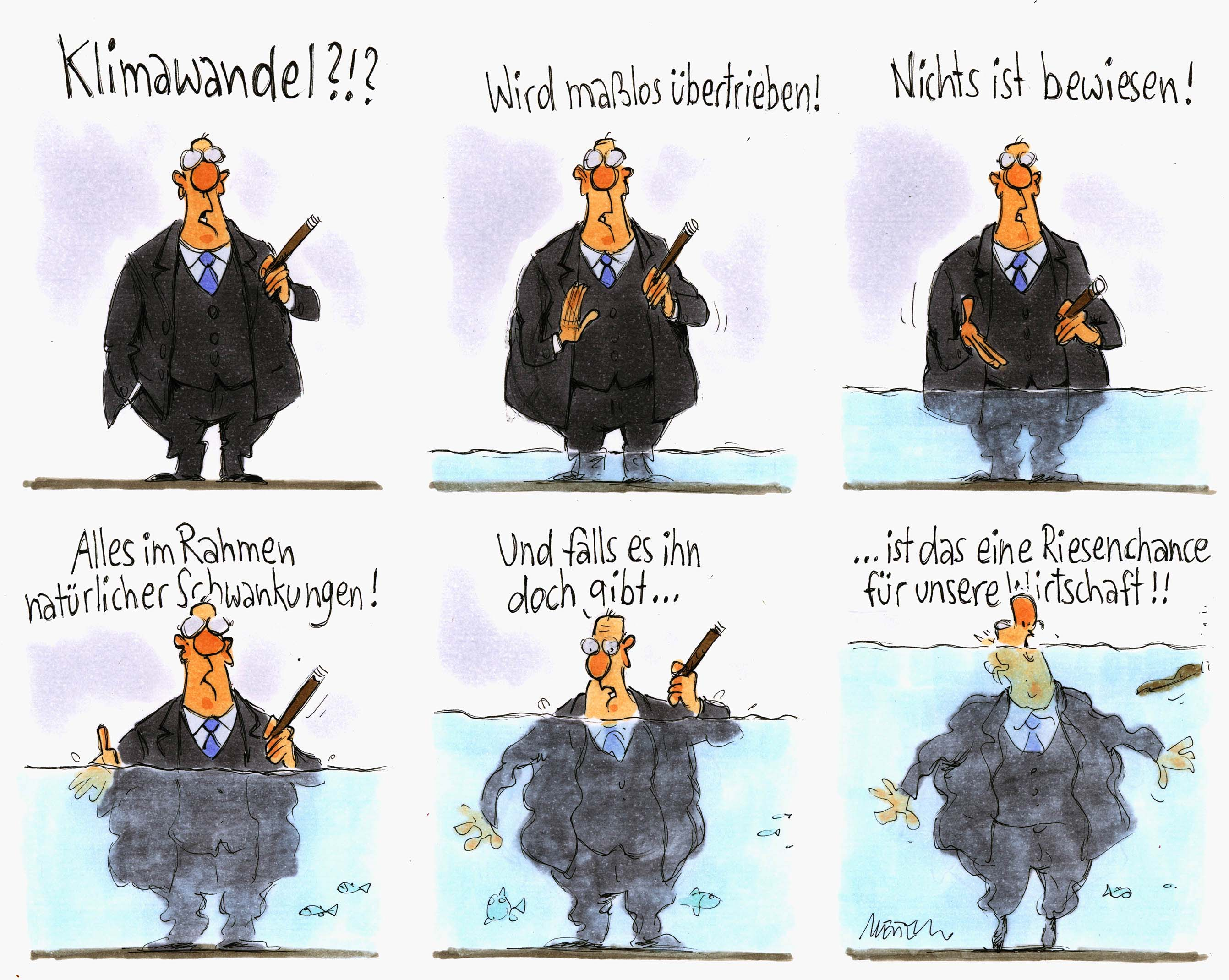
Karikatur von Gerhard Mester zu den verschiedenen Stufen der Klimawandelleugnung

Eine ähnliche Stufenabfolge von Klimaleugnerbehauptungen nennt der Klimaforscher Michael E. Mann:
1. „Kohlenstoffdioxidwerte steigen nicht tatsächlich an.“
2. „Selbst wenn sie ansteigen, hat dieser Anstieg keinen Effekt auf das Klima und ist kein überzeugender Beweis für die Erwärmung.“
3. „Selbst wenn es eine Erwärmung gibt, dann nur aufgrund natürlicher Ursachen.“
4. „Selbst wenn die Erwärmung nicht mit natürlichen Ursachen erklärt werden kann, ist der menschliche Einfluss klein und der Einfluss von fortgesetzten Treibhausgasemissionen wird gering bleiben.“
5. „Selbst wenn die derzeitigen und zukünftig erwarteten Effekte auf das Erdklima nicht vernachlässigbar sind, werden die Veränderungen im Allgemeinen gut für uns sein.“
6. „Egal ob die Veränderungen gut für uns sein werden oder nicht, Menschen sind sehr versiert darin, sich an Veränderungen anzupassen; davon abgesehen ist es zu spät, etwas gegen den Klimawandel zu tun, und/oder es wird sich bestimmt eine technologische Lösung auftun, wenn wir sie wirklich brauchen.“[71]

Auch Mann nimmt einen Rückzug von der ersten auf weiter unter liegende Stufen wahr: So würde zum Beispiel der Anstieg der Kohlendioxidkonzentrationen in der Erdatmosphäre bereits seit Anfang der 1990er Jahre kaum noch bestritten. Manche Klimawandelleugner wie Fred Singer hätten sich sogar von Stufe 2 („Es findet keine Erwärmung statt“) bis auf Stufe 6 („Wir können nichts gegen die Erwärmung tun“) vorgearbeitet.

### Psychologische Typen der (Klima-)Leugnung
In Anlehnung an Stanley Cohens Klassifizierung lassen sich drei psychologische Typen der Leugnung von wissenschaftlich anerkannten Gegebenheiten wie zum Beispiel der globalen Erwärmung unterscheiden: wörtliche Leugnung, interpretative Leugnung und implikatorische Leugnung.
- Bei der wörtlichen Leugnung wird beteuert, dass etwas nicht stattfand oder nicht wahr ist. In Bezug auf die globale Erwärmung ist diese Form der Leugnung vergleichbar mit dem Erfinden von Gegenbehauptungen durch Energiekonzerne, dass es keine globale Erwärmung gebe. Die wörtliche Leugnung stellt somit die Argumentationsstrategie der organisierten Klimaleugnerindustrie dar.[73]
- Bei der interpretativen Leugnung werden Fakten selbst nicht geleugnet, jedoch abweichend interpretiert. Beispielsweise werden Euphemismen und technischer Jargon eingesetzt und Begriffe verändert, um die Bedeutung von Geschehnissen zu bezweifeln. Ein Beispiel ist die Nutzung des Wortes Kollateralschaden für das unbeabsichtigte Töten von Zivilisten durch Militäraktionen. Die interpretative Leugnung entspricht damit dem (politischen) Spin. Sie wird häufig von Regierungen und Wirtschaftsunternehmen angewandt, die viele Ankündigungen tätigen, denen tatsächlich jedoch nur wenige konkrete Taten gegenüberstehen.[73]
- Die implikatorische Leugnung ist die Form von Leugnung, die in der Gesellschaft am weitesten verbreitet ist. Bei ihr werden die psychologischen, politischen oder auch moralischen Folgen und Konsequenzen von bekanntem Wissen geleugnet. Damit werden nicht Informationen über die globale Erwärmung an sich abgelehnt, sondern vielmehr scheitern die Menschen daran, das vorhandene Wissen im Alltagsleben anzuwenden und dem Wissen entsprechend notwendige Verhaltensänderungen in ihrem Leben durchzusetzen. Sie besitzen also die notwendigen Informationen und akzeptieren sie auch als wahr, entscheiden sich aber aus verschiedenen Gründen dafür, sie zu ignorieren. In Bezug auf den menschengemachten Klimawandel wird das Wissen darüber zu großen Teilen akzeptiert, aber nicht in konkrete Handlungen oder Verhaltensänderungen umgesetzt.[73]

Die psychologischen Gründe für Klimawandelleugnung werden in der Auflösung kognitiver Dissonanz (nach Festinger) gesehen: Demnach stimmen Nachrichten über den Klimawandel nicht mit dem eigenen Verhalten überein, was zu Anspannung oder negativen Emotionen führt. Um diesen unangenehmen Zustand zu lösen, entwickeln Personen Rechtfertigungsstrategien (oder sind für bereits bestehende empfänglich). Diese Rechtfertigungsstrategien wurden von Albert Bandura im Rahmen des Konzepts Moral Disengagement klassifiziert und von Susanne Stoll-Kleemann auf Klimawandelleugnung übertragen.

## Organisierte Klimawandelleugnerszene
Die Klimaskepsis entstand nicht in Gesellschaftsschichten, denen der Zugang zu den wissenschaftlichen Erkenntnissen der Klimaforschung fehlte. Vielmehr ist sie ein Ergebnis von bewussten Entscheidungen einer ökonomischen und akademischen Elite, die u. a. über zahlreiche etablierte konservative Think Tanks eine antiökologische Kampagne vorangetrieben haben. Historische Forschungen ergaben, dass bei der Verbreitung von Skepsis oder Ablehnung in Fachgebieten, in denen ein wissenschaftlicher Konsens herrscht, insbesondere mit großem finanziellem Aufwand betriebene und sehr gut organisierte Kampagnen eine wichtige Rolle spielen. Dies ist auch bei der Klimaforschung der Fall und geschieht vor allem durch die Etablierung eines alternativen klimaskeptischen Diskurses einzelner Personen und Organisationen. Bei der organisierten Leugnung handelt es sich also um ein bewusstes, rationales Verhalten mit klaren politischen und wirtschaftlichen Zielen. Die Bemühungen, Existenz und Bedeutung der globalen Erwärmung zu leugnen, setzten bereits unmittelbar nach öffentlichem Bekanntwerden des menschengemachten Klimawandels Ende der 1980er Jahre ein. 1989, ein Jahr nachdem der Klimawandel ins öffentliche Interesse gerückt war, wurde mit der Global Climate Coalition eine erste durch die Industrie finanzierte politische Frontgruppe gegründet, deren Aufgabe es war, die globale Erwärmung in Zweifel zu ziehen. Seit diesem Zeitpunkt wuchs das Netzwerk der Leugnerbewegung stetig an.
Die organisierte Klimaleugnerszene – in der englischsprachigen Forschung mittlerweile als denial machine (wörtlich: „Leugnungsmaschine“) bezeichnet – hat ihren Ursprung in den Vereinigten Staaten und ist dort auch bis heute am stärksten verwurzelt. Von dort breitete sich die Leugnung des menschengemachten Klimawandels in weitere Teile der Welt aus, oft unterstützt durch US-amerikanische Think Tanks und Wissenschaftler. Wissenschaftliche Forschungen zeigen, dass die systematische Desinformation der Öffentlichkeit in bis dahin nicht gekanntem Ausmaß der Hauptgrund dafür war, dass im Verlauf der 1990er und 2000er Jahren die Hälfte der US-Bevölkerung sowie ein großer Teil der Republikaner immer mehr Vertrauen in die Klimaforschung verloren und schließlich eine offene Feindseligkeit gegenüber wissenschaftlich gut belegten Fakten entwickelten. Von Anfang an nutzte die „denial machine“ dabei all die PR-Mittel, die zuvor die Tabakindustrie entwickelt hatte, darunter:

„[D]ie Verwendung von ‚Frontgruppen‘, die von der fossilen Brennstoffindustrie finanziert wurden, einschließlich voreingenommener ‚Think Tanks‘; fingierte ‚Astroturf‘-Graswurzel-Organisationen und etablierte Wirtschaftsverbände, die bereit waren, bei den Bestrebungen zu helfen; die Rekrutierung und Finanzierung von Wissenschaftlern (aller Disziplinen), die in Public Relations ausgebildet und dazu bereit waren, dem ‚konventionellen‘ Standpunkt zum Klimawandel zu widersprechen; die Verwendung einer medialen ‚Echokammer‘, um ihre Botschaft zu wiederholen und zu verstärken; die Nutzung zweifelhafter ‚Petitionen‘, um den falschen Eindruck von Streitigkeiten unter Klimawissenschaftlern zu erwecken; Ad-Hominem-Angriffe, einschließlich ‚SLAPP‘-Klagen, gegen legitime Klimawissenschaftler, um sie einzuschüchtern und ihre Forschung zu diskreditieren; die Verwendung etablierter PR-Methoden wie Fokusgruppen-Tests, Umfragen, Werbung, Massenmails, an Schulen verteilte ‚bildende‘ Materialien und einseitige Internetseiten, um ihre Doktrin zu verbreiten und die Fortschritte auf dem Weg zum ‚Ziel‘ des fortwährenden öffentlichen Zweifels zu messen; und schließlich ein unerbittlicher Angriff auf die Wissenschaft selbst, eine Taktik, die Big Tobacco zuvor entwickelt hat, um die Forschung zu diskreditieren, die die schädlichen Auswirkungen des Rauchens zeigte.“

Das Vorgehen dieser organisierten Leugnerszene fassen McCright und Dunlap folgendermaßen zusammen:

„Kurz dargestellt nutzt diese Gegenbewegung Geld und Ressourcen von Industrie und konservativen Stiftungen dazu, ein großes Aufgebot konservativer Think Tanks, Lobbyorganisationen, Medien, Frontgruppen und republikanischer Politiker zu organisieren, um Wissenschaftler und ihre Forschungen zu missachten, zu unterdrücken, zu verschleiern und rosinenzupicken, um damit die Realität und Ernsthaftigkeit des Klimawandels zu bestreiten.“

Die Botschaften dieser Leugnerbewegung nennen sie „die vielleicht erfolgreichsten systematischen Lügen der vergangenen Jahrzehnte“. Insgesamt stehen allein der US-Klima-Contrarian-Bewegung inzwischen rund 900 Mio. US-Dollar pro Jahr zur Verfügung: Die überwältigende Mehrheit dieser Mittel stammt von politisch konservativen Organisationen, wobei die Finanzierung zunehmend über Donors-Trust-Organisationen verschleiert wird.

### Akteure
Die Leugnung der globalen Erwärmung wird von einer Vielzahl unterschiedlicher Akteure betrieben: Beteiligt sind eine kleine Zahl von Wissenschaftlern, manche Regierungen, eine Vielzahl politischer und religiöser Organisationen wie Stiftungen, Think Tanks und Institute, industrielle Akteure, die entweder direkt oder indirekt über vermeintlich unabhängige Organisationen agieren, sowie Teile der Medien und der Öffentlichkeit.
Mit Stand 2015 existierten 444 aktive Klimaleugnerorganisationen in 53 Staaten der Erde; hinzu kommen 21 weitere Organisationen, die bereits wieder aufgelöst wurden. Von den insgesamt 465 Organisationen haben knapp 70 % ihren Sitz in den USA, etwa die Hälfte sind organisatorisch als Think Tanks ausgeführt. Zu den wichtigsten Kräften der organisierten Klimaleugnerbewegung, die die Existenz der menschengemachten globalen Erwärmung durch gezielte Attacken auf die Klimaforschung abstreiten, zählen das Cato Institute, das Competitive Enterprise Institute, das George C. Marshall Institute sowie das Heartland Institute, allesamt konservativ ausgerichtete Think-Tanks. Ihr Ziel war und ist es, mittels der „Fear, Uncertainty and Doubt“-Strategie in der Bevölkerung Unsicherheit und Zweifel an der Existenz der globalen Erwärmung zu schaffen, um anschließend zu argumentieren, dass es nicht genügend Belege dafür gebe, um konkrete Klimaschutzaktivitäten aufzunehmen. Zuvor war diese Kommunikationsstrategie bereits beim Bestreiten der Schädlichkeit des Tabakrauchens sowie des Passivrauchens, der Existenz des Ozonlochs und des Sauren Regens angewendet worden.
Ebenfalls sehr bedeutsam bei der Leugnung der globalen Erwärmung ist die Rolle von Internetblogs. Die große Mehrheit der führenden Klimaleugner sind „private Forscher“ ohne die notwendigen Qualifikationen für echte akademische Forschungsarbeit oder Lehrtätigkeit.

#### Wirtschaftsunternehmen

##### Organisation, Finanzierung und Verbreitung der Leugnung
In der Forschung wurden Wirtschaftsunternehmen sowie Industrieverbände und -vereinigungen als wichtige Förderer und Sponsoren der Klimawandelleugnung erkannt. Viele dieser Unternehmen sind Energieunternehmen aus der Öl- und Kohlebranche, jedoch sind auch Stahlunternehmen, Bergbaukonzerne und Kraftfahrzeughersteller bedeutsame Akteure. Gerade Unternehmen aus der Branche der fossilen Energien erkannten schon früh die Folgen, die Klimaschutzmaßnahmen auf ihre Geschäftsaktivitäten haben würden, und bekämpften deshalb Klimaforschung und Klimapolitik bereits sehr bald. Der finanzielle Anreiz hierfür ist enorm: Allein die Öl- und Gasindustrie machte zwischen 1970 und 2020 inflationsbereinigt pro Jahr im Durchschnitt etwa eine Billion US-Dollar Gewinn, umgerechnet etwa 3 Mrd. Dollar pro Tag.
Daher finanzierten viele Unternehmen und Verbände wie ExxonMobil, Peabody Energy, American Petroleum Institute, die Western Fuels Association und das Edison Electric Institute klimaskeptische Wissenschaftler, konservative Think Tanks, die die Existenz der globalen Erwärmung leugneten, und diverse Frontorganisationen, um Klimaforschung zu unterminieren und Klimaschutzmaßnahmen zu verhindern. Das American Petroleum Institute begann beispielsweise bereits im Jahr 1980 eine für die Öffentlichkeit bestimmte Desinformationskampagne, um die Gefahren des Klimawandels herunterzuspielen. Spätestens 1987 wendeten sich mehrere internationale Ölkonzerne wie die Vorgänger der heutigen TotalEnergies und ExxonMobil an den Ölbranchenverband IPIECA (International Petroleum Industry Environmental Conservation Association), um eine Strategie zu entwickeln, um die Ölindustrie mit strategischem Zweifelsäen am wissenschaftlichen Forschungsstand vor Klimaschutzbemühungen zu schützen.
Während die Konzerne in den frühen 1990er Jahren zunächst auf direkten Lobbyismus setzten, zum Beispiel über die Global Climate Coalition, gingen sie ab den 2000er Jahren zu der subtileren Methode über, das Netzwerk der organisierten Klimaleugnerszene zu finanzieren. Parallel änderten die Global Climate Coalition sowie viele weitere Klimaleugnerorganisationen mit der Präsidentschaft George W. Bushs und nach einem Jahrzehnt erfolgreicher Blockade von Klimaschutzpolitik ihre Argumentationsstrategie: Hatten sie zuvor lediglich behauptet, dass „Ausmaß und zeitlicher Verlauf“ der globalen Erwärmung unsicher seien, und damit das Eintreten einer klimatologischen Katastrophe nicht generell ausgeschlossen, begannen sie nun, die Grundlagen der Klimaforschung an sich zu bestreiten; das Fundament einer Wissenschaft, deren Basis bis ins 19. Jahrhundert zu John Tyndall und Svante Arrhenius zurückreicht.
Neben Unternehmen aus der fossilen Energiebranche beteiligten sich auch weitere Unternehmen und Branchenverbände wie zum Beispiel die National Association of Manufacturers oder die United States Chamber of Commerce an der Leugnung des Klimawandels. Sie organisierten sich unter anderem in Frontgruppen wie der Global Climate Coalition, um gemeinsam gegen die Ratifizierung des Kyoto-Protokoll vorzugehen, was ihnen auch gelang. Mit der Regierung George W. Bush ließ der Handlungsdruck für Unternehmen nach. So lehnte die Administration Bush nicht nur Klimaschutzaktionen ab, sondern ging auch aktiv gegen die Klimaforschung selbst vor, womit die Leugnung des menschengemachten Klimawandels in der Regierung selbst institutionalisiert wurde.
Ab Mitte der 2000er Jahre kehrte der Klimawandel unter anderem durch Dokumentationen wie Eine unbequeme Wahrheit und die Verleihung des Friedensnobelpreises an den Weltklimarat IPCC wieder in die Öffentlichkeit zurück. Nachdem 2008 zudem Barack Obama zum US-Präsidenten gewählt wurde und auch ein Kongress mit demokratischer Mehrheit vorhanden war, intensivierten Industrieunternehmen wieder ihre Bemühungen, Klimaschutzmaßnahmen zu verhindern. Öl- und Kohleindustrie, weitere Unternehmen und Wirtschaftsverbände begannen erneut, massiv öffentlichen Widerstand zu schüren. Dies geschah unter anderem durch klassischen Lobbyismus, Einsatz von Frontgruppen, Astroturfing-Kampagnen und Werbung. Zwar gab es 2009/10 auch ein gemeinsames Vorgehen von Umweltschutzverbänden und einigen Großunternehmen, die sich für die Einführung eines Emissionshandelssystems einsetzen; sie scheiterten jedoch an starkem Widerstand durch andere Industrieunternehmen. Diese investierten 2010 rund 500 Millionen US-Dollar für die letztendlich erfolgreiche Bekämpfung des Antrages, der auch die Einführung eines Emissionsdeckels für die Emissionen der Vereinigten Staaten vorsah.
Auch wenn sich mit Stand 2015 immer mehr US-Unternehmen für Klimaschutz einsetzen, gibt es weiterhin in großen Teilen der US-Wirtschaft starke Lobbytätigkeit gegen die Umsetzung von Klimaschutzkonzepten, die teilweise offen und teilweise verdeckt hinter den Kulissen erfolgen. Auch erhöhten Unternehmen die (finanzielle) Unterstützung für Kandidaten, die Klimaschutzmaßnahmen ablehnen, was bei den letzten Wahlen zu bemerkenswerten Erfolgen für diese Kandidaten führte. Insgesamt wurden in den USA zwischen 2000 und 2016 rund 2 Mrd. Dollar für direkten Klima-Lobbyismus investiert. Hierbei gab die fossile Energiebranche etwa zehnmal so viel Geld aus wie Erneuerbare-Energien-Unternehmen und Umweltschutzorganisationen zusammen.
Als besonders einflussreiche Sponsoren wurden ExxonMobil und die Koch Family Foundations identifiziert, wobei gerade die Finanzierung durch Koch Industries in den letzten Jahren stark ausgeweitet wurde (Stand 2016). Exxon wiederum hatte mit Stand 2011 mehr als 130 unterschiedliche Leugnerorganisationen (mit)finanziert. Auf diese Weise sollte in der Öffentlichkeit der Eindruck geschürt werden, dass Klimaskepsis nicht nur weit verbreitet ist, sondern durch die häufig wissenschaftlich klingenden Namen der Organisationen auch von seriösen Wissenschaftlern geteilt würde.

##### Eigene Kenntnisse über den menschengemachten Klimawandel

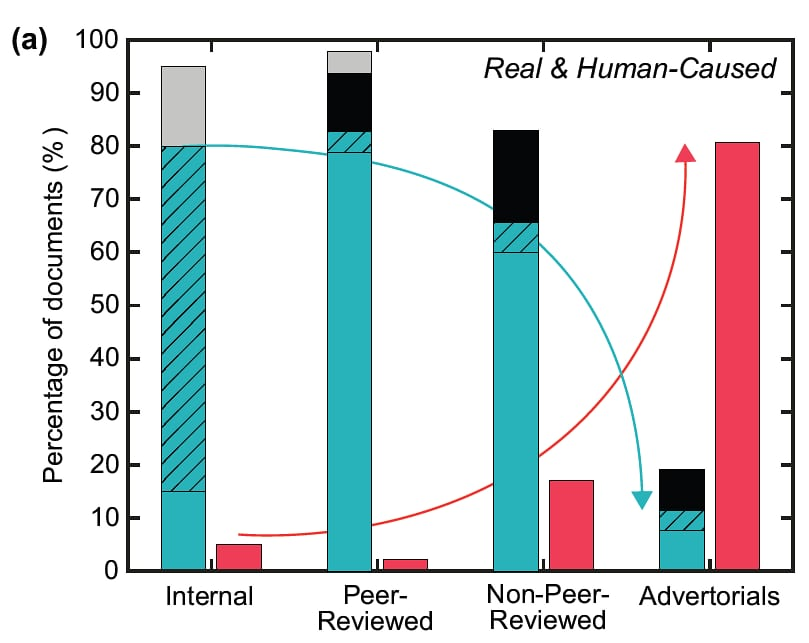
Prozentualer Anteil von ExxonMobil-Dokumenten, die sich zum menschengemachten Klimawandel äußern. Aufgeschlüsselt nach interner Kommunikation, begutachteten und nicht-begutachteten wissenschaftlichen Arbeiten und öffentlichen Werbeanzeigen (Advertorials) in der New York Times
Zustimmung zur menschengemachten Erderwärmung
Ablehnung

Die Unternehmen und Verbände selbst waren früh über die Existenz und die bedrohlichen Folgen des menschengemachten Klimawandels informiert, lange bevor sie Kampagnen zur Leugnung des Klimawandels in Auftrag gaben. Die US-Erdöl- und Erdgasindustrie war seit mindestens den 1950er Jahren über die (nach damaligem Forschungsstand) potentiell menschengemachte globale Erwärmung informiert, die US-Kohleindustrie seit mindestens den 1960er Jahren, US-Elektrizitätsversorgungsunternehmen, Total, Ford, General Motors seit mindestens den 1970er Jahren und Shell seit mindestens den 1980er Jahren. Auch die Führungsspitze von Exxon wusste bereits seit den 1970er Jahren von den Gefahren der globalen Erwärmung und ließ sich dieses Wissen von ihren eigenen unternehmensinternen Wissenschaftlern bestätigen. Anschließend nutzte sie dieses Wissen für die Ausbeutung von arktischen Öllagerstätten, während sie parallel zweistellige Millionenbeträge in Kampagnen zur Leugnung des Klimawandels steckte und Klimaschutzmaßnahmen bekämpfte.
Eine 2017 in der Fachzeitschrift Environmental Research Letters erschienene Studie ermittelte anhand von internen Dokumenten, Exxon-Studien und Exxon-Advertorials (Werbeanzeigen) in der New York Times, wie sehr internes Wissen bei Exxon und Außendarstellung bzw. Öffentlichkeitsarbeit des Konzerns auseinanderklafften. Während im Zeitraum 1977–2014 80 % der internen Kommunikationen und 83 % der von Exxon-Wissenschaftlern verfassten begutachteten wissenschaftlichen Arbeiten den Klimawandel als real und menschengemacht anerkannten, taten dies nur 12 % der an die breite Öffentlichkeit gerichteten Advertorials. Stattdessen säten 81 % der Advertorials des Konzerns Zweifel an der menschengemachten Erderwärmung. Auch Shell ließ eine Studie anfertigen, die 1986 zu ähnlichen Schlüssen kam und unter Verschluss gehalten wurde.
Das American Petroleum Institute, der größte Interessenverband der US-Öl- und Gasindustrie, wusste sogar schon 1954 aufgrund eigener Forschungen, dass die Verbrennung fossiler Energieträger zu einem Anstieg des CO2-Anteils in der Atmosphäre geführt hatte, und damit mehrere Jahre vor Veröffentlichung der Keeling-Kurve. 1959 wurden Führungspersönlichkeiten der Ölindustrie durch Edward Teller gewarnt, dass der CO2-Anstieg bis Ende des 20. Jahrhunderts zu einer Temperaturerhöhung sowie einem Anstieg des Meeresspiegels führen werde. 1965, drei Tage nachdem Wissenschaftler den damaligen US-Präsidenten Lyndon B. Johnson in einem Bericht über die Gefahren des Klimawandels informiert hatten, wurde dieser Bericht auf der Jahreshauptversammlung des American Petroleum Institutes besprochen. Dort richtete der damalige API-Präsident Frank N. Ikard folgende Worte an die versammelten führenden US-Industrielle:

“This report unquestionably will fan emotions, raise fears, and bring demands for action. The substance of the report is that there is still time to save the world’s peoples from the catastrophic consequence of pollution, but time is running out. One of the most important predictions of the report is that carbon dioxide is being added to the earth’s atmosphere by the burning of coal, oil, and natural gas at such a rate that by the year 2000 the heat balance will be so modified as possibly to cause marked changes in climate beyond local or even national efforts. The report further states, and I quote: ‘… the pollution from internal combustion engines is so serious, and is growing so fast, that an alternative nonpolluting means of powering automobiles, buses, and trucks is likely to become a national necessity.’”

„Dieser Bericht wird zweifellos Emotionen schüren, Ängste wecken und Forderungen nach Taten bewirken. Die Kernaussage des Berichts ist, dass noch Zeit bleibt, um die Völker der Welt vor den katastrophalen Folgen der Verschmutzung zu bewahren, aber die Zeit läuft ab. Eine der wichtigsten Vorhersagen des Berichts ist, dass der Erdatmosphäre durch die Verbrennung von Kohle, Öl und Erdgas Kohlendioxid in einer solchen Menge zugeführt wird, dass bis zum Jahr 2000 die Wärmebilanz so verändert wird, dass möglicherweise deutliche Klimaänderungen eintreten, die über lokale oder gar nationale Anstrengungen hinausgehen. Im Bericht heißt es weiter, und ich zitiere: ‚… die Verschmutzung durch Verbrennungsmotoren ist so gravierend und wächst so schnell, dass ein alternatives umweltfreundliches Mittel zum Antreiben von Autos, Bussen und Lastwagen wahrscheinlich zu einer nationalen Notwendigkeit wird.‘“

1968 warnten Wissenschaftler das American Petroleum Institute schließlich davor, dass bei verstärkter Nutzung fossile Energien „bis zum Jahr 2000 fast sicher signifikante Temperaturveränderungen auftreten“ würden und dass „kein Zweifel daran zu bestehen scheint, dass die Schäden für unsere Umwelt schwerwiegend sein könnten“. Auch rieten die Forscher, dass die (Erdöl)-Industrie ein System entwickeln solle, dass die Kohlenstoffdioxid-Emissionen unter Kontrolle bringe. Das API verbreitete hingegen seit mindestens 1980 öffentlich Desinformation zum Klimawandel, erklärte u. a., dass die globale Erwärmung nicht „schwerwiegend“ sei, und lobbiierte für einen massiven und langfristigen Ausbau der kohlenstoffintensivsten fossilen Brennstoffe.
Total wusste seit spätestens 1971 vom Klimawandel, thematisierte zwischen 1972 und 1988 das Thema aber nicht weiter in Veröffentlichungen. Anfang 1986 sandte der Umweltdirektor von Elf Aquitaine, Bernard Tramier, einen Jahresbericht an den Vorstand des Konzerns, in dem er darlegte, dass der Klimawandel sicher auftreten werde und ein „Schlüsselthema“ sei, für das die Ölindustrie eine Verteidigungsstrategie benötige:

“The problems related to the interactions of various pollutants in the upper atmosphere will become of concern in the coming years. The case of ozone is already known, but the accumulation of CO2 and CH4 in the atmosphere and the resulting greenhouse effect will inevitably modify our environment. All models are unanimous in predicting global warming, but the magnitude of the phenomenon remains undetermined. The first reactions have been, of course, to ‘tax fossil fuels’, so it is obvious that the oil industry will once again have to prepare to defend itself.”

„Die Probleme im Zusammenhang mit den Wechselwirkungen verschiedener Schadstoffe in der oberen Atmosphäre werden in den kommenden Jahren zu einem Problem werden. Der Fall des Ozons ist bereits bekannt, aber die Anreicherung von CO2 und CH4 in der Atmosphäre und der daraus resultierende Treibhauseffekt werden unsere Umwelt unweigerlich verändern. Alle Modelle sagen übereinstimmend eine globale Erwärmung voraus, aber das Ausmaß des Phänomens bleibt unbestimmt. Die ersten Reaktionen waren natürlich die ‚Besteuerung fossiler Brennstoffe‘, so dass es offensichtlich ist, dass sich die Ölindustrie wieder einmal vorbereiten muss, um sich zu verteidigen.“

Aufgrund dieser Kenntnisse werden analog zu den Verfahren gegen die Tabakindustrie zunehmend Klimaklagen gegen Ölkonzerne eingereicht, die damit begründet werden, dass die Industrie jahrzehntelang die Öffentlichkeit hinsichtlich des Klimawandels und der Umweltauswirkungen fossiler Energieträger desinformiert und getäuscht hat, obwohl sie selbst darüber informiert war.

#### Think Tanks
Eine wichtige Rolle bei der Verschleierung des Standes der Wissenschaft spielen konservative Denkfabriken (Think Tanks). Think Tanks gehören zu den einflussreichsten und sichtbarsten Elementen der organisierten Klimaleugnerindustrie und sind seit den späten 1980er Jahren damit beschäftigt, den Klimawandel zu bestreiten. Ende der 1990er Jahre, als viele Unternehmen sich unter anderem aufgrund schlechter Wirkung in der Öffentlichkeit aus dem offenen Sponsoring von Klimaleugnern zurückzogen, verstärkten Think Tanks ihre Bemühungen nochmals. Zugleich übernehmen sie eine integrierende Funktion, die die diversen Elemente der Klimawandelleugnerbewegung zusammenhält und zugleich ihre Reichweite in die Gesellschaft erhöht. In den USA bauten Industrieunternehmen seit etwa 1990 ein ganzes Netzwerk von Think Tanks mit großem finanziellen Aufwand auf, um mit ihnen gewissermaßen eine „Konterwissenschaft“ zu schaffen, die gegen die Klimapolitik gerichtete unternehmensfreundliche Aussagen verbreitet. Gleichzeitig ließen sich gerade viele wirtschaftsnahe neoliberale Think Tanks von der Wirtschaft finanzieren. Ernst zu nehmende wissenschaftliche Arbeit wird von diesen Think Tanks nicht betrieben. Vielmehr steht das Verbreiten von Falschinformationen im Fokus.
Auch wenn Think Tanks Organisationen sind, die eine klare politische Agenda verfolgen, stellen sie sich selbst als (alternative) wissenschaftliche Organisationen dar und ihre Mitglieder und Sprecher als neutrale und unvoreingenommene Experten. Sie verbreiten große Mengen an Publikationen mit Informationsmaterial für Klimaleugner und verfügen direkt oder über ihre Mitglieder und angeschlossenen Sprecher über große Glaubwürdigkeit in den Medien und in politischen Kreisen. Zu den Think Tanks, die die globale Erwärmung leugnen, zählen große und thematisch breit aufgestellte Denkfabriken der konservativen und libertären Szene wie zum Beispiel die Heritage Foundation, die Hoover Institution und das Competitive Enterprise Institute, aber auch kleinere Organisationen, die sich dezidiert auf das Thema Klimawandel spezialisiert haben, wie zum Beispiel das George C. Marshall Institute sowie das Heartland Institute. Weitere in der Leugnerbewegung aktive Think Tanks sind unter anderem das Cato Institute, das Science and Environmental Policy Project und das Science and Public Policy Institute. In Europa agiert unter anderem das Stockholm Network, das Mitglieder in unterschiedlichen europäischen Staaten hat. Andere Organisationen wie das Committee for a Constructive Tomorrow (CFACT) arbeiten an der engen Vernetzung verschiedener Think Tanks aus Europa, Amerika und Australien. Ein „Partner von so ziemlich allen neoliberalen Think Tanks […], die klimaskeptische Thesen vertreten“ ist das Atlas Network, das auch für die Finanzierung der Mont Pèlerin Society eine zentrale Rolle spielte.
Zu den Aufgabengebieten der Denkfabriken zählt die Publikation von großen Mengen Material mit Leugnerargumenten, darunter Bücher, die oft große Aufmerksamkeit erhalten, die Finanzierung von Wissenschaftlern, die bezüglich der menschengemachten globalen Erwärmung eine vom wissenschaftlichen Konsens abweichende Außenseitermeinung vertreten, und das Abhalten von Informationsveranstaltungen für Politiker mit ähnlichen Ansichten. Weitere wichtige Aufgaben umfassen das Stellen von „Experten“ für Anhörungen vor politischen Gremien und in den Medien sowie die Verfolgung von echten Klimaforschern durch vielfaches Stellen von Anträgen zur Herausgabe von allen Daten bezüglich Forschungen, E-Mails, privaten Kontakten, handschriftlichen Notizen usw. Unter anderem stammen in den USA mehr als 90 % der Papers, die klimaskeptische Positionen äußern, von diesen Denkfabriken. Auch wurden 130 der 141 anti-ökologischen Bücher, die zwischen 1970 und 2005 publiziert wurden, direkt von konservativen Think Tanks finanziert und von Autoren mit Verbindungen zu diesem Netzwerk geschrieben. Die Produktion an klimaskeptischer Literatur durch Think Tanks stieg zwischen 1998 und 2014 deutlich an, wobei ein absoluter Höhepunkt Ende 2009 / Anfang 2010 erreicht wurde, etwa während der Zeit der UN-Klimakonferenz in Kopenhagen 2009 (Stand 2016).

#### Contrarians aus der Wissenschaft
Eine wichtige Rolle innerhalb der organisierten Klimaleugnerbewegung spielt eine kleine Zahl von Personen mit wissenschaftlichem Hintergrund, da deren echte oder vermeintliche Kompetenzen in Klimafragen für die Wirksamkeit der Fear-, Uncertainty- and Doubt-Strategie fundamental sind. Die Wissenschaftler werden hierbei als verlässliche Autoritäten präsentiert, um den geäußerten Falschbehauptungen und Halbwahrheiten Glaubwürdigkeit zu verleihen. Diese Strategie geht auf die Tabakindustrie zurück: Diese erkannte bereits in den 1950er Jahren, dass der Interessenkonflikt (zu) offensichtlich wäre, wenn sie wissenschaftliche Erkenntnisse zur Gesundheitsschädlichkeit des Rauchens selbst attackieren würde. Würden jedoch Wissenschaftler die wissenschaftlichen Erkenntnisse hinterfragen, so wäre die Glaubwürdigkeit viel höher. Daraufhin suchte die Tabakindustrie gezielt nach Wissenschaftlern, die bereit waren, die wissenschaftlichen Erkenntnisse öffentlich zu bezweifeln.
Auch in der Klimaleugnerbewegung waren Wissenschaftler wie Robert Jastrow, William Nierenberg und Frederick Seitz von Anfang an bedeutende Dreh- und Angelpunkte. Die Fachkenntnisse dieser Wissenschaftler mit abweichender Meinung sind sehr unterschiedlich: Einige sind anerkannte Wissenschaftler, haben aber als fachfremde Forscher kaum Kompetenz in Klimafragen, einige verfügen über eine fachliche Ausbildung für die Beantwortung von klimatologischen Fragen, können aber kaum Referenzen für tatsächliche wissenschaftliche Forschung vorlegen, andere wiederum verfügen weder über eine geeignete Ausbildung noch über Referenzen. Contrarians mit hervorragenden Referenzen existieren hingegen nur wenige; eine seltene Ausnahme ist Richard Lindzen. Lindzen war Mitte der 1990er Jahre auch der einzige bedeutsame Contrarian, der weiterhin wie ein Klimaskeptiker agierte und Paper in der begutachteten Fachliteratur publizierte.
Im Allgemeinen sind die Wissenschaftler, die den menschengemachten Klimawandel leugnen, nicht Teil der etablierten Forschergemeinschaft in den klimatologisch relevanten Disziplinen. Viele von ihnen gehören auch keiner wissenschaftlichen Einrichtung an, sondern arbeiten für Think Tanks. Inzwischen werden von Think Tanks und Frontgruppen eine Vielzahl vermeintlicher Experten ohne jede erkennbare Glaubwürdigkeit für Klimafragen angeführt, von denen viele weder eine (natur)wissenschaftliche Ausbildung noch entsprechende Fachkenntnisse zu besitzen scheinen, wie es beispielsweise bei Christopher Monckton der Fall ist. Durch Zusammenarbeit mit Think Tanks können aber auch solche „Experten“ große Aufmerksamkeit in den Medien erfahren und auf diese Weise die angebliche „Kontroverse um die globale Erwärmung“ schüren.

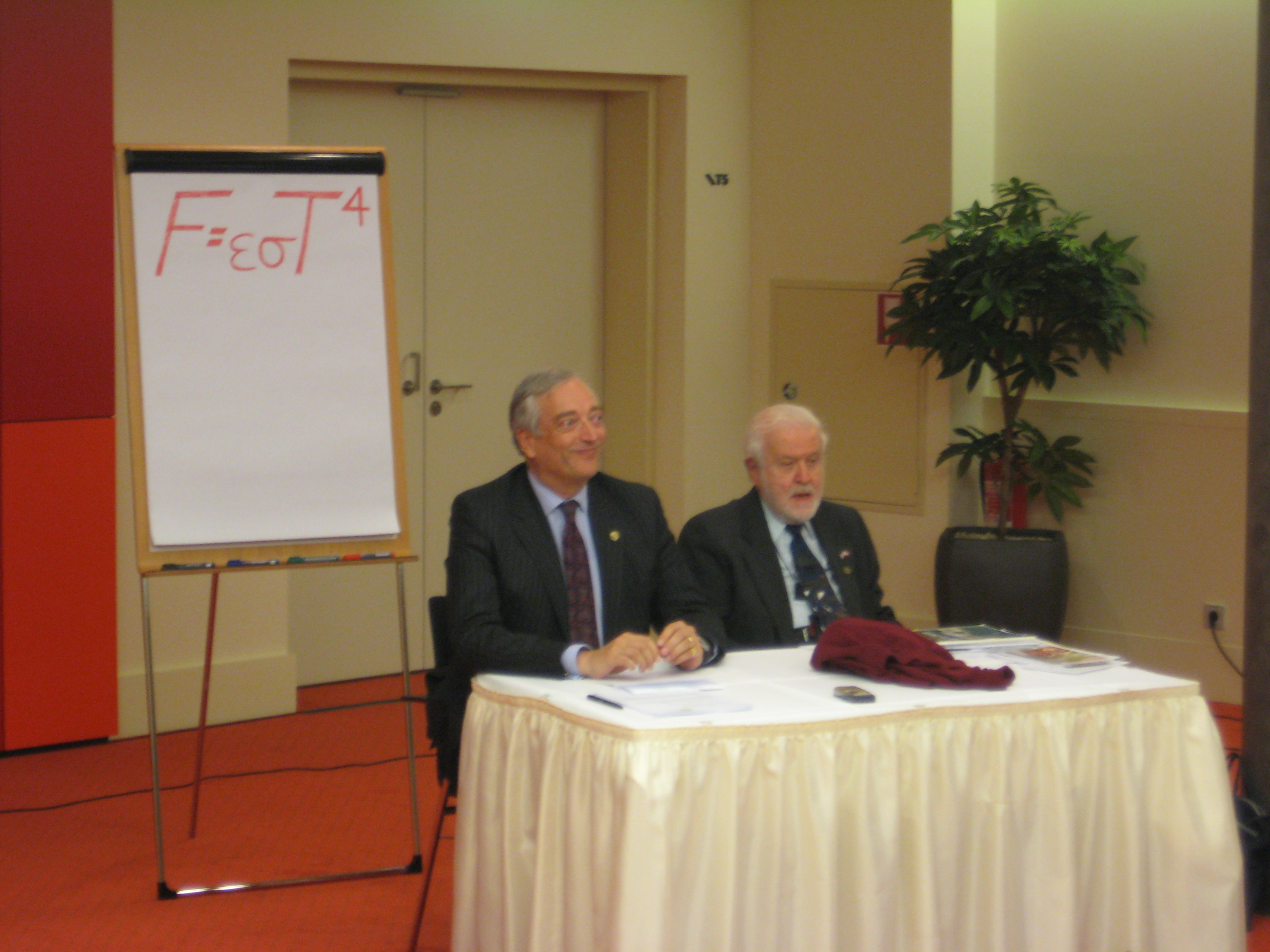
Fred Singer (rechts) bei einer Veranstaltung der Klimaleugnerorganisation EIKE im Jahr 2009; neben ihm Christopher Monckton

Mit Stand 2007 bestand der Kern der US-amerikanischen Contrarians aus etwa einem Dutzend Personen. Neben Frederick Seitz und Richard Lindzen waren dies der Biochemiker und Molekularbiologe Bruce Ames, die Astrophysikerin Sallie Baliunas, der Geograph Robert Balling Jr., der Klimaforscher John Christy, der pensionierte Meteorologe Hugh Elsaesser, der Präsident des Think Tanks „Center for the Study of Carbon Dioxide and Global Change“ Sherwood Idso, der Geograph David Legates, der Umweltwissenschaftler Patrick J. Michaels, der Physiker Fred Singer und Willie Soon. Die meisten der führenden Contrarians besitzen keine wissenschaftliche Expertise in Klimafragen, sondern wurden vielmehr aufgrund guter Public-Relations-Fähigkeiten rekrutiert, um eine Gegenmeinung zum Stand der Forschung zu vertreten.
Einige der oben genannten Personen wie Fred Singer oder Fred Seitz traten nach ihrer wissenschaftlichen Karriere als „universal einsetzbar[e] käufliche Leugner“ auf, die für eine ganze Reihe verschiedener Industriebranchen wie die Energieindustrie, die Tabakindustrie oder die Chemieindustrie ganz unterschiedlich gelagerte Umwelt- und Gesundheitsprobleme abstritten. Manche dieser Contrarians wie Patrick Michaels hatten enge direkte Verbindungen zur Industrie. Da solche Kontakte zwischen Wissenschaftlern und Wirtschaft aber häufig mit negativer PR einhergehen und um den Vorwurf zu vermeiden, direkt als Sprecher für Industrieunternehmen zu agieren, arbeiten inzwischen die meisten der Contrarians mit einem oder auch mehreren Think Tanks der Leugnerbewegung zusammen. Dies geschieht zum Beispiel über eine Vollzeitbeschäftigung in diesen Organisationen, über Mitgliedschaft in Gremien, Vorträge bei Veranstaltungen, Pressebriefings oder Politikberatung, vor allem aber über die Publikation von Leugnermaterialien. Zugleich erreichen sie über die Verbindung mit den Think Tanks größere Aufmerksamkeit in der Öffentlichkeit.

#### Frontgruppen

##### Ziele und Vorgehen
Frontgruppen und kürzerlebige Astroturfing-Kampagnen haben das Ziel, die globale Erwärmung als solche zu leugnen, aber auch die konkrete Gesetzgebung in Form von Umwelt- und Klimaschutzgesetzen zu untergraben. Aufgelegt wurden bzw. werden Frontgruppen von Industrieunternehmen und Wirtschaftsverbänden, um ihre eigenen Aktivitäten bei der Leugnung des menschengemachten Klimawandels sowohl zu verschleiern als auch abzuschirmen. Die Auflegung solcher Organisationen erfolgte sowohl mit Hilfe als auch ohne Zusammenarbeit mit Think Tanks aus der Leugnerbewegung. Diese Frontgruppen geben sich häufig euphemistische Namen, die ihre wahren Absichten verschleiern sollen. Diese Verschleierung der tatsächlichen Ziele war ein zentraler Aspekt der Strategie, u. a. um trotz der Finanzierung durch konservative Organisationen den Anschein einer Graswurzelbewegung mit breitem Rückhalt in der Gesellschaft zu erwecken.
Eine Technik hierbei ist das sogenannte Greenscamming, bei dem sich Anti-Umwelt-Organisationen zum Beispiel durch die Wahl eines einschlägig klingenden Namens als Umweltschutzorganisationen ausgeben. Beispiele hierfür sind die Global Climate Coalition, die Alliance for Environment and Resources oder das American Council on Science and Health. Diese Organisationen benutzen häufig bestimmte Codewörter wie „solide Wissenschaft“ oder Ausgewogenheit, wobei sie unter „solider Wissenschaft“ Publikationen oder Ansichten verstehen, die sie als Belege für ihre antiwissenschaftlichen Kampagnen heranziehen können. Powell beispielsweise macht als auffälligstes der gemeinsamen Merkmale vieler Klimaleugnerorganisationen ihre „bewundernswerten“ Benennungen aus, die größtenteils in hohem Maße vernunftbasiert klängen. In diesem Zusammenhang verweist er auf eine von der Union of Concerned Scientists angefertigte Liste von Leugnerorganisationen, die 43 vom Ölkonzern ExxonMobil finanzierte Leugnerorganisationen aufweist. Keine einzige dieser Organisationen sei so benannt gewesen, dass man ihren Kampf gegen die menschengemachte Erderwärmung anhand ihres Namens ableiten konnte. Angeführt worden sei die Liste von einer Organisation namens Africa Fighting Malaria, die auf ihrer Website eine Kollektion verschiedener Artikel und Kommentare auflistete, die sich gegen dringende Klimaschutzmaßnahmen aussprach, und das obwohl die Malariagefahren durch die globale Erwärmung noch verschlimmert werden könnten.
Ein Beispiel für eine Organisation, die im deutschsprachigen Raum unter falscher Flagge agiert, ist das Europäische Institut für Klima und Energie (EIKE), das durch seine Benennung gezielt Wissenschaftlichkeit suggeriert. Tatsächlich handelt es sich bei EIKE jedoch nicht um eine wissenschaftliche Einrichtung, sondern um eine Lobbyorganisation, die weder ein Büro besitzt noch Klimawissenschaftler beschäftigt, stattdessen aber auf ihrer Website Fake News zu Klimafragen verbreitet.

##### Beispiele

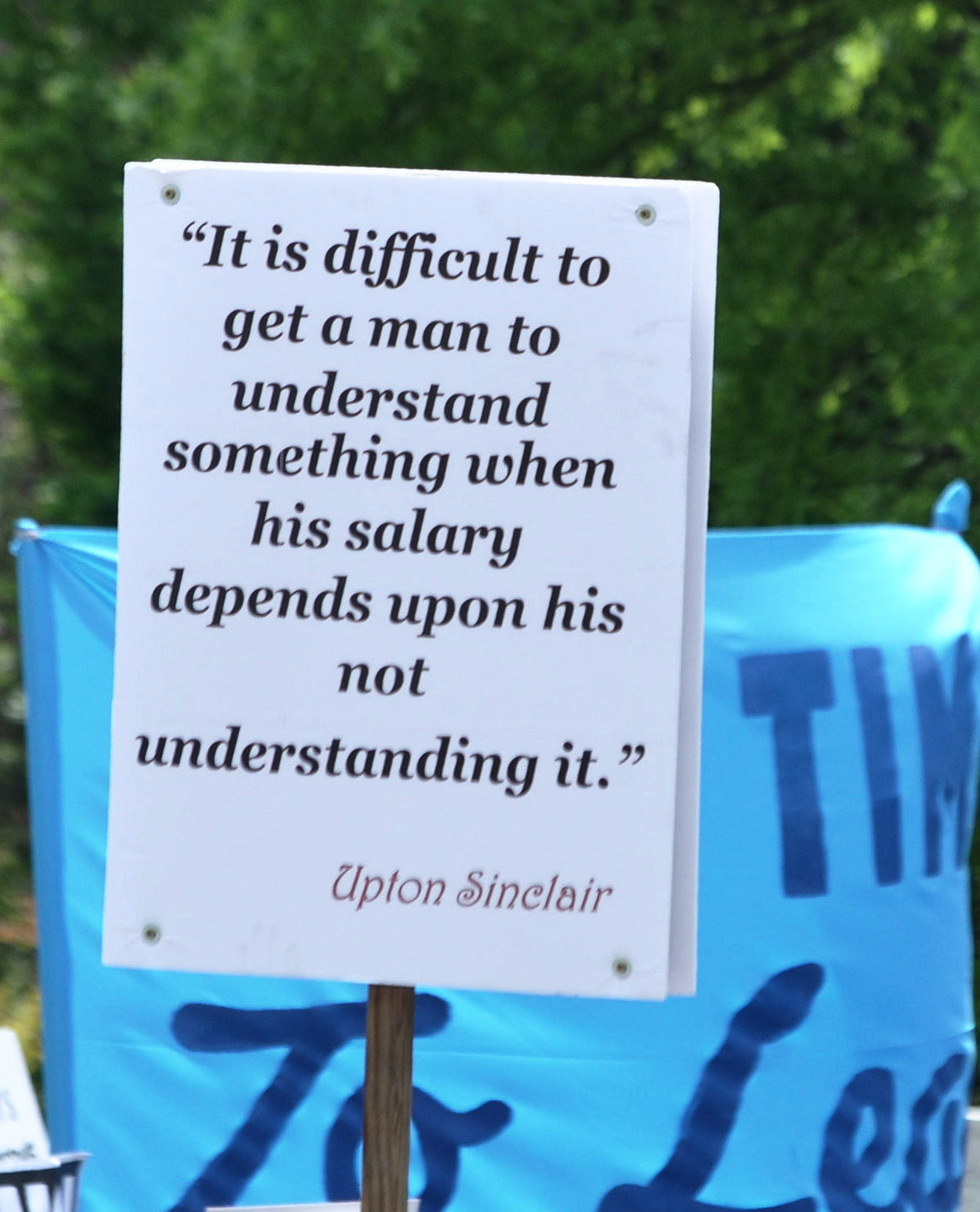
Protestplakat gegen bezahlte Leugnung (Upton Sinclair)

Die wichtigste Frontorganisation war mutmaßlich die Global Climate Coalition (GCC), die 1989 als Antwort der Wirtschaft auf den Weltklimarat IPCC gegründet wurde. Sie wurde unter anderem von großen Unternehmen aus der Energiebranche, von Automobilherstellern und Industrievereinigungen finanziert, bezweifelte sofort die Notwendigkeit des Klimaschutzes und attackierte die Klimaforschung. Sie säte bis 2002 gezielt Zweifel an den wissenschaftlichen Erkenntnissen zur globalen Erwärmung und platzierte Klimaskeptiker in öffentlichen medialen Diskussionen. Die GCC wurde zunächst von William O’Keefe vom American Petroleum Institute geleitet und engagierte sich sehr stark im Kampf gegen die US-amerikanische Ratifizierung des Kyoto-Protokolls. Sie spielte jedoch auch eine entscheidende Rolle bei den Angriffen auf den IPCC-Leitautor Benjamin D. Santer, was die Diskreditierung des Zweiten Sachstandsberichts des IPCC sowie des Weltklimarats insgesamt zum Ziel hatte; im Nachhinein stellten sich die Attacken als unbegründet heraus. Ihre Lobby- und PR-Aktivitäten gegen die Klimaforschung führte die Global Climate Coalition trotz des Wissens der Mitgliedergesellschaften aus, dass deren Ergebnisse wissenschaftlich fundiert waren. So hatte unter anderem eine interne Sachstandsbewertung ergeben, dass die Behauptungen von Klimaskeptikern „keine überzeugenden Argumente gegen das konventionelle Modell des durch Treibhausgase verursachten Klimawandels boten“. 2002 löste sich die GCC auf, nachdem sich mehrere Unternehmen zurückgezogen hatten und zugleich klar war, dass die Regierung Bush klimapolitisch die gleichen Ziele verfolgte wie sie.
1991 wurde das Information Council on the Environment gegründet, das von Unternehmen der Kohle- und Energiebranche aufgelegt wurde, um die Klimaforschung zu untergraben. Nachdem seine Strategie, die globale Erwärmung als „Theorie“ statt als Fakt umzudeuten, durch ein Leak an die Presse öffentlich bekannt wurde, löste es sich auf. Eine weitere Frontorganisation war die Greening Earth Society, die von der Western Fuels Association, einem Verband der Energiebranche, sowie einigen Contrarians aufgelegt wurde, darunter Patrick Michaels. Sie startete eine ausgeklügelte Desinformationskampagne, bei der sie behauptete, dass erhöhte Kohlendioxidwerte in der Erdatmosphäre nicht schädlich seien, sondern Vorteile brächten.
Wichtig ist ebenfalls die Cooler Heads Coalition, die 1997 als ein loser Zusammenschluss von verschiedenen konservativen Think Tanks unter Federführung des Competitive Enterprise Institutes (CEI) gegründet wurde. Sie spiegelt damit den Übergang des Kerns der Leugnerbewegung von Industrieunternehmen hin zu konservativen Think Tanks wider und gilt als besonders aggressiv in ihren Attacken gegen Klimaforschung und einzelne Klimaforscher. Neben dem CEI sind unter anderem das CFACT, das George C. Marshall Institute und das Heartland Institute an ihr beteiligt. Geleitet wird die Cooler Heads Coalition von Myron Ebell. Ebell ist wie Christopher C. Horner als Chef des CEI einer der zentralen Köpfe der organisierten Klimaleugnerszene. Beide nutzen die Cooler Heads Coalition sowie das CEI, um große Mengen von Desinformationsmaterial zu produzieren und zu verteilen. Zudem waren sie beide entscheidende Figuren bei der Diffamierung des IPCC und der Propagierung des Hackerzwischenfalls am Klimaforschungszentrum der University of East Anglia als angeblichen Climategate-Skandal.
Frontorganisationen wurden aber unter anderem auch von der religiösen Rechten gegründet, um eine Gegenbewegung zum wachsenden Klimabewusstsein innerhalb der christlichen Gemeinschaft zu schaffen. Unter anderem wurde mit Unterstützung aus der Wirtschaft eine politisch neoliberale Frontgruppe namens Interfaith Stewardship Alliance gegründet, die später in Cornwall Alliance for the Stewardship of Creation umbenannt wurde und sich gegen eine Vielzahl von Umweltschutzaktionen engagierte. Sie wird geleitet von Calvin Beisner, der langjährige Verbindungen zu Industrieunternehmen und konservativen Think Tanks pflegte, und gab unter anderem eine „evangelikale Erklärung der globalen Erwärmung“ heraus, die viele Behauptungen der Klimaleugner übernahm.

#### Astroturfing-Kampagnen
Astroturfing-Kampagnen sind in ihrem Zweck nicht so langfristig ausgelegt wie Frontorganisationen, haben aber das gleiche Ziel. Sie sollen die globale Erwärmung als solche leugnen, aber auch die konkrete Gesetzgebung in Form von Umwelt- und Klimaschutzgesetzen untergraben. Eine große Bedeutung bei solchen Kampagnen kommt den beiden eng mit den Gebrüdern Charles und David Koch (Koch Industries) in Verbindung stehenden Frontgruppen Americans for Prosperity und Freedom Works zu. Diese spielten eine wichtige Rolle bei der Finanzierung von Astroturf-Kampagnen, die beispielsweise 2008 bzw. 2009 auf die Verhinderung von Klimaschutzgesetzen abzielten und auch direkt die Politik Barack Obamas bekämpfen sollten. Derartige Kampagnen, die unter anderem vom American Petroleum Institute unterstützt und mit Hilfe professioneller Public-Relations-Firmen aufgezogen wurden, werden seit langem von Industrie und Think Tanks eingesetzt. Sie sollen gezielt den Anschein erwecken, eine von unten neu aufkommende Graswurzelbewegung zu sein, sind tatsächlich aber von ihren Auftraggebern gesteuerte Kampagnen.

#### Konservative/rechte Politiker
Eine wichtige Rolle in den USA, dem Ursprungsland der organisierten Leugnung der globalen Erwärmung, spielen Politiker der Republikanischen Partei. Bereits während der 1990er Jahre ignorierten und attackierten republikanische Kongressabgeordnete die Klimaforschung und stellten wissenschaftliche Erkenntnisse zum Klimawandel in Frage. Unter dem Vorwand, eine vermeintlich linke Zensur der Debatte im Namen von „politischer Korrektheit“ zu bekämpfen, luden die Republikaner als Zeugen bei Ausschusssitzungen im Kongress nun vor allem Mitglieder von konservativen Think Tanks und Interessenverbänden ein und stellten deren Aussagen denen von Fachleuten und Klimaforschern des IPCC gegenüber. Zwischen 1995 und 1997 sagten allein fünf Klimawandelleugner des George C. Marshall Institutes häufiger aus als alle Angehörigen von staatlichen Forschungsinstitutionen zusammen. Das Ziel dieser Anhörungen war, Klimaforscher anzugreifen und die Belege für den Klimawandel in Frage zu stellen. Während der Regierungszeit George W. Bushs (der 1978 bis 1992 in der texanischen Ölindustrie tätig gewesen war) war das Weiße Haus ein zentraler Bestandteil der Klimaleugnerszene. Weiter institutionalisiert wurde die Leugnung des Klimawandels mit den Initiativen der Gebrüder Charles und David Koch, die mittels Americans for Prosperity Hunderten von republikanischen Politikern das Versprechen abrangen, keine CO2-Steuer einzuführen, darunter den meisten führenden Republikanern.
Im 113. Kongress der Vereinigten Staaten (Januar 2013 bis Januar 2015) lehnten eine Mehrheit der republikanischen Mitglieder und 90 % der republikanischen Spitzenpolitiker die grundlegenden Erkenntnisse der Klimaforschung ab. Neben der ohnehin gegebenen ideologischen Prädisposition der Republikaner für klimaskeptische Positionen ist dies insbesondere auf umfangreiche Spenden aus der Branche der fossilen Energieträger zurückzuführen. So erhielten klimaskeptische Kandidaten während der zweijährigen Legislaturperiode dieses Kongresses allein 641 Mio. Dollar an Spendengeldern von Industrieunternehmen und Wirtschaftsverbänden. Viele Republikaner ignorierten zunächst wissenschaftliche Expertisen häufig; später gingen sie dazu über, gezielt wissenschaftliche Contrarians und andere Personen der organisierten Klimaleugnerszene in den Kongress zu laden, um so die Illusion einer in der Wissenschaft angeblich existierenden Kontroverse um die globale Erwärmung aufrechtzuerhalten. Mit Amtsantritt Donald Trumps im Januar 2017 wurde ein Klimaleugner zum US-Präsidenten gewählt. Die für Klimapolitik relevanten Kabinettsposten besetzte er ebenfalls mit Klimawandelleugnern: Unter anderem wurde der langjährige ExxonMobil-Chef Rex Tillerson Außenminister, der frühere Generalstaatsanwalt und Lobbyist Scott Pruitt Chef der Umweltbehörde EPA, der frühere texanische Gouverneur Rick Perry Energieminister und der Umweltschutz-Gegner Ryan Zinke Innenminister. Für viele Republikaner ist die Leugnung der Klimakrise zu einer Identitätsfrage geworden, bei der der Kampf für fossile Energien und gegen erneuerbare Energien auch unter Inkaufnahme wirtschaftlicher Nachteile vorangetrieben wird. Beispielsweise gehen republikanische Politiker in verschiedenen Bundesstaaten gegen Unternehmen vor, die in erneuerbare Energien investieren oder sich aus fossilen Energien zurückziehen, oder schlossen Unternehmen von staatlichen Aufträgen aus, die ihr Investment in fossile Energien reduzierten. In Texas zwangen Republikaner staatlichen Pensionsfonds dazu, bereits investierte Gelder aus Unternehmen zurückzuziehen, die nicht mehr in fossile Energien investieren.
Als der republikanische Politiker, der am profiliertesten die menschengemachte globale Erwärmung leugnete, galt der 2024 verstorbene James Inhofe. Unter anderem nannte er sie die größte Falschmeldung, mit der das amerikanische Volk jemals hinters Licht geführt werden sollte. Als Vorsitzender des Umweltausschusses des Senats machte er diesen zu einem wichtigen Pfeiler der organisierten Klimawandelleugnerszene; zudem forderte er, führende Klimaforscher vor Gericht zu bringen. Er steht in enger Verbindung mit Marc Morano, der für ihn eine bedeutende Klimaleugner-Website betreibt. Im Februar 2015 brachte er einen Schneeball mit zu einer Senatssitzung und führte die Existenz von Schnee als Beweis gegen die globale Erwärmung sowie die kurz zuvor bekannt gegebenen Rekordtemperaturen des Jahres 2014 an.
Bereits vor Trump waren Klimaskeptiker beziehungsweise Leugner des menschengemachten Klimawandels Staatspräsidenten oder Regierungschefs in verschiedenen Staaten. Hierzu zählen der ehemalige US-Präsident George W. Bush, der unter anderem für seine Bemühungen kritisiert wurde, die Klimaforschung gezielt zu untergraben, der australische Premierminister (September 2013 bis September 2015) Tony Abbott, der den menschlichen Einfluss auf das Klima bezweifelte und ein vehementer Gegner von Klimaschutzmaßnahmen war, der kanadische Premierminister (2006 bis 2015) Stephen Harper, der zwar zugab, dass der Klimawandel eine große Bedrohung sei, sonst aber ähnliche Ansichten teilte und wie Bush das Kyoto-Protokoll nicht unterzeichnete, sowie der tschechische Staatspräsident (2003 bis 2013) Václav Klaus, der die globale Erwärmung mit dem Kommunismus verglich und enge Verbindungen mit klimaskeptischen amerikanischen Lobbyorganisationen und Think Tanks wie dem Heartland Institute unterhielt.
Diese konservativen Politiker verfolgten einige Strategien, um die öffentliche Aufmerksamkeit von der Klimapolitik und Klimaschutzprojekten wegzulenken. Hierzu zählten die Ernennung von Klimaleugnern zu Vorsitzenden von wissenschaftlichen Gremien, die Abschaffung von Beratungsgremien und wissenschaftlichen (Forschungs-)Programmen, die Streichung von staatlichen Geldern für Umweltschutzprogramme, die Umdelegierung von Forschungsgeldern hin zu mehr industrierelevanter Forschung sowie Zensurmaßnahmen gegen Umwelt- und Klimaforscher – Maßnahmen, die nun auch unter Donald Trump ergriffen werden. Die Regierungen unter Stephen Harper (Kanada) und John Howard (Australien) setzten daneben gezielt auf Maßnahmen, die Ignoranz in der Bevölkerung schürten, um öffentliches Engagement für Klimaschutz gering zu halten. George W. Bush gilt als ein bedeutender Akteur im „Krieg gegen die Wissenschaft“, darunter auch gegen die Klimaforschung.
In Europa sind es vor allem Parteien aus dem rechten Politikspektrum, die die menschengemachte globale Erwärmung bezweifeln oder abstreiten. Von 21 im Jahr 2018 untersuchten rechten bzw. rechtspopulistischen Parteien bestreitet die große Mehrheit den menschlichen Einfluss auf den jetzigen Klimawandel (7 Parteien, darunter die AfD) oder misst dem Thema nur geringe Bedeutung bei bzw. vertritt keine klare Position (11 Parteien); lediglich drei Parteien erkannten die menschengemachte globale Erwärmung an. Gerade für populistische Politiker sind Angriffe auf die Wissenschaft eine attraktive Strategie zur Gewinnung von Wählerstimmen, beispielsweise indem sie sich als Verteidiger der Interessen der einheimischen Bevölkerung darstellen oder den Umstand, dass Wissenschaftler tendenziell zur gesellschaftlichen Elite gezählt werden, dafür nutzen, um Stimmen von antiintellektuell eingestellten Bevölkerungsgruppen zu erhalten. Ungeachtet einiger Ausnahmen ist die Klimawandelleugnung ein durchgängiges Merkmal sowohl vieler weit rechts angesiedelter politischer Parteien in Europa als auch allgemein vieler populistischer Bewegungen geworden.

#### Konservative/rechte Medien
Konservative Medien haben insbesondere in den USA eine zentrale Funktion beim Verbreiten von Klimaleugnerargumenten. Wichtige Medien hierbei sind und waren Zeitungen wie das Wall Street Journal, die New York Post und die Washington Times, Magazine wie The Weekly Standard, The American Spectator und National Review, Talk-Show-Sendungen von bestimmten Moderatoren wie Rush Limbaugh, Fernsehkanäle wie Fox News samt beliebten Kommentatoren wie Bill O’Reilly oder Sean Hannity und weitere Kolumnisten und Moderatoren wie George Will, Charles Krauthammer oder Glenn Beck. Zu den bekanntesten Medien, die aktiv an der Verbreitung von Klimaleugnerpropaganda beteiligt sind, zählen die diversen Medien von News Corporation, die sich im Besitz von Rupert Murdoch befinden. Gemeinsam wirkten diese Medien wie eine Echokammer, in der die Behauptungen von Klimaleugnern endlos zirkulieren und sich dabei gegenseitig verstärken. Über diese Medien wurden die Angriffe auf die Klimaforschung, zunehmend auch auf Klimaforscher, nicht nur in dezidiert konservativen Kreisen verbreitet, sondern erreichten große Teile der allgemeinen Öffentlichkeit.
Gerade das Wallstreet Journal als größte US-Zeitung gilt als einflussreiches Forum für die organisierte Klimawandelleugnerbewegung, das gerade in den Meinungsspalten häufig Personen zu Wort kommen lässt, die den menschengemachten Klimawandel abstreiten. Nach einer 2017 erschienenen Studie war das WSJ zudem unter den führenden US-Zeitungen diejenige, die am wenigsten über die negativen Folgen der globalen Erwärmung berichtete. Zugleich berichtete es am negativsten über Klimapolitik und Klimaschutz. Unter den TV-Sendern spielt Fox News eine wichtige Rolle. Fox News berichtet deutlich häufiger als andere TV-Sender über die globale Erwärmung, tut dies aber in einer stärker ablehnenden Art und Weise, die in der Öffentlichkeit Zweifel schürt. Insgesamt waren die Konsumenten von Fox News nach einer 2012 erschienenen Studie umso klimaskeptischer, je mehr sie Fox News sahen.
Forschungen ergaben, dass Klimaskeptizismus in konservativen Medien nicht nur stärker, sondern auch häufiger verbreitet wird als in nicht-konservativen Medien. Dies gilt nicht nur allgemein für die Sachberichterstattung, sondern insbesondere für Editorials- und Meinungsbeiträge, wo die Leugnung des menschengemachten Klimawandels ganz besonders präsent ist. Besonders viel Aufmerksamkeit erhalten Klimaleugner und ihre Thesen in den USA. In anderen angelsächsischen Staaten wie Australien und dem Vereinigten Königreich ist die Leugnung ebenfalls überproportional verbreitet, während in anderen Staaten die Behauptungen von Klimaleugnern nur geringe Aufmerksamkeit erhalten.
In Deutschland sind klimaskeptische Behauptungen in den Medien bisher selten, wie eine Untersuchung anhand der Berichterstattung zur UN-Klimakonferenz in Durban 2011 ergab. Sie nehmen aber an Bedeutung zu. Am häufigsten wurden klimaskeptische Behauptungen demnach von der konservativen Zeitung Die Welt publiziert, die in mehr als 17 % ihrer Artikel klimaskeptische Elemente enthielt. Die Welt war nicht nur vergleichsweise skeptisch bezüglich der Klimaforschung selbst, sondern insbesondere in Bezug auf die Existenz der globalen Erwärmung und ihrer Ursachen. In Deutschland werden Klimawandelleugner-Thesen vor allem von rechtskonservativen bis rechtspopulistischen und rechtsextremen Alternativmedien verbreitet, die sich gegen Eliten und den „Mainstream“ positionieren. Beispiele hierfür sind Epoch Times, Tichys Einblick, Compact, Russia Today Deutschland, eigentümlich frei und die Achse des Guten, die sich dabei immer wieder gegenseitig als Quelle anführen, aber auch die Junge Freiheit, AUF1, Die Kehre. und Cicero.

#### Blogs und Social Media
Eine wichtige Rolle in der Klimaleugnerszene spielen auch Blogs. Diese Blogs, auf denen selbsternannte Klimaskeptiker und klimaskeptische Wissenschaftler Existenz und Bedeutung der globalen Erwärmung hinterfragen, erweitern die klimaskeptische Echokammer um ein bedeutsames Element, ergänzen dabei herkömmliche Medien und ersetzen sie teilweise. Der erste dieser Blogs wurde 2005 gegründet: bis 2014 existierten mehr als 170 solcher Blogs allein in englischer Sprache. Einzelne Blogs werden von klimaskeptischen Wissenschaftlern wie Judith Curry betrieben, die beliebtesten jedoch von Laien: Watts Up With That wird von einem pensionierten Fernsehmeteorologen geführt, ClimateAudit von einem ehemaligen leitenden Bergbauangestellten und passioniertem Hockey-Stick-Kritiker (Stephen McIntyre) und ClimateDepot von einem selbsternannten „Krieger“ in den „Klimakriegen“ (Marc Morano).
Die Blogs verfügen über große Anhängerschaften und erhalten auf ihre Beiträge oft Hunderte von Antworten, in denen häufig boshafte Kritik an Klimawissenschaftlern, Klimaaktivisten und Befürwortern von Klimaschutzkonzepten geäußert wird. Durch die Vorgehensweise der Blogs werden Klimaforscher teilweise Ziele von Drangsalierung und Mobbingaktivitäten.
Ins Blickfeld gerieten die Leugnerblogs schon im Jahr 2009, als einige von ihnen Schlüsselrollen spielten bei der künstlichen Erzeugung und Propagierung der sogenannten Kontroversen um den Hackerzwischenfall am Klimaforschungszentrum der University of East Anglia („Climategate“) sowie einiger kleiner Fehler im Vierten Sachstandsbericht des IPCC. Einige Blogger zählen mittlerweile zu den Stars der Klimaleugnerszene und erhalten regelmäßig Zugang zu konventionellen Medien, insbesondere mit konservativer Ausrichtung. International sind die Blogs gut vernetzt; die organisierte US-Klimaleugnerszene ist zum Beispiel eng mit klimaskeptischen Bloggern im Vereinigten Königreich und einigen weiteren Staaten in und außerhalb Europas vernetzt. Über die Blogs erfolgt auch ein starker Eintrag von klimaskeptischen Inhalten in weitere Social-Media-Plattformen, beispielsweise durch Verlinken der Blogs auf Facebook oder Twitter. Zudem scheinen klimaskeptische Behauptungen in Online-Kommentaren von Zeitungen auffallend stark präsent zu sein. Über all diese Mechanismen erreichen Klimaleugnerbehauptungen große Aufmerksamkeit auch außerhalb der eigentlichen Klimaleugnerszene und tragen dazu bei, die Leugnung der globalen Erwärmung international zu verbreiten.
Gerade in sozialen Medien sind Beiträge von Klimaleugnern überproportional stark verbreitet. Beispielsweise existierten im November 2016 auf Youtube mehr als 500.000 Videos, in denen der Mythos verbreitet wurde, die globale Erwärmung sei eine Lüge, während nur etwa 40.000 Videos existierten, die sich mit Klimaleugnern befassen. Zudem werden in einem Großteil aller Youtube-Videos zum Thema Klimawandel antiwissenschaftliche Aussagen vertreten. Da die Klimaleugnerszene vor allem aus älteren Männern besteht, gibt es inzwischen Bemühungen, junge Youtuber anzuwerben, um gezielt junge Menschen anzusprechen. Bekannt wurde z. B. die Rekrutierung von Naomi Seibt, die finanziert vom Heartland Institute auf Youtube als „Anti-Greta“ auftrat und sich dort gegen Klimaschutz und COVID-19-Impfstoff aussprach.
Zunehmend fokussiert sich die Leugnung auf Angriffe gegen Klimaschutzlösungen und weitere neuere Argumentationsformen. In den Jahren 2018 bis 2023 befassten sich laut einer Studie 70 Prozent von 12.000 ausgewerteten Desinformations-Videos auf Social Media damit, Zweifel am Funktionieren Grüner Energie oder Elektroautos zu säen, das Vertrauen in Forscher zu unterminieren oder zu behaupten, dass der Klimawandel harmlos oder sogar positiv sei. Die älteren Formen der Leugnung wurden nur in etwa einem Drittel der Videos genutzt.

### Vorgehensweise

Veränderung der zentralen Narrative der Klimawandelleugnung im Laufe der Zeit. Während die Trendleugnung, d. h. das Abstreiten, dass sich die Erde erwärmt, an Bedeutung verliert, argumentieren Klimaleugner zunehmend, dass Klimaschutzlösungen nicht funktionieren werden.

Klimawandelleugner nutzen eine Reihe verschiedener Taktiken, um ihnen missliebige wissenschaftliche Erkenntnisse abzustreiten. Gemäß Stefan Rahmstorf reichen die Methoden der den menschengemachten Klimawandel leugnenden Interessengruppen „vom ständigen Wiederholen längst widerlegter Bauernfängerargumente, über erfundene Fake News, die Präsentation von mit wissenschaftlichem Jargon ornamentierten Pseudostudien durch Pseudoexperten bis hin zur Diffamierung und Einschüchterung von Klimaforschern“.
Da die Klimawandelleugnung speziell darauf ausgerichtet ist, verschiedenen Gruppierungen wie dem IPCC, zivilgesellschaftlichen Organisationen, politischen Entscheidungsträgern und weiteren Befürwortern von Klimaschutz entgegenzuwirken, entwickelt sie sich permanent weiter. Wo die menschengemachte globale Erwärmung nicht mehr in Gänze in Frage gestellt werden kann, sind vermehrt Strategien zur Verlangsamung vielversprechender Klimaschutzmaßnahmen (climate delay) zu beobachten. Diese lassen sich in folgende Diskursstränge unterteilen:
1. Abwälzung von Verantwortung und Bezweiflung des Effekts eigener Handlungen
2. Technologischer Solutionismus und „nicht-transformative“ Scheinlösungen
3. Hervorheben möglicher Nachteile und Ausspielen von Interessengruppen
4. Forcieren von Untätigkeit durch Resignation

| Verantwortung verlagern                | Verantwortung verlagern                | nicht-transformative (Schein-)Lösungen | nicht-transformative (Schein-)Lösungen    | Nachteile betonen               | Nachteile betonen                     | Resignation           | Resignation                |
| -------------------------------------- | -------------------------------------- | -------------------------------------- | ----------------------------------------- | ------------------------------- | ------------------------------------- | --------------------- | -------------------------- |
| „Die anderen sollen erstmal anfangen!“ | „Die anderen sollen erstmal anfangen!“ | „Bloß nichts überstürzen!“             | „Bloß nichts überstürzen!“                | „Bloß nichts überstürzen!“      | „Bloß nichts überstürzen!“            | „Alles ist verloren.“ | „Alles ist verloren.“      |
| Individualismus                        | „Das regelt der Markt.“                | Techno-Optimismus                      | „Technologie wird es richten.“            | Policy-Perfektionismus          | „Das geht noch besser.“               | Zwecklosigkeit        | „Das ist wider die Natur.“ |
| Whataboutism                           | „Andere sind schlimmer.“               | Leere Versprechen                      | „Wir haben bereits ambitionierte Ziele.“  | Appell an den Wohlstand         | „Auf Fossilen fußt unser Wohlstand.“  | Apokalyptik           | „Es ist zu spät.“          |
| Trittbrettfahrer                       | „Andere werden uns ausnutzen.“         | Fossil-Solutionismus                   | „Es braucht fossile Brückentechnologien.“ | Appell an soziale Gerechtigkeit | „Klimaschutz trifft die Schwächsten.“ | -                     | -                          |
| -                                      | -                                      | „Karotte ohne Peitsche“                | „Anreize, keine Verbote.“                 | -                               | -                                     | -                     | -                          |

#### Hervorhebung von Unsicherheiten und Zweifeln
Klimaleugner und Interessengruppen besitzen bei der Beeinflussung der Öffentlichkeit im Vergleich zu Wissenschaftlern einen großen strategischen Vorteil. Während Wissenschaftler die Öffentlichkeit von ihren Erkenntnissen überzeugen müssen, um politisches Handeln zu bewirken, reicht es für Abstreiter wissenschaftlicher Erkenntnisse aus, Unsicherheit zu schüren, um politische Untätigkeit zu erreichen. Eines der wichtigsten Argumentationsmuster von Klimaleugnern ist daher die Darstellung, dass wissenschaftliche Erkenntnisse zu Existenz, Ursachen und Folgen der globalen Erwärmung „unsicher“ seien und es weise sei, mit dem Klimaschutz noch zu warten, da die Möglichkeit bestünde, dass sich das Klima gar nicht ändere. Von der organisierten Klimaleugnerbewegung werden daher vielfach Behauptungen oder passende Geschehnisse verbreitet bzw. angeführt, die Unsicherheit schüren sollen und damit den Eindruck erwecken, vermeintlich dem wissenschaftlichen Konsens zu widersprechen. Diese Vorgehensweise ist effektiv, da bei vielen Menschen schon bei einer geringfügigen Uneinigkeit unter Wissenschaftlern der Eindruck entsteht, dass niemand die Wahrheit kenne. Deswegen wird versucht, die Zahl an abweichenden Meinungen so stark wie möglich aufzubauschen. In den USA führten derartige organisierte Desinformationskampagnen beispielsweise zur öffentlichen Fehleinschätzung, dass es keinen Konsens über die menschengemachte globale Erwärmung gäbe, obwohl dieser seit Jahrzehnten besteht.
Diese Strategie ist nicht neu: Das künstliche Schüren von Unsicherheit in Form der Strategie „Fear-, Uncertainty- and Doubt“ zählt seit Jahrzehnten zu erprobten Mitteln von Wirtschaftsunternehmen und -branchen, um wissenschaftliche Erkenntnisse zu Umweltproblemen in Frage zu stellen und Umweltschutzmaßnahmen zu verhindern. 1969 brachte sie ein Tabakindustrieller in einer Notiz auf den Punkt:

„Zweifel ist unser Produkt […] denn er ist die beste Methode, um mit den ‚geballten Tatsachen‘ in den Köpfen der Öffentlichkeit zu konkurrieren.“

Argumentiert wird hierbei stets, dass es nicht genügend wissenschaftliche Belege gebe, um zu handeln und Schutzmaßnahmen für Umwelt, Gesundheit oder Klima zu ergreifen. Bevor diese nach ihren Erfindern auch als „Tabakstrategie“ bezeichnete Vorgehensweise angewandt wurde, um wissenschaftliche Erkenntnisse zum menschengemachten Klimawandel zu diskreditieren, wurde sie unter anderem eingesetzt, um die Gefahren des Tabakrauchens, des sauren Regens, des Ozonloches und von Asbest kleinzureden. Zentrale Akteure bei diesen Kampagnen gegen Umwelt- und Gesundheitsschutz waren Frederick Seitz, Fred Singer, William Nierenberg und Robert Jastrow, vier Physiker ohne spezielle Fachkenntnisse in Umwelt- oder Gesundheitsfragen, die jedoch über ein hohes Ansehen verfügten. Dieses nutzten sie, um sich in der Öffentlichkeit und bei Politikern erfolgreich als Experten darzustellen und anschließend den jeweiligen Stand der Wissenschaft zu verzerren. Seit Anfang der 1990er Jahre wurde dann der Klimawandel zum zentralen Ziel für künstlich generierte Unsicherheit und Zweifel, um damit eine Klimaschutzstrategie zu blockieren.

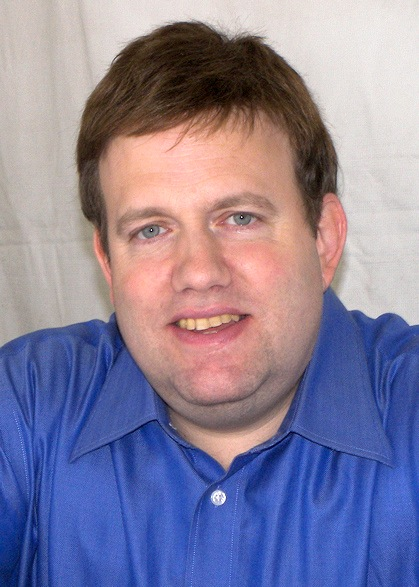
Frank Luntz definierte 2002 die Strategie der organisierten Leugnung für die Republikanische Partei.

Auf die besondere politische Bedeutung der Erzeugung von Unsicherheit und des Eindrucks einer wissenschaftlichen Kontroverse bei der gezielten Bekämpfung wissenschaftlich gesicherter Erkenntnisse wies 2002 auch der republikanische Strategieberater Frank Luntz hin. In einer mittlerweile berühmten internen Strategieanweisung für die Republikanische Partei, die später an die Öffentlichkeit gelangte, warnte er die Republikaner davor, dass sie die Debatte um Umweltfragen nahezu verloren hätten. Anschließend riet er, ihre Anstrengungen zu intensivieren, den wissenschaftlichen Konsens bezüglich der globalen Erwärmung zu leugnen:

“The scientific debate is closing [against those who deny the reality of climate change] but not yet closed. There is still a window of opportunity to challenge the science. […] Voters believe that there is no consensus about global warming within the scientific community. Should the public come to believe that the scientific issues are settled, their views about global warming will change accordingly.”

„Die wissenschaftliche Debatte schließt sich [gegenüber denjenigen, die die Realität des Klimawandels leugnen], aber sie ist noch nicht geschlossen. Es gibt noch eine Chance, die Wissenschaft in Frage zu stellen. […] Die Wähler glauben, dass es innerhalb der wissenschaftlichen Gemeinschaft keinen Konsens über die globale Erwärmung gibt. Sollte die Öffentlichkeit zu der Ansicht kommen, dass die wissenschaftlichen Fragen geklärt sind, dann werden sich ihre Ansichten bezüglich der globalen Erwärmung entsprechend ändern.“

Luntz empfahl daher, gezielt auf Unsicherheiten in der wissenschaftlichen Forschung und eine vermeintliche wissenschaftliche Kontroverse hinzuweisen und das vermeintliche Fehlen wissenschaftlicher Sicherheit zum zentralen Aspekt der politischen Debatte zu machen. Dieser Rat wurde von der Regierung Bush befolgt, die anschließend in offiziellen Berichten wissenschaftliche Unsicherheit gezielt herausstrich, und gilt zugleich als eine der eindringlichsten Veranschaulichungen, dass Klimaskepsis ganz gezielt als Taktik eingesetzt wird, um politische Ziele zu erreichen. Wie zuvor schon bei vielen Anti-Umweltkampagnen der Fall, riet auch Luntz seinen Klienten, vor allem den Umstand zu betonen, dass erst dann gehandelt werden dürfe, wenn alle Fakten auf dem Tisch lägen. Kernmotiv dieses Argumentationsmusters ist, dass wissenschaftliche Erkenntnisse erst dann von Relevanz für die Politik sein könnten, wenn sie absolute Sicherheit liefern können. Tatsächlich steht eine solche Annahme jedoch im diametralen Widerspruch zu der tatsächlichen Arbeitsweise wissenschaftlicher Forschung, denn diese arbeitet grundsätzlich mit dem Abwägen von Beweisen, deren Konsistenz und Wahrscheinlichkeiten, während es absolute Beweise nur in der Mathematik gibt.

#### Erzeugung einer künstlichen Kontroverse
Im Laufe der Zeit wurde das Schüren von Unsicherheit zum Schüren einer künstlich hergestellten Kontroverse weiterentwickelt. Ziel dieser Strategie ist es, in der Öffentlichkeit den Eindruck zu erwecken, dass es eine große Debatte und Widerspruch nicht (nur) in der Öffentlichkeit, sondern innerhalb der wissenschaftlichen Gemeinschaft über die Existenz der menschengemachten Erwärmung gebe. Tatsächlich gilt die sogenannte „Kontroverse um die globale Erwärmung“ als das Paradebeispiel für eine von Interessengruppen aus Wirtschaft und Politik künstlich erzeugte und geschürte „Kontroverse“ ohne reale Entsprechung innerhalb der Wissenschaft.
Um diese vermeintliche Kontroverse zu kreieren, wurden von Unternehmen und konservativen Think Tanks einige klimaskeptische Wissenschaftler und sonstige vermeintliche Experten (oft ohne Expertise in Klimafragen) rekrutiert, die nicht nur Kritik an der echten wissenschaftlichen Forschung, sondern eine Alternative dazu herstellen soll(t)en, um Öffentlichkeit und Politiker bewusst zu verwirren. Die Funktionsweise der echten Forschung wird hierbei gezielt imitiert: Diese Autoren veröffentlichen zumeist nichtbegutachtete Berichte und Bücher, publizieren in randständigen Fachzeitschriften, häufig predatory journals ohne Peer-Review, die Artikel gegen Bezahlung abdrucken, halten Konferenzen ab und stellen zudem Listen von Wissenschaftlern zusammen, die die menschengemachte Erwärmung angeblich bezweifeln. Ein Beispiel für diese Methode ist die Schaffung des Nongovernmental International Panel on Climate Change durch das Heartland Institute als Gegenstück zum IPCC. Damit wollte man die zentralen Erkenntnisse der Klimaforschung, dass sich die Erde maßgeblich durch menschliches Tun erwärmt und dies negative Folgen haben wird, für die Öffentlichkeit unsicher erscheinen lassen und auch den Anschein erwecken, sie seien in der Wissenschaft in erheblichem Maß umstritten. Die Gegenbehauptungen zu den Erkenntnissen der Klimaforschung werden zugleich stark verbreitet und häufig mit Anschuldigungen wissenschaftlichen Fehlverhaltens ergänzt, um besondere Wirkung auf Öffentlichkeit und Politik zu erzielen und die Notwendigkeit des Klimaschutzes zu untergraben.
Dadurch, dass Klimaleugner praktisch ausschließlich außerhalb der Wissenschaft in Medien publizieren, wo sie keinem qualitätssichernden Peer-Review-Verfahren ausgesetzt sind, können sie durch die Wissenschaft längst widerlegte Argumente immer wieder wiederholen. Diese bisweilen auch als „Zombie-Argumente“ bezeichneten Scheinargumente, die bei Bedarf immer wieder hervorgeholt werden, nutzen sie dann, um echte wissenschaftliche Forschungsergebnisse anzugreifen. Aus Sicht der Wissenschaftskommunikation bzw. des öffentlichen Verständnisses wissenschaftlicher Forschungsergebnisse ergibt sich aus dieser Publikationspraxis ein schwerwiegendes Problem: Während sich Klimaleugner, deren Publikationen fast ausnahmslos kein Peer-Review bestehen würden, in aller Regel direkt über verschiedene Medien an die Öffentlichkeit wenden, neigen seriöse Wissenschaftler, die ihre Arbeiten in begutachteten Fachzeitschriften publizieren, deutlich weniger dazu, ihre Ergebnisse auch in Massenmedien darzustellen. Nicht zuletzt steht der Umstand, dass Klimaleugner fast ausschließlich außerhalb des Peer-Reviews agieren, in direktem Widerspruch zu den vorgeblich hohen Qualitätsmaßstäben, die Leugner ihren eigenen Behauptungen zuschreiben. Als Erklärung für ihre Unfähigkeit, ihre Thesen in der begutachteten Literatur unterzubringen, greifen Klimaleugner häufig zu Verschwörungstheorien wie zum Beispiel, dass dies durch ein linkes Komplott verhindert würde.
Parallel versuchen Klimaleugner, Klimaforschung durch Kürzungen von Forschungsgeldern zu untergraben. 2011 versuchte beispielsweise das damals republikanisch dominierte Wissenschaftskomitee des Repräsentantenhauses, die Forschungsgelder für einige klimarelevante Forschungsinstitutionen wie das Energieministerium, die NASA, die NOAA und die National Science Foundation zu verringern; die Mehrzahl dieser Versuche scheiterte aber an der demokratischen Partei. 2017 schlug die Regierung Trump massive Kürzungen für Klima- und Umweltforschung vor; darunter die Halbierung des Budgets des Forschungsbüros der EPA, Streichungen bei Wetter- und Klimabeobachtungssatelliten der NOAA und Umdelegierung von Forschungsgeldern bei der NASA.

#### Domino-Strategie
Negative Folgen der globalen Erwärmung ergeben sich für fast alle Teile der Umwelt und Gesellschaft. Daher konzentrieren sich Klimaleugner bei ihrer Argumentation häufig auf bestimmte Beobachtungen, die sie durch Weglassen des Kontextes bzw. Herausreißen aus dem Zusammenhang so umdeuten können, dass diese Beobachtungen den negativen Folgen der globalen Erwärmung zu widersprechen scheinen. Beispielsweise widmen Klimaleugnerblogs der Widerlegung der physikalischen Belege für die menschengemachte Erderwärmung und der sich daraus ergebenden ökologischen Folgen kaum Aufmerksamkeit, da es angesichts der überwältigenden wissenschaftlichen Belege praktisch unmöglich wäre, diese argumentativ zu widerlegen. Stattdessen fokussieren sie sich auf einige wenige herausragende Themen, die auffällig sind und öffentliches Interesse erregen, präsentieren diese als Schlüsselthemen und attackieren sie schließlich. Diese Schlüsselthemen nutzen Klimaleugner, um der Öffentlichkeit zu suggerieren, dass das (vermeintliche) Widerlegen eines Beleges für die menschengemachte Erderwärmung auch alle anderen Beweisketten gegenstandslos machen würde. Ziel ist es hierbei, der Bevölkerung den Gedanken zu implantieren, dass Hunderte von Argumenten für die globale Erwärmung allesamt durch das Umwerfen eines einzelnen Dominosteines widerlegt würden, da dieser ja zum Umkippen aller anderen Dominosteine einer Reihe führen müsse, auch wenn viele Beweise für die menschengemachte Erderwärmung tatsächlich gar nicht zusammenhängen. Tatsächlich existieren viele unabhängige Beweisketten für die globale Erwärmung, die allesamt betrachtet werden müssen.

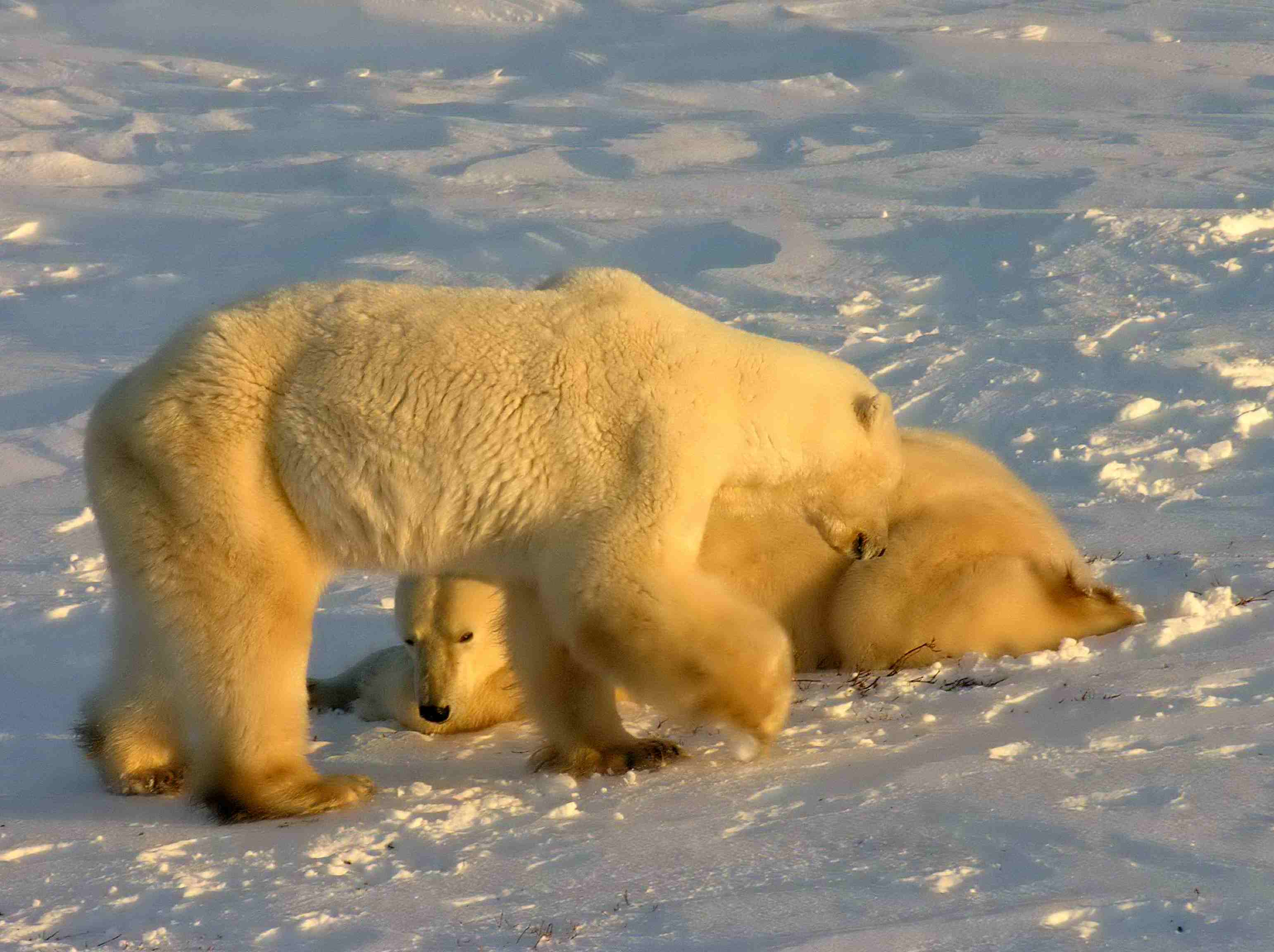
Eisbären sind zu einem wichtigen Symbol für die bedrohlichen Folgen der globalen Erwärmung geworden, daher verwenden Klimaleugner viel Mühen darauf, Unsicherheit bezüglich ihrer Gefährdung zu säen.

Beispiele für solche Attacken sind das Attackieren des Hockeyschläger-Diagrammes oder die Gefährdung von Eisbären durch die globale Erwärmung. Eisbären stellen mittlerweile ein eingängiges Symbol für die Gefahren der Erderwärmung dar, da ihr Lebensraum durch die polare Eisschmelze direkt verschwindet und sie für die Robbenjagd als ihre Hauptnahrung zwingend auf Seeeis angewiesen sind. Stand der Forschung ist, dass der Eisrückgang die größte Bedrohung für das langfristige Überleben der Eisbären ist, zudem werden sie von der IECN offiziell auf der Roten Liste gefährdeter Arten geführt. Von einer großen Zahl Klimaleugnerblogs wird diese Gefährdung im Sinne der oben beschriebenen Dominostein-Theorie zum Teil vehement bestritten. Hauptquelle für diese Behauptungen ist der von Susan Crockford betriebene Blog Polar Bear Science, der von etwa 80 % aller Blogs als Quelle angeführt wird. Von diesen Blogs wird Crockford als Expertin angeführt, obwohl sie noch nie Forschung zum Thema Eisbären betrieben hat und auch keine einzige begutachtete Publikation hierzu veröffentlicht hat. Stattdessen steht sie in Verbindung zu den Klimaleugnerorganisationen Heartland Institute und Global Warming Policy Foundation, die sie als „Expertin für die Evolution von Eisbären“ oder „eine der führenden Eisbärexpertinnen der Welt“ bezeichnen und für die sie Stellungnahmen und Briefings publiziert hat. Ein Hauptargument von Crockford ist, dass die Erkenntnisse der vergangenen 40 Jahre nicht als Indiz für zukünftige Entwicklungen herangezogen werden könnten, was klar dem wissenschaftlichen Konsens hierzu widerspricht.

#### Leugnung der Dringlichkeit des Klimaschutzes und Fokussierung auf Anpassungsmaßnahmen
Eine vergleichsweise neue Strategie, die seit mindestens Mitte/Ende der 2000er Jahre angewandt wird, besteht darin, zwar nicht die Existenz oder die menschliche Ursache des Klimawandels zu bestreiten, sondern zu argumentieren, dass es zu spät sei, um die globale Erwärmung zu stoppen. Leugner, die auf diesen PR-Trick setzen, stellen sich zunächst als vernünftige Interpreten der wissenschaftlichen Erkenntnisse dar, argumentieren dann aber, dass wir uns an die Erwärmung anpassen sollten, dass die Erwärmung möglicherweise sogar positiv sei oder dass Klimaschutzmaßnahmen und wirtschaftliche Entwicklung ausgeglichen werden müssten. Vertreter dieser Art der Leugnung wie Björn Lomborg argumentieren, dass es wichtigere Ziele als die Bekämpfung der globalen Erwärmung gebe, so zum Beispiel die Bekämpfung von Armut, HIV oder Malaria, und dass es besser wäre, wenn Gelder statt für Klimaschutz für diese Maßnahmen eingesetzt würden. Dabei verschweigen sie aber bewusst, dass Armut und Malaria durch den Klimawandel noch weiter verschärft werden. Tatsächlich sind die Anpassungsmöglichkeiten an die globale Erwärmung begrenzt. Zwar ist es notwendig, sich an die bereits erfolgte Erwärmung anzupassen. So verfügen Ökosysteme nur bis etwa 2 Grad über nennenswerte Anpassungsfähigkeiten; bei einem deutlich höheren Temperaturanstieg würden sie aber kollabieren und viele Spezies aussterben. Klimaforscher wie James E. Hansen halten es für ausgeschlossen, dass die menschliche Zivilisation in der Lage wäre, sich vernünftig an einen mehrere Meter steigenden Meeresspiegel anzupassen, der die Überflutung vieler Großstädte weltweit zur Folge hätte. Zudem besteht die Gefahr, dass durch reine Anpassungsstrategien ein oder mehrere Kippelemente im Erdsystem ihren Kipppunkt überschreiten, was unter bestimmten Voraussetzungen auch einen galoppierenden Treibhauseffekt zur Folge haben kann. Auch ist die Behauptung, dass Anpassungsstrategien an den menschengemachten Klimawandel einfacher oder günstiger seien als vorbeugende Klimaschutzkonzepte, in erheblichem Maße irreführend. Dies gilt insbesondere vor dem Hintergrund, dass derzeit noch gar nicht absehbar ist, welche Arten der Anpassung überhaupt benötigt würden.

#### Unterstützung durch die Medien
Die Strategie, eine künstliche Debatte ohne reale Entsprechung in der Wissenschaft zu kreieren, war in der Vergangenheit unter anderem durch die Unterstützung aus den Medien erfolgreich. So stellten Medien nicht nur wissenschaftlich bereits widerlegte Behauptungen von Leugnern weiterhin so dar, als herrsche (noch) eine wissenschaftliche Kontroverse über das Thema. Sie verzichteten auch oft auf einen Hinweis, dass die vermeintlichen „Experten“, die Gegenthesen zum Stand der Wissenschaft präsentierten, Verbindungen zu ideologisch motivierten Think Tanks aufwiesen oder finanzielle Zuwendungen von betroffenen Industriezweigen erhielten wie zum Beispiel aus der fossilen Energiebranche. Darüber hinaus lassen viele Medien Angestellte von klimaskeptischen Think Tanks oder Greenscam-Organisationen Gastbeiträge veröffentlichen, ohne dass die Hintergründe dieser Organisationen oder ihre Finanzierung offengelegt werden. Viele dieser Personen werden überdies als „unabhängige Wissenschaftler“ präsentiert, obwohl sie tatsächlich oft gar keine Wissenschaftler bzw. aufgrund ihrer Positionen befangen sind.
Auch viele Qualitätsmedien trugen erheblich zur Verbreitung klimaskeptischer Thesen bei, indem sie durch vermeintlich „ausgewogene“ Berichterstattung (sog. „Falsche Ausgewogenheit“ bzw. „False Balance“) einer kleinen Gruppe von Klimaleugnern unverhältnismäßig viel Raum in ihrer Berichterstattung einräumten und auf diese Weise die Meinungen dieser Gruppe erheblich verstärkten. So ergab eine einflussreiche Studie aus dem Jahr 2004, dass von 636 untersuchten Medienartikeln, die zwischen 1988 und 2002 in vier großen Zeitungen erschienen waren, rund 53 % „ausgewogen“ berichteten. Das heißt, dass sie also die Thesen annähernd gleich gewichteten, dass der Mensch erheblichen Anteil an der globalen Erwärmung habe bzw. dass die Klimaerwärmung ausschließlich natürlich sei. 35 % der Artikel betonten die Existenz der menschengemachten Erderwärmung, erwähnten aber genauso die Gegenthese, dass die Erwärmung natürliche Ursachen habe, und nur 6 % der Artikel gaben den wissenschaftlichen Konsens korrekt wieder, indem sie die Erwärmung dem Menschen zuschrieben, ohne eine Gegenthese zu präsentieren. Dabei veränderte sich die Berichterstattung auch über die Zeit. Während 1988 noch der Großteil der Berichte die Sicht der Wissenschaft korrekt wiedergab, veränderten Journalisten ab etwa 1990 mit dem Einsetzen von Desinformationskampagnen unter anderem durch die Global Climate Coalition und das Heartland Institute die Art ihrer Berichterstattung hin zu der vermeintlich „ausgewogenen“ Darstellung. Gleichzeitig ging die Presse dazu über, Wissenschaftler als zunächst am häufigsten zitierte Quellen durch Politiker als Informationsquellen zu ersetzen.
Obwohl es viel mehr Wissenschaftler gab, die die Erderwärmung für menschengemacht hielten, wurde diesen Wissenschaftlern von den Medien zumeist ein „Skeptiker“ gegenübergestellt, der das Gegenteil behauptete. Durch diese vermeintlich ausgewogene Berichterstattung, die ihren Ursprung in der Fairness-Doktrin hat, wurden damit Klimaleugner und ihre Thesen in den Medien systematisch bevorzugt, da sie viel mehr Aufmerksamkeit erhielten, als ihnen aufgrund des breiten wissenschaftlichen Konsenses eigentlich zustand. Zugleich wurde so in der Öffentlichkeit der falsche Eindruck erweckt, dass es in der Klimaforschung nur eine beschränkte Übereinstimmung über die Ursachen der globalen Erwärmung gäbe. Damit verzerrt eine solche falsche Ausgewogenheit die Berichterstattung, indem sie Botschaften, die nicht wissenschaftlich fundiert sind, verstärkt, zu einer Politisierung der Wissenschaft beiträgt, Falschinformationen verbreitet und auch den öffentlichen Konsens hinsichtlich Klimaschutz verringert.
Mittlerweile ist aber eine Veränderung in der Medienlandschaft festzustellen: Mit Stand 2017 ist die „ausgewogene Darstellung“ nicht mehr die wichtigste Triebfeder für das Vorhandensein von Klimaleugnern in der Medienberichterstattung. Vielmehr gehen viele Medien bei ihrer Klimaberichterstattung zu mehr interpretativem Journalismus über, bei dem die Leugnung der globalen Erwärmung in einen Kontext gesetzt wird. Allerdings erhalten Klimaleugner weiterhin viel mediale Aufmerksamkeit und sind verglichen mit ihrer wissenschaftlichen Bedeutung in den Medien überrepräsentiert. Auf diese Weise wird die Klimadebatte weiterhin als Aufeinanderprallen von Klimawissenschaft und abweichenden Wissenschaftlern präsentiert, was nicht nur zu einer Polarisierung führt, sondern unter anderem die Gefahr birgt, dass wichtigere Debatten über die Gestaltung von Klimapolitik und Klimaforschung an den Rand gedrängt werden. Sinnvoller wäre nach Brüggemann und Engesser, die abweichenden Wissenschaftler in Zukunft zu ignorieren und stattdessen Ausschau nach neuen Narrativen zu halten: Beispielsweise den Fokus darauf zu legen, wie Politiker die bei der UN-Klimakonferenz in Paris 2015 getroffenen Vereinbarungen einzuhalten gedenken.

### Argumentationsmuster von Klimawandelleugnern

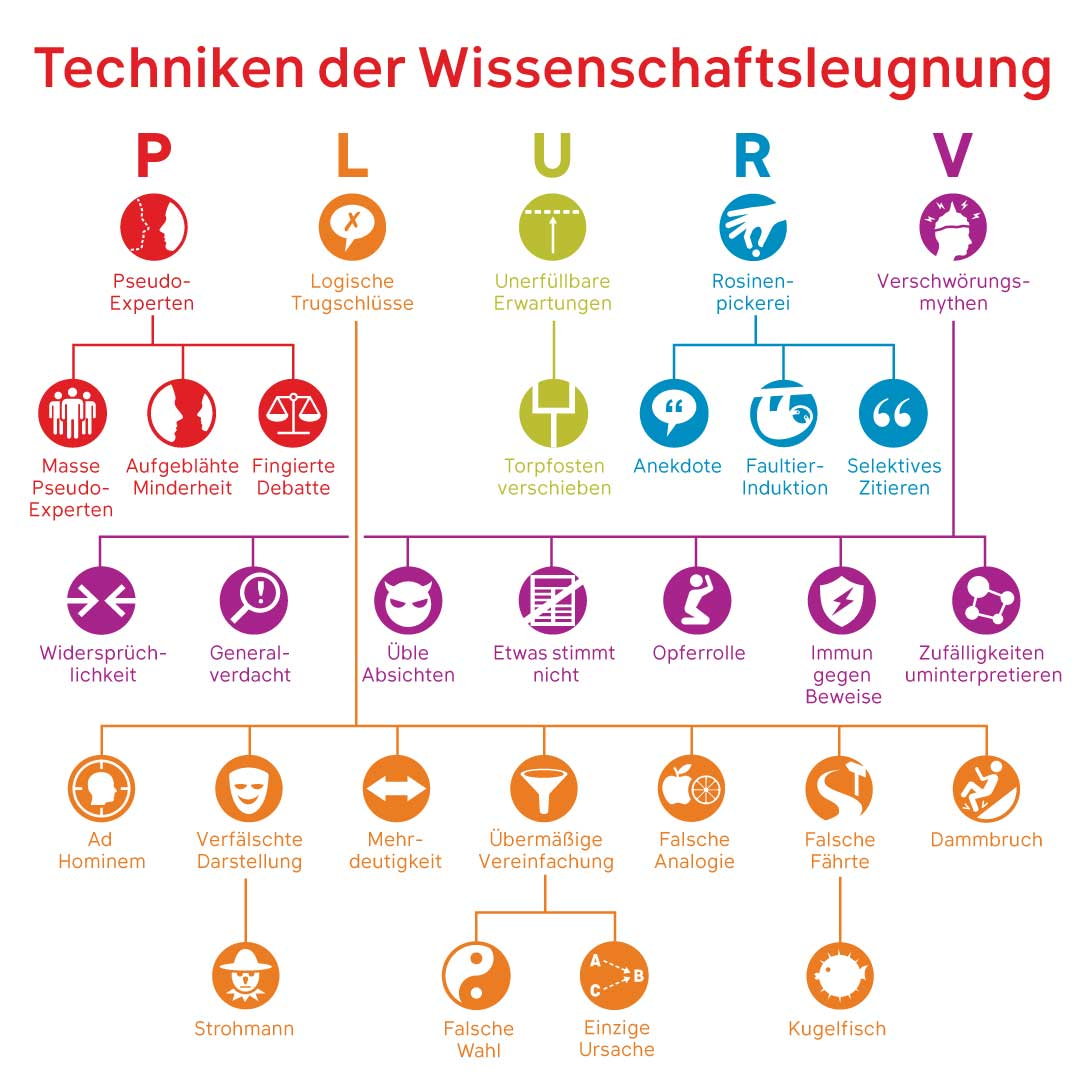
Die zentralen fünf Charakteristiken der Leugnung wissenschaftlicher Erkenntnisse samt Untergliederung

Um ihr Ziel zu erreichen, die Öffentlichkeit und die Medien davon zu überzeugen, dass nicht ausreichend Wissen vorhanden ist, um Klimaschutzaktionen zu ergreifen, nutzen Klimaleugner verschiedene Argumentationsmuster, wobei viele davon rhetorische Argumente sind. Diese sollen den Anschein einer legitimen Debatte erwecken, wo tatsächlich keine solche herrscht. Hierzu zählt beispielsweise der häufig geäußerte Vorwurf, dass Klimaforscher und wissenschaftliche Gremien wie der IPCC „Alarmisten“ seien, die wissenschaftliche Ergebnisse bewusst übertrieben und eine nicht gerechtfertigte „Hysterie“ schürten. Tatsächlich kamen wissenschaftliche Untersuchungen jedoch zu dem Ergebnis, dass die Sachstandberichte des IPCC in ihren Annahmen konservativ seien und tendenziell einige Aspekte der globalen Erwärmung eher unterschätzten als übertrieben.
Etabliert ist ebenfalls die Nutzung von Metaphern aus dem Bereich Religion durch Klimaleugner und -skeptiker und insbesondere konservative Medien, um sowohl die wissenschaftlichen Erkenntnisse zum Klimawandel als auch Klimaaktivisten und Klimaforscher zu verunglimpfen. So dienen Religionsmetaphern beispielsweise dazu, die wissenschaftlichen Forschungsergebnisse zur Religion oder einer Sache des Glaubens umzudeuten, wodurch der Klimawandel als eine irrationale glaubensbasierte Religion geframt wird. Auch werden Menschen, die den menschlichen Hauptanteil am Klimawandel als Tatsache akzeptieren, als religiöse Extremisten dargestellt, die intolerant und kritikunfähig seien. Zudem wird der Klimawandel mit Vorstellungen wie Sünde verspottet, beispielsweise indem umweltfreundliches Verhalten als Opferdarbietung dargestellt wird.
Da sich die Klimadebatte üblicherweise außerhalb der Wissenschaft in der Öffentlichkeit abspielt, können Klimaleugner auf eine Vielzahl von wissenschaftlich längst widerlegten Argumenten zurückgreifen und diese beliebig wiederholen, sodass es inzwischen vordergründig eine hohe Zahl von Klimaleugnerargumenten gibt. Diese Argumente sind nicht selten logisch inkohärent und schließen sich gegenseitig aus. Eine Auswahl von weit über zweihundert beliebten Argumenten samt ihrer Widerlegung findet sich auf Skeptical Science. Diese und andere verbreitete Argumente wurden 2009 von Pascal Diethelm und Martin McKee analysiert, wobei sie feststellten, dass verschiedene Formen des Denialismus in ganz unterschiedlichen Bereichen alle sehr ähnliche Argumentationsmuster aufwiesen. Insgesamt fanden sie fünf zentrale und intensiv genutzte Argumentationsmuster.

#### Anführen falscher Experten
Diese Methode zielt darauf ab, vermeintlich seriöse Fachleute zu präsentieren, die sich als Experten in einem bestimmten Fachgebiet ausgeben, deren Ansichten tatsächlich aber konträr zum Forschungsstand liegen. Ziel dieser Vorgehensweise ist es, den wissenschaftlichen Konsens bezüglich der menschengemachten Erwärmung zu untergraben. Ist die Öffentlichkeit von einem Konsens überzeugt, hat dies eine prägende Wirkung auf ihre eigene Sichtweise auf die globale Erwärmung. Eine Taktik, um diesen Effekt zu verhindern, ist die Präsentation falscher Experten (oft ohne eigene wissenschaftliche Arbeiten zur Klimaforschung), die sich als hochqualifizierte Experten ausgeben, um den falschen Anschein einer wissenschaftlichen Kontroverse zu erwecken.
Als bestes Beispiel für diese Strategie gilt die Oregon-Petition, bei der Klimaleugner rund 31.000 „Wissenschaftler“ anführen, die sich gegen die menschengemachte Erderwärmung aussprechen. Im Begleittext zur Petition argumentieren sie, eine solch große Zahl von Wissenschaftlern belege, dass es keinen wissenschaftlichen Konsens gebe. Unterschreiben konnten die Petition jedoch nicht nur Wissenschaftler, sondern jeder Hochschulabsolvent mit einem Bachelor-Abschluss in Naturwissenschaften, zudem sind die Angaben aufgrund fehlender Nachweise kaum nachprüfbar. Insgesamt verfügten von diesen 31.000 Personen mehr als 99 % über keinerlei klimawissenschaftliche Expertise. Obwohl bereits 1999 entstanden, wird dieses Argument immer wieder von Online-Plattformen neu aufgegriffen und anschließend über soziale Medien stark verbreitet. Ein im September 2016 erschienener Fake-News-Artikel von YourNewsWire.com, bei dem die Oregon-Petition als Beleg dafür angeführt wurde, dass der Klimawandel ein Schwindel sei, wurde beispielsweise binnen eines halben Jahres über 600.000 Mal bei Facebook geteilt.
Eine andere Variante der Taktik besteht darin, die Äußerungen der wenigen verbliebenen klimaskeptischen Klimaforscher bewusst aufzubauschen. Beispielsweise wurde in einem 1998 von Ölkonzernvertretern und Think-Tank-Mitarbeitern verfassten Memo vorgeschlagen, ein PR-Programm speziell für die Medienkommunikation aufzulegen, bei dem fünf „unabhängige“ Wissenschaftler gezielt „identifiziert, rekrutiert und trainiert“ werden sollten, die dann Öffentlichkeitsarbeit zur Klimaforschung betreiben sollten. Insbesondere sollten Medien mit einem konstanten Strom von Informationsmaterialien versorgt werden, mit dem das Allgemeinwissen zur Klimaforschung absichtlich unterhöhlt werden sollte.
Falsche Experten arbeiten häufig für verschiedene politische Frontorganisationen, sodass die dahinter stehenden Industrieunternehmen oder Verbände für die Öffentlichkeit verschleiert werden. Unter anderem dien(t)en falsche Experten dazu, Industriepositionen vermeintlich unabhängig zu vertreten und somit Journalisten, Politiker und die Öffentlichkeit davon zu überzeugen, dass die Unsicherheiten bezüglich der globalen Erwärmung zu groß seien, um die Einführung von Klimaschutzmaßnahmen zu rechtfertigen. Die Nutzung falscher Experten geht häufig mit Diffamierungskampagnen gegen echte Experten und Forscher einher, um diese in Verruf zu bringen.

#### Selektivität bzw. Rosinenpicken bei der Datenauswahl
Selektivität bei der Belegauswahl bzw. Rosinenpicken erfolgen zum Beispiel durch (starkes) Nutzen von isolierten Außenseiterarbeiten, die den Konsens in einem Forschungsfeld angreifen. Üblicherweise sind Klimaleugner durch ihre isolierte Position nicht abgeschreckt, sondern sehen sich vielmehr als moderne Galileos, die den Mut haben, gegen die herrschende Lehrmeinung oder eine vermeintliche Political Correctness anzukämpfen. Farmer und Cook nennen in Bezug auf die Argumentationsstrategien von Klimaleugnern fünf häufig eingesetzte Arten des Rosinenpickens:

Viele Klimaleugner argumentieren mit selektiv ausgewählten Temperaturabschnitten wie zum Beispiel 1998 bis 2012, dass die globale Erwärmung angeblich zum Stillstand gekommen sei.

Kurze ZeitabschnitteDiese Taktik wird zum Beispiel in Bezug auf die globale Oberflächentemperatur angewandt, die nicht jedes Jahr gleichmäßig steigt, sondern von statistischem Rauschen überlagert wird. Anstelle des langfristigen Trends werden hierbei kurzfristige Zeiträume gewählt, wobei innerhalb des Rauschens gezielt zwei Extremwerte herangezogen werden. Ein klassisches Beispiel ist die selektive Auswahl des Jahres 1998 für die Berechnung von Temperaturtrends. Mit diesem extrem warmen Jahr als Startpunkt der Zeitreihe vermitteln die folgenden Jahre den Anschein eines deutlich geringeren Temperaturanstiegs. Davon ausgehend argumentierten Klimaskeptiker, dass die Erderwärmung seit 1998 zum Stillstand gekommen wäre. Wird hingegen statt 1998 das Jahr 1997 als Ausgangspunkt herangezogen, fällt die ganze Argumentation in sich zusammen.
Isolierte BeispieleHierbei werden isolierte Beispiele angeführt und zugleich gezielt Beispiele ignoriert, die zu anderen Resultaten führen würden. Beispielsweise existieren weltweit trotz globalem Gletscherschwund einige wenige Gletscher, die entgegen dem allgemeinen Trend an Masse und Volumen zunehmen. Von manchen Klimaleugnern werden diese Ausnahmen als Beispiel benutzt, um gegen die Existenz der globalen Erwärmung zu argumentieren, wobei die dokumentierte Vielzahl der abschmelzenden Gletscher ignoriert wird. Ein weiteres Beispiel ist die selektive Wiedergabe der Klimaprojektionen James E. Hansens durch Patrick Michaels. Hansen hatte 1988 bei einer Aussage vor dem US-Kongress drei verschiedene Projektionen für die globale Temperaturentwicklung erstellt, die jeweils auf unterschiedlichen Szenarien für den weltweiten Kohlenstoffdioxidausstoß beruhten. 10 Jahre später führte Michaels nur die extremste von Hansens Projektionen an, ignorierte die beiden anderen vollständig und behauptete anschließend, dass sich Hansen um 300 % geirrt habe.
Spezifische OrteEine weitere Strategie von Klimaleugnern ist es, ihre Datenauswahl auf bestimmte Orte zu beschränken und dabei eine breitere Datenbasis zu ignorieren. Dabei wird häufig ein bestimmter Temperaturverlauf eines einzelnen Ortes herangezogen, um wider die Tatsachen zu argumentieren, dass die mittelalterliche Warmzeit wärmer gewesen sei als die derzeitigen Temperaturen. Bei globaler Betrachtung stellt sich die Sachlage so dar, dass es an manchen Orten zu dieser Zeit wärmer war als heute, an anderen jedoch kälter. Insgesamt gesehen, das heißt unter Einbeziehung des weltweiten Klimas und nicht nur einzelner Orte, war es während der mittelalterlichen Warmzeit kälter als gegenwärtig.
Isolierte ForschungsarbeitenHierbei werden nur die wenigen Forschungsarbeiten zitiert, die die Positionen von Klimaleugnern bestätigen, während viele andere Forschungsarbeiten, die zu gegenteiligen Ergebnissen kommen bzw. die „skeptischen“ Paper widerlegen, ignoriert werden. So wird beispielsweise häufig eine Arbeit von Richard Lindzen als Beleg für eine niedrige Klimasensitivität angeführt, jedoch kaum auf die Vielzahl von Papern verwiesen, die eine höhere Klimasensitivität postulieren. Auch werden jene Arbeiten verschwiegen, die auf methodische Mängel in Lindzens Arbeit hinweisen. Ein anderes Beispiel ist die Kritik am Hockeyschläger-Diagramm, bei der üblicherweise ignoriert wird, dass die Resultate dieser Arbeit mit einer Reihe gleichartiger peer-reviewter Studien in allen wesentlichen Punkten übereinstimmen.
Quote MiningBeim Quote Mining werden Zitate aus Forschungsarbeiten oder persönlichen Korrespondenzen bewusst aus dem Kontext gerissen, um ein irreführendes Bild zu vermitteln. Ein Beispiel hierfür ist der Hackerzwischenfall am Klimaforschungszentrum der University of East Anglia, der von Klimaleugnern als Climategate gebrandmarkt wurde. Bei diesem Zwischenfall wurden E-Mails von Klimaforschern nach Zitaten durchforstet, die den Eindruck erwecken sollten, dass die daran beteiligten Wissenschaftler in betrügerischer Absicht handelten, während der Gesamtkontext zeigte, dass sie tatsächlich nur technische Details diskutierten.

#### Rückgriff auf Falschdarstellungen und logische Fehlschlüsse

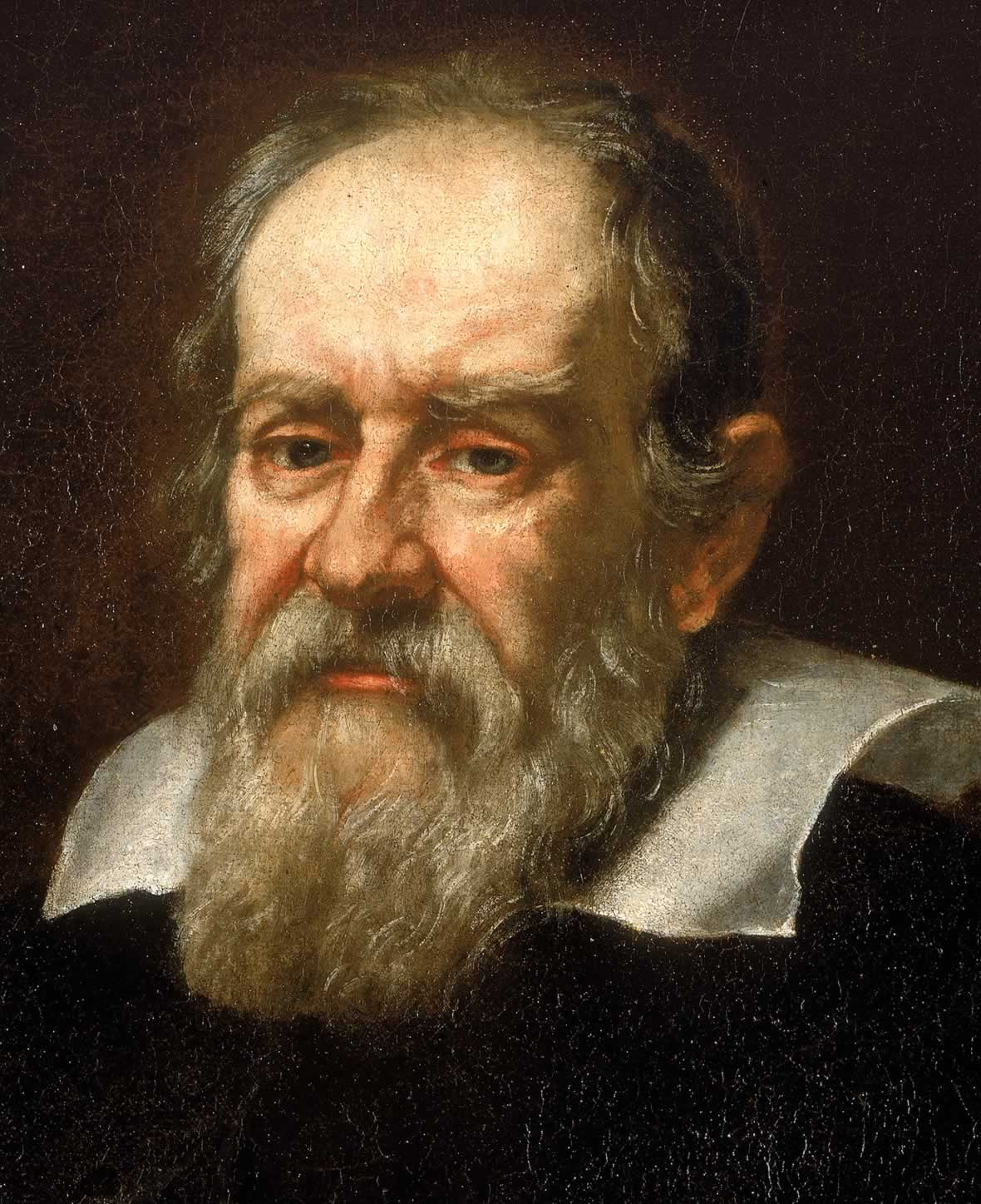
Ein häufiger Irrtum von Klimaleugnern: Der Galileo-Fehlschluss, der jedoch die Realität verkennt.

Falschdarstellungen und logische Fehlschlüsse umfassen eine Reihe verschiedener rhetorischer Argumente, beispielsweise die Nutzung von Strohmann-Argumenten, bei denen zunächst das Argument des jeweiligen Diskussionspartners entstellt wird, sodass dieses dann leichter widerlegt werden kann. Logische Fehlschlüsse sind Argumente, die logisch unzutreffend sind und dann zu ungültigen Schlussfolgerungen führen. Ein Beispiel für einen Logikfehler ist das Argument, dass der gegenwärtige Klimawandel nicht menschengemacht sein könne, weil es in der Vergangenheit natürliche Klimawandel gegeben hat. Logisch entspricht dieses Argument dem eines Mörders, der sich damit verteidigt, dass Menschen auch auf natürliche Art sterben können.
argumentum ad hominemArgumentum ad hominem ist lateinisch und steht für „Beweisrede zum Menschen“. Ad-Hominem-Argumente verwerfen Argumente einer Person durch Angriffe auf die Person selbst. Klimaforscher werden regelmäßig Opfer von Attacken ad hominem, wobei insbesondere Forscher angegriffen werden, die bedeutsame Forschungsbeiträge geleistet haben. Unter anderem wurden manche Klimaforscher Opfer von Hasskampagnen, die bis hin zu Morddrohungen reichten, waren Untersuchungen des US-Kongresses ausgesetzt und wurden von Personen gestalkt, die versuchten, ihre Reputation zu zerstören. Ziel dieser persönlichen Angriffe auf Klimaforscher ist dabei die Diskreditierung der Klimaforschung selbst.
Strohmann-ArgumenteBei Strohmann-Argumenten werden Aussagen des jeweiligen Kontrahenten entstellt bzw. verdreht, sodass leichter gegen sie argumentiert werden kann. Auf diese Weise lässt sich der aufgesetzte Strohmann einfach widerlegen. Ein Beispiel für ein Strohmann-Argument ist die Falschbehauptung, Klimaforscher behaupteten, Kohlendioxid sei der einzige Treiber des Klimawandels. Tatsächlich werden in der Klimaforschung verschiedene Faktoren berücksichtigt, von denen Kohlenstoffdioxid nicht der einzige, sondern nur der wichtigste der derzeit beobachteten globalen Erwärmung ist.
NebelkerzenNebelkerzen sind Ablenkungsversuche, bei denen eine einfach zu belegende Aussage herangezogen wird, die nichts mit der tatsächlich angeführten Schlussfolgerung zu tun hat. Ein Beispiel für eine Nebelkerze ist die Behauptung, dass Kohlendioxid kein Problem verursache, weil es ein durchsichtiges und geruchsloses Gas sei. Tatsächlich ist Kohlendioxid aber nicht deshalb problematisch, weil von ihm eine Geruchsbelästigung ausgeht, sondern weil es ein Treibhausgas ist, das zur Erderwärmung beiträgt. Eine weitere Nebelkerze ist die Argumentation, dass Kohlendioxid Pflanzennahrung sei und demnach deren Wachstum anrege. Dies ist jedoch nur richtig, wenn Kohlenstoffdioxid isoliert betrachtet wird. Tatsächlich benötigen (Nutz)-Pflanzen für ihren Wuchs auch ausreichend Wasser und eine bestimmte Temperaturspanne. Durch die globale Erwärmung wird jedoch der globale Wasserkreislauf gestört und es kommt zu stärkerer Trockenheit und intensiveren Überflutungen. Zudem verursachen mehr Hitzewellen vermehrt Trockenstress bei Pflanzen.
Falsche AnalogienBei Falschen Analogien werden Sachverhalte verglichen, die nicht zusammenpassen. Ein Beispiel für eine falsche Analogie ist der Galileo-Fehlschluss, bei dem sich Klimaleugner mit Galileo Galilei vergleichen, der sich dem damaligen Konsens widersetzte, dass die Sonne um die Erde kreiste. Galileo ging nach wissenschaftlichen Kriterien vor und gewann seine Erkenntnisse mit Beobachtungen und Logik, wofür er nicht von Wissenschaftlern, sondern von religiösen und politischen Kräften unterdrückt wurde. Damit war Galileo ein Pionier der wissenschaftlichen Methode, mit der auch heutige Klimaforscher ihre Erkenntnisse gewinnen. Klimaleugner, die sich heute auf Galileo berufen, gehen jedoch gerade nicht nach der wissenschaftlichen Methode vor, sondern sind maßgeblich ideologisch getrieben. Der Galileo-Fehlschluss verkennt damit die Realität.
Association FallacyBei der Association Fallacy (dt. in etwa: Trugschluss der Assoziation) wird argumentiert, dass zwei Dinge, die eine gleiche Eigenschaft teilen, gleich seien. Beispielsweise zeigte das Heartland Institute in einer Plakatwerbung den als Unabomber bekannten Terroristen Theodore Kaczynski mit dem zugehörigen Werbetext „Ich glaube immer noch an die globale Erwärmung. Tust du es auch?“ Damit wurde suggeriert, dass die Klimaforschung im Unrecht sei, weil eine Person, die schweres Unrecht begangen hat, die globale Erwärmung als Tatsache betrachtet. Zudem implizierte die Werbekampagne, dass Klimaforscher gleichbedeutend mit Terroristen seien.
Non SequiturNon sequitur (lateinisch „es folgt nicht“) bezeichnet eine Argumentation, bei der die Schlussfolgerung nicht von den Prämissen gestützt wird. Ein beliebtes Beispiel für diesen Fehlschluss ist die Argumentation, dass sich das Klima schon immer gewandelt habe und daher die derzeitige globale Erwärmung natürlichen Ursprungs sein müsse. Eine solche Behauptung ist gleichwertig mit der Argumentation, dass Menschen in der Vergangenheit eines natürlichen Todes gestorben seien und deshalb heute niemand ermordet werden könne.
Falsches DilemmaBei einem Falschen Dilemma wird der falsche Eindruck erweckt, dass bei einem bestimmten Sachverhalt exakt zwei Alternativen existieren, während tatsächlich weitere Alternativen existieren können oder beide Möglichkeiten beidermaßen möglich sind. Ein Beispiel für diese rhetorische Taktik ist das Argument, dass Eisbohrkerne zeigten, dass der Kohlendioxidanstieg dem Temperaturanstieg folge. Demnach verursache der Temperaturanstieg einen Kohlendioxidanstieg und nicht umgekehrt. Der Fehlschluss besteht jedoch in der Annahme, dass nur eine dieser beiden Annahmen möglich sei. Tatsächlich ist jedoch beides richtig, das heißt Kohlendioxid verursacht genauso eine Temperaturerhöhung wie auch eine Temperaturerhöhung einen höheren Kohlendioxidausstoß bewirkt. Diese Wechselwirkungen führen schließlich zu einem sich selbst verstärkenden Prozess, einer sogenannten Rückkopplung. Durch diese Rückkopplung mit Kohlendioxid lösten in der Vergangenheit kleine Temperaturerhöhungen durch eine Veränderung der Erdbahn einen Prozess aus, der die Erde letztendlich aus der Eiszeit in eine Warmzeit überführte.

#### Das Stellen unerfüllbarer Anforderungen an wissenschaftliche Forschung
Der Aufbau unerfüllbarer Erwartungen zielt darauf ab, Forderungen zu stellen, die wissenschaftliche Arbeit überhaupt nicht leisten kann. Beispielsweise verweisen Klimaleugner darauf, dass vor Erfindung des Thermometers keine exakten Temperaturdaten erhoben werden konnten, oder führen Unsicherheiten in Klimamodellen dazu an, diese Modelle pauschal abzulehnen.
Unsicherheit ist ein wichtiges Element in der wissenschaftlichen Forschung. Dies wird von Klimaleugnern und anderen Denialisten gezielt ausgenutzt, indem sie zunächst absolute Sicherheit fordern, was Wissenschaft niemals leisten kann, und anschließend betonen, dass erst dann gehandelt werden dürfe, wenn 100 % Sicherheit herrsche. Diese Argumentation widerspricht sowohl der wissenschaftlichen Arbeitsweise als auch dem normalen Risikomanagement, da 100 % Sicherheit implizit bedeutet, dass nie gehandelt werden kann. Zudem bedeutet Unsicherheit im Hinblick auf die konkreten Folgen der globalen Erwärmung auch, dass die negativen Folgen schwerer als erwartet sein können.

#### Propagieren von Verschwörungstheorien
Verschwörungstheorien zählen zu den klassischen Argumentationsmustern von Leugnern wissenschaftlicher Erkenntnisse. Gibt es zum Beispiel in einem Forschungsfeld zu einer bestimmten Aussage eine überwältigende wissenschaftliche Zustimmung, so wird dies nicht mit dem Umstand erklärt, dass sehr viele Forscher unabhängig voneinander zu gleichen oder sehr ähnlichen Ergebnissen kamen, sondern mit einer Verschwörung der entsprechenden Forscher. Beispielsweise deuten Klimaleugner die Tatsache, dass sowohl Klimaforscher, wissenschaftliche Einrichtungen und peer-reviewte Fachzeitschriften bezüglich des Klimawandels übereinstimmen, zu einer Verschwörung innerhalb der Klimaforschung um oder werfen Klimaforschern Korruption vor. Ein gemeinsames Merkmal vieler Verschwörungstheorien ist es hierbei, die Macht der Verschwörer stark zu übertreiben. Beispielsweise müssten für eine Verschwörung in der Klimaforschung tausende Klimawissenschaftler aus Dutzenden Staaten weltweit zusammenarbeiten und zugleich auch wissenschaftliche Akademien aus der ganzen Welt Teil der Verschwörung sein.
Grundsätzlich sind verschiedene Arten von Verschwörungstheorien zu unterscheiden: Eine Variante von Verschwörungstheorien suggeriert, dass Klimaforscher, die der Konsensposition in der Forschung zustimmen, finanziell motiviert sind und vor allem in den Genuss von Forschungsgeldern kommen wollen. Tatsächlich werden Forschungsgelder jedoch nur für Forschungen gewährt, die neue Erkenntnisse erwarten lassen, während Anträge auf Forschungen, die einfach nur bekanntes Wissen wiederholen, üblicherweise nicht akzeptiert werden.
Eine vergleichsweise subtile Form besteht darin, Klimaforschern nicht generell eine Intrige vorzuwerfen, sondern vielmehr ein Unterdrücken von Minderheitenmeinungen durch die herrschende Lehrmeinung. Hierzu zählt der bereits oben erwähnte Galileo-Fehlschluss, bei dem sich Klimaleugner mit Galileo Galilei vergleichen. Diese Argumentationsstrategie wird häufig mit Begriffen aus dem Bereich Religion vorgetragen, wobei Klimaforscher als dogmatische Priester einer Religionsgemeinschaft dargestellt werden und Zustimmung zum wissenschaftlichen Konsens zu einem religiösen Glauben umgedeutet wird; ein Framing, das angesichts der von Klimaforschern verfolgten wissenschaftlichen Methode, die unter anderem auf Personen wie Galileo zurückzuführen ist, eine Umkehrung der Realität darstellt.
Eine weitere Variante ist der Inversionismus. Hierbei versuchen Industriegruppierungen, die eigenen Interessen, wie beispielsweise die Falschdarstellung von Forschungsergebnissen, wissenschaftlichen Institutionen in die Schuhe zu schieben. Dabei werden die eigenen Motivationen auf die jeweils andere Gruppe projiziert. Ein Beispiel hierfür sind die Behauptungen von Klimaleugnern, dass die Klimaforschung politisch motiviert sei, während es tatsächlich viele Anhaltspunkte dafür gibt, dass vielmehr die Leugnung der globalen Erwärmung ideologisch motiviert ist. Gleiches gilt für den Vorwurf, dass Klimaforscher ein finanzielles Interesse an Forschungsförderung hätten, während gleichzeitig ein großer Teil der finanziellen Zuwendungen für die Klimaleugnerbewegung aus der fossilen Energiebranche stammt.
Weitere Beispiele für Verschwörungstheorien sind die 1996 lancierten Angriffe auf den IPCC und Benjamin Santer im Zuge der Publikation des Zweiten Sachstandberichts des IPCCs oder die Attacken auf Michael E. Mann und die Glaubwürdigkeit seiner Arbeit, insbesondere das Hockeyschläger-Diagramm. Allgemein bekannt wurden Verschwörungstheorien zum menschengemachten Klimawandel mit dem als „Climategate“ titulierten Hackerzwischenfall am Klimaforschungszentrum der University of East Anglia, bei dem Klimaleugner durch selektives Zitieren (quote mining) den Anschein erweckten, es gäbe eine Verschwörung innerhalb der Klimaforschung. Tatsächlich kamen bis 2013 neun Untersuchungskommissionen unabhängig voneinander zu dem Ergebnis, dass keine Hinweise auf ein Fehlverhalten durch Klimaforscher vorlägen. Diese Ergebnisse wurden anschließend von Klimaleugnern wieder als weiteres Indiz für eine Verschwörung innerhalb der Klimaforscher umgedeutet.

## Klimawandelleugnung und -skepsis in der Gesellschaft
Die globale Erwärmung wurde in den vergangenen Jahren (Stand 2016) zu einem zunehmend politisierten Thema in mehreren Staaten wie Australien, Kanada, dem Vereinigten Königreich und insbesondere den USA, was unter anderem auf die organisierten Kampagnen der Klimaleugnerbewegung zurückzuführen ist. In diesen Staaten sind Menschen mit konservativen Ansichten deutlich klimaskeptischer und zeigen zugleich weniger Unterstützung für Klimaschutzbemühungen als politisch eher links stehende Personen. Auch in der EU stieg die Polarisierung der Gesellschaft in Sachen Klimawandel seit den späten 2000er Jahren an. Allerdings gibt es bei der gesellschaftlichen Klimaskepsis weiterhin eine deutlich geringer ausgeprägte ideologische Kluft zwischen konservativen und progressiven politischen Einstellungen als in den USA, Kanada oder Australien.

### Deutschland

European Perceptions of Climate Change (EPCC): Umfrage zur Existenz des Klimawandels (Stand 2016)

In Deutschland machen Klimaskeptiker und -leugner einen kleinen Teil der Bevölkerung aus. Überrepräsentiert sind Klimaleugner unter Männern sowie unter Menschen aus Ostdeutschland, während es keine starke Korrelation bei den sozioökonomischen Hintergründen gibt.
Auch wenn es in Deutschland keine Klimaleugnerorganisationen mit derart großem Einfluss wie in den USA gibt, existieren hier ebenfalls gesellschaftliche Akteure, die den Klimawandel leugnen. Hierzu zählt zum Beispiel das Europäische Institut für Klima und Energie (EIKE), ein vom Staat als „gemeinnützig“ anerkannter Verein, der sich als wissenschaftliches Institut ausgibt und eine Website zum Klimawandel betreibt. Auf dieser präsentierte EIKE 2016 einen „Fachbeirat“ von insgesamt 23 Personen mit Doktorgrad oder Professorentitel, die dort als „führende Wissenschaftler“ bezeichnet wurden. Von diesen 23 Personen standen noch zwei deutsche Personen im Berufsleben; fünf weitere waren bereits verstorben und elf befanden sich im Ruhestand. In der wissenschaftlichen Literatur wird darauf hingewiesen, dass EIKE keine wissenschaftliche Forschungseinrichtung ist, wie der Name suggeriert, sondern eine klimawandelleugnende Lobbyorganisation. Es existieren erhebliche inhaltliche und personelle Verbindungen zur AfD und der Windkraftgegnerorganisation Vernunftkraft, die von EIKE auch Unterstützung erhält.
Weitere bedeutende Akteure dieser Szene sind die Journalisten Dirk Maxeiner, Michael Miersch und Günter Ederer und die beiden ehemals beim Energiekonzern RWE beschäftigten Autoren Fritz Vahrenholt und Sebastian Lüning. Maxeiner und Miersch veröffentlichten 1998 das Lexikon der Öko-Irrtümer, Vahrenholt und Lüning 2012 ein Buch mit dem Titel Die kalte Sonne. Warum die Klimakatastrophe nicht stattfindet. In diesen Büchern bezweifelten die Autoren unter anderem Basiserkenntnisse der Klimaforschung und führten die Erderwärmung maßgeblich auf natürliche Prozesse zurück. Zudem behaupteten sie, die Warnung vor der globalen Erwärmung sei ein Mittel, Klimaforschern Arbeitsplätze, Prestige und Forschungsgelder zu verschaffen und über Gesetze die Freiheit der Bürger einzuschränken. Der Umweltphilosoph Jens Soentgen und die Kommunikationswissenschaftlerin Helena Bilandzic werteten dies in einer gemeinsamen Veröffentlichung als Verschwörungstheorie. Die Bild-Zeitung widmete Vahrenholt und Lüning in diesem Zusammenhang eine mehrteilige Artikelserie, in der sie die beiden als „renommiertes Forscherteam“ präsentierte, obwohl weder Vahrenholt noch Lüning Klimaforscher sind.
In der Vergangenheit trat auch die Bundesanstalt für Geowissenschaften und Rohstoffe (BGR) als Verbreiter von klimaskeptischen Thesen auf. Beispielsweise fertigte die BGR 2006 eine interne Stellungnahme für das Bundeswirtschaftsministerium an, die zahlreichen Kernaussagen des kurz darauf erscheinenden Vierten Sachstandsberichtes des IPCC widersprach und diesen noch vor seiner Erscheinung diskreditierte. Zudem wurde 2003 eine klimaskeptische Broschüre, die gemeinsam von der BGR und der Braunkohlenindustrie angefertigt wurde, durch die BGR direkt im Mitgliedermagazin des Deutschen Journalisten-Verbandes platziert.

European Perceptions of Climate Change (EPCC): Umfrage zur Ursache des Klimawandels (Stand 2016)

Politisch wird die menschengemachte globale Erwärmung vor allem von der Alternative für Deutschland geleugnet. Unter anderem äußerte die ehemalige Parteivorsitzende Frauke Petry Zweifel an der menschlichen Ursache der globalen Erwärmung und wiederholte die in der US-Klimaleugnerszene seit langem etablierte Behauptung, Klimaforscher agierten aus politischem Interesse. Analysen von Blogbeiträgen aus den Jahren 2015 und 2016 mit Hilfe von Schlagwortwolken zeigten zudem eine enge Verbindung zwischen „Klimalüge“- und Lügenpresse-Vorwürfen und der Erwähnung der AfD, was darauf hindeutet, dass beide Vorwürfe zumeist von rechtspopulistischen Akteuren geäußert werden.
In der CDU finden sich Klimaleugner unter anderem im Berliner Kreis in der Union. Er äußerte 2017 Zweifel am menschengemachten Treibhauseffekt und nannte den Weltklimarat IPCC einen „Weltrettungszirkus“. Beteiligt an dem offenen Brief war unter anderem Philipp Lengsfeld, der im selben Jahr auch ein Grußwort bei EIKE hielt, wo er diese aufrief, „nicht leise“ zu sein. 2019 gründete er zusammen mit Fritz Vahrenholt (SPD) die Organisation Relook Climate. Die Werteunion, eine 2024 gegründete Partei, wiederum dient u. a. der Vernetzung von Klimaskeptikern und sieht eine „Klimahysterie“, die den Wohlstand gefährde. Teilweise werden von Abgeordneten der Union auch Klimaleugner zu Vorträgen eingeladen. Der Wirtschaftsrat der CDU in Thüringen wiederum veranstaltete 2019 eine Informationsveranstaltung mit EIKE, die unter dem Titel „Zur Klimadiskussion breite Faktenbasis heranziehen“ angekündigt wurde.
Auch in der FDP finden sich prominente Klimaleugner: Nicola Beer, Spitzenkandidatin bei der Europawahl 2019, bezweifelte in ihrem Wahlkampf den menschengemachten Klimawandel und nannte den beobachteten Anstieg von Extremwetterereignissen „Fake News“. Rainer Brüderle stellte 2012 als amtierender Bundes-Wirtschaftsminister ein Buch von Günter Ederer vor, in dem dieser Klimaschutz mit dem Nationalsozialismus verglich. Frank Schäffler gründete das Prometheus-Institut, das das Mitglied im Atlas Network ist, bezeichnete sich selbst als „Klimaskeptiker“ und verfasste bei Tichys Einblick ein Schmähgedicht über den Klimaforscher Hans Joachim Schellnhuber. Zudem finanziert die Friedrich-Naumann-Stiftung das John Stuart Mill Institut von Ulrike Ackermann, die unter anderem „Klimarettung als neue Heilslehre“ und Klimapolitik als „Paternalisierung der Bürger“ bezeichnet und in der Klimadebatte „Alarmismus“ sieht. Auch der Referent für Umwelt- und Klimapolitik der FDP, Steffen Hentrich, leugnet die Klimakrise, trat wiederholt bei Klimaleugnerveranstaltungen auf, u. a. 2013 neben Fred Singer auf einer Veranstaltung von EIKE, und stellte mit Singer den gegen den Fünften Sachstandsbericht des Weltklimarats IPCC gerichteten Bericht des NIPCC vor.
Die FDP beauftragte Alexander Eisenkopf und Andreas Knorr mit einem Gutachten zum Tempolimit, welches 2023 veröffentlicht wurde. Beide Autoren sind dafür bekannt, Zweifel am menschengemachten Klimawandel in Veröffentlichungen zu suggerieren, und verwenden als Quellen auch EIKE und Gerd Ganteför.

### Neuseeland
In Neuseeland ergaben Umfragen, dass etwa 7 % der Bevölkerung den Erwärmungstrend generell bestreiten und 10 % den Menschen als Ursache für die Erwärmung bezweifeln. Trendleugner zeigten zugleich eine stärkere Ablehnung von Klimaschutzmaßnahmen wie Emissionsreduzierungen und gaben an, weniger umweltfreundlich zu handeln, als dies Ursachenskeptiker taten.

### Vereinigtes Königreich
In Großbritannien ist die vollständige Leugnung des Klimawandels selten, hingegen ist die Leugnung der negativen Folgen der Erderwärmung recht verbreitet. Überproportional stark vertreten sind Klimaskepsis und -leugnung unter älteren Menschen mit niedrigem Einkommen, konservativen Menschen, Männern und Autobesitzern. Rund 40 % der Briten glaubte 2011, dass die Wissenschaft gespalten über die Existenz der menschengemachten Erderwärmung sei. Auf politischer Ebene wird der menschenverursachte Klimawandel besonders von der UK Independence Party (UKIP) geleugnet.

### Vereinigte Staaten
In den USA sind Klimaleugner und -skeptiker in der Gesellschaft deutlich zahlreicher vertreten, besser institutionalisiert und zugleich finanziell bei weitem besser ausgestattet als in Europa. Dort ist der Klimawandel ein hochpolitisches Thema, das durch die Aktivitäten der organisierten Klimaleugnerszene über zwei Jahrzehnte immer weiter politisch aufgeladen wurde. Daher nimmt die Bevölkerung der USA mittlerweile bei diesem Thema eine Ausnahmestellung in der Welt ein.
| Aussagen                                                                         | Konservative Republikaner | Liberale Demokraten |
| -------------------------------------------------------------------------------- | ------------------------- | ------------------- |
| Auswirkungen der globalen Erwärmung haben bereits begonnen                       | 30                        | 89                  |
| Globale Erwärmung ist v. a. durch menschliche Aktivitäten verursacht             | 29                        | 90                  |
| Globale Erwärmung wird in den Medien übertrieben                                 | 72                        | 7                   |
| Die meisten Wissenschaftler glauben, dass die globale Erwärmung existiert        | 40                        | 90                  |
| Globale Erwärmung stellt eine ernsthafte Bedrohung noch während ihres Lebens dar | 17                        | 66                  |
| Eigene Besorgnis wegen der globalen Erwärmung                                    | 14                        | 67                  |

Parallel nahm die Kenntnis des Forschungsstandes zum Klimawandel ab. Im Jahr 1989 kannte die große Mehrheit der US-Amerikaner in Grundzügen den wissenschaftlichen Forschungsstand zur globalen Erwärmung und zog ihn nicht in Zweifel. Zwei Jahrzehnte später meinte 2010 mehr als ein Drittel der Amerikaner, dass sich die meisten Wissenschaftler nicht sicher seien, ob es die globale Erwärmung gibt. Anfang 2015 glaubte zudem ein Drittel der Amerikaner, dass der Klimawandel nicht primär durch den Menschen verursacht würde; darüber hinaus kannte nur jeder zehnte US-Amerikaner den wissenschaftlichen Konsens zum menschengemachten Klimawandel. Die genannten Kampagnen entfalteten auch Auswirkungen auf die Klimapolitik: 2005 ergab eine Umfrage in den USA, dass eine deutliche Mehrheit der US-Bevölkerung auch teure Klimaschutzkonzepte unterstützen würde, wenn nur ein wissenschaftlicher Konsens über die Gefahren der globalen Erwärmung herrschen würde. Allerdings wusste nur die Hälfte der Bevölkerung, dass dieser wissenschaftliche Konsens zu diesem Zeitpunkt bereits seit langem bestand. Bis 2021 kam es zu einer langsamen Trendumkehr mit wieder steigenden Zustimmungswerten, die jedoch immer noch auf einem sehr hohen Niveau sind.
Untersuchungen von Umfrageergebnissen zeigen, dass Menschen, die sich als Liberale oder Demokraten bezeichnen, die Existenz der Erderwärmung eher akzeptieren als konservative Amerikaner und Republikaner. Am stärksten verbreitet sind klimaskeptische Ansichten unter konservativen, weißen Männern, allerdings sind noch weitere Faktoren relevant. Diese Kluft zwischen Demokraten und Republikanern verschärfte sich im Laufe des 21. Jahrhunderts. Besonders groß sind die Unterschiede zwischen sich selbst als konservativ bezeichnenden Republikanern und sich als liberal ansehenden Demokraten (siehe Tabelle rechts). Am stärksten klimaskeptisch eingestellt sind weiße Evangelikale. Von der religiösen Rechten in den USA wird der Klimawandel auch zum Führen eines Kulturkampfes genutzt.

## Ursachen und Motive von Klimawandelleugnung und -skepsis
In der wissenschaftlichen Literatur wird eine Vielzahl von möglichen Ursachen und Faktoren für das Bestreiten der menschengemachten Erderwärmung diskutiert. Neben der bereits oben beschriebenen organisierten Leugnungsmaschinerie, die klimaskeptische Ansichten bewusst in der Gesellschaft implantiert hat, werden eine Reihe psychologischer und soziologischer Faktoren sowie die Werte und Weltbilder als bedeutende Kriterien ausgemacht. Hierzu zählen das persönliche Profitstreben einzelner Leugner, das durch finanzielle Vergütungen von Industrieseite angespornt wird. Ebenfalls wichtig sind persönliche Motive wie Ideologie oder Glauben, die dazu führen, dass bestimmte Sachverhalte abgelehnt werden, die sich im Widerspruch zu diesen befinden. Wieder andere Leugner sind exzentrische Persönlichkeiten, die teilweise vom Status als berühmter Leugner oder als Außenseiter in den Medien angezogen werden. Während persönliche und individuelle Aspekte für die Klimaskepsis bisher bereits viel Aufmerksamkeit in der sozialwissenschaftlichen Forschung zum Klimawandel erhalten haben, sind die Netzwerke, die hinter der Produktion von klimaskeptischen Texten stehen, jedoch noch relativ schlecht erforscht.

### Psychologische Faktoren
Ein Erklärungsansatz für die Leugnung wissenschaftlicher Erkenntnisse wie zum Beispiel zum Klimawandel ist, dass die Leugnung als eine Art psychologischer Schutzschild fungiert, die zur Abwehr eines vermeintlich unlösbaren Problems dient. So wurde beispielsweise argumentiert, dass die Leugnung eine selbstbetrügerische Reaktion auf ein existentielles und schwer zu bewältigendes Dilemma sei. Andere Autoren wiederum argumentieren, dass die Leugnung durch kognitive Dissonanzen hervorgerufen werde, für die auch empirische Belege existieren.
So kann beispielsweise das persönliche Erfahren oder Nachdenken über den Klimawandel eine Reihe negativer Gefühle wie Angst, Beklemmung, Schuld oder Hilflosigkeit verursachen. Für den Umgang mit diesen negativen Erfahrungen existieren verschiedene Bewältigungsstrategien, die dazu dienen, das psychologische Gleichgewicht wieder herzustellen. Hierzu zählen z. B. das Handeln, um das konkrete Problem zu lösen, das Vermeiden von Nachdenken darüber oder die Leugnung des Problems. Meiden und Leugnen sind hierbei umso wahrscheinlicher, je mehr sich Personen überwältigt, beschämt, hoffnungslos oder hilflos fühlen.
Es gibt zudem eine starke Verbindung zwischen dem Ablehnen der menschengemachten globalen Erwärmung und verschwörungstheoretischem Gedankengut (siehe auch Absatz Propagieren von Verschwörungstheorien): So fand z. B. eine Gruppe australischer und Schweizer Psychologen 2013 bei einer Erhebung unter Rezipienten klimaskeptischer Blogs zudem eine deutliche statistische Korrelation zwischen Zweifeln an der globalen Erwärmung, dem Glauben an Verschwörungstheorien (darunter auch an solchen ohne naturwissenschaftlichen Bezug wie etwa der Behauptung, das FBI stecke hinter der Ermordung Martin Luther Kings 1968) und einem starken Vertrauen in freie Märkte.
Mitunter wird eine emotionale Bindung von (weißer) Männlichkeit an fossile Brennstoffe auch als Petromaskulinität bezeichnet. Petromaskulinität führe dazu, dass insbesondere Männer, die sich in ihrer Männlichkeit bedroht fühlen, Klimaschutzmaßnahmen bekämpfen und an fossilen Energieträgern festhalten. Dies gehe teilweise mit absichtlicher Umweltverschmutzung wie dem Rolling Coal einher. Laut der Theorie der Petromaskulinität geht es bei diesen Handlungen vor allem darum, Männlichkeit zu demonstrieren und die eigene Machtposition zu erhalten.

### Soziologische Faktoren
Soziologische Faktoren können beispielsweise die Sozialisierung einer Person oder Personengruppe sein. Ein Erklärungsansatz deutet darauf hin, dass Menschen häufig Informationen ausschließlich von denjenigen Personen akzeptieren, denen sie vertrauen, da die „Kosten“ an Sozialkapital hoch sein können, wenn die eigenen Ansichten nicht mit den dominierenden Ansichten in einer gesellschaftlichen oder politischen Gruppe übereinstimmen.
Ebenso kann fehlendes wissenschaftliches Verständnis eine Rolle spielen. Demnach verbergen sich hinter den oben geschilderten falschen Aussagen und falschen Denkmustern bezüglich des Klimawandels zum Teil auch schlicht Schwierigkeiten, wissenschaftliche Erkenntnisse logisch und fachlich richtig einzuordnen. Für manche Menschen ergibt sich ein Widerspruch zwischen menschlicher Intuition und wissenschaftlichen Erklärungen, welcher dazu führt, nicht sich selbst zu hinterfragen, sondern die Wissenschaft in Frage zu stellen. Unterstützend hierbei kann auch der sogenannte Dunning-Kruger-Effekt sein. Bei diesem Effekt besitzen Personen nicht genügend Kenntnisse einer Thematik, um die eigene Unwissenheit zu dieser Thematik ausreichend einschätzen zu können. Dies kann dazu führen, dass vom Dunning-Kruger Effekt betroffene Personen ihre eigene Fähigkeit stark überschätzen, die Arbeit von echten Experten und Forschern hinreichend beurteilen zu können.
Das Alter spielt gemäß einer in Australien durchgeführten Studie auch eine Rolle. Ältere Menschen sind demnach – im Vergleich zu Jüngeren – skeptischer im Hinblick auf die Existenz des Klimawandels sowie der Tatsache, dass dieser menschengemacht ist.

### Werte und Weltanschauungen
Die Leugnung des Klimawandels scheint mit bestimmten Werten und Weltsichten zu korrelieren. Hierzu zählen individualistische Weltanschauungen, Anthropozentrismus, die Befürwortung von starken Privatbesitzrechten, der Glaube an den Kapitalismus und einen Freien-Markt-Neoliberalismus, konservative Wertvorstellungen und Evangelikalismus. Die deutlichsten Korrelationen treten dann auf, wenn mehrere dieser genannten Wertvorstellungen und Faktoren zusammentreffen. Eine Vielzahl von Studien zeigt eine starke Verbindung zwischen rechten sowie libertären Weltanschauungen und dem Bestreiten des klimatologischen Forschungsstandes. Die Verweigerung, die menschengemachte Erderwärmung anzuerkennen, liegt dabei unter anderem in dem Umstand begründet, dass die Ergebnisse der Klimaforschung bestimmte politische Weltbilder bzw. Lebensstile bedrohen. Dies trifft dort zu, wo aus ideologischen Gründen zum Beispiel staatliche Eingriffe in die Wirtschaft abgelehnt werden, die sich aus der Notwendigkeit von niedrigeren Kohlendioxidemissionen für Klimaschutzmaßnahmen ergeben. Zwar existieren zahlreiche Klimaschutzoptionen, allerdings ist die nötige Emissionsreduktion nicht vollständig ohne politische Handlungen und Regulierungen möglich. Daher stellt Klimaschutz nicht zuletzt eine große Herausforderung für Menschen dar, die große Präferenzen für eine Freie Marktwirtschaft hegen. Somit wird die Existenz des menschengemachten Klimawandels abgestritten, um nicht die unbequeme Wahrheit ertragen zu müssen, dass der eigene Lebensstil große Mengen an klimawirksamem Kohlenstoffdioxid erzeugt. Das Abstreiten fungiert hier als ein psychologischer Schutzmechanismus, der dazu dient, dass man nicht den eigenen Lebensstil hinterfragen muss.
Schon für frühe klimaskeptische Ansichten in den 1980er Jahren nahm der Glaube an freie Märkte sowie die Ablehnung des Staates und staatlicher Regulierungen eine wichtige Rolle ein. Prominente Klimaleugner wie Frederick Seitz, Fred Singer, William Nierenberg und Robert Jastrow, während des Kalten Krieges noch angesehene Wissenschaftler, bezogen die Motivation für ihre Ablehnung der Schädlichkeit des Passivrauchens sowie der Existenz des Ozonlochs oder des Klimawandels aus marktfundamentalistischen und staatsskeptischen Positionen. Umweltschäden wie auch Klimaschäden stellen ein Marktversagen dar, das nur mit staatlichen Eingriffen gelöst werden kann; diese Eingriffe erforderten jedoch staatliche Regulierung, die sie als schleichenden „Pfad zum Sozialismus“ kategorisch ablehnten.
Psychologische Studien ergaben zudem, dass es eine positive Korrelation gibt zwischen Klimawandelleugnung und hoher sozialer Dominanzorientierung (definiert als „Neigung für die Befürwortung gruppenbasierter Hierarchien und gruppenübergreifender Dominanz“). Soziale Dominanzorientierung wird daher als guter Bestimmungsfaktor für die Klimawandelleugnung betrachtet, der sogar bessere Ergebnisse liefert als die selbsterklärte politische Einstellung von Personen, und als Teil der Erklärung gesehen, weshalb überproportional viele weiße konservative Männer den Klimawandel bestreiten. Menschen mit starker sozialer Dominanzorientierung zeigen zugleich geringere Bereitschaft, den Schutz der Umwelt als Wert anzuerkennen, sich persönlich für Umweltschutz zu engagieren und persönliche Einschränkungen für Umweltschutz in Kauf zu nehmen.
Mit der COVID-19-Pandemie kam es zu einem Zusammenschluss von Klimawandelleugnern, Impfgegnern, Anti-LGBTQ-Aktivisten, Antifeministen und weiß-nationalistischen Rassisten zu einer gemeinsam Desinformation betreibenden Koalition, wobei vor allem zwischen Coronaleugnern und Klimaleugnern enge Wechselwirkungen bestehen. Als vereinigende Klammer wirkt dabei die gemeinsame Ablehnung des Establishments, gegen das diese Koalition mobilisiert. Rhetorisch bedient sich diese Szene u. a. des Freiheitsbegriffs, zudem werden Kulturkampfargumente genutzt, mit denen sich effektiv eine Spaltung der Gesellschaft herbeiführen lässt.

### Motivation der organisierten Leugnung
Es ist gut erforscht, wie die organisierte Klimaleugnerlobby gezielt die Leugnung wissenschaftlicher Erkenntnisse gefördert hat. Als Motivation dieser Leugnerbewegung werden sowohl konservative politische Ideologie als auch die wirtschaftlichen Interessen von Unternehmen aus der Fossilenergiebranche benannt, teilweise auch beides in Kombination. Durch falsche Ausgewogenheit bei der medialen Berichterstattung wurden die Desinformationskampagnen dieser Bewegung dabei häufig als gleichwertig zu wissenschaftlichen Erkenntnissen präsentiert. Für industrielle Akteure ist die Leugnung des Klimawandels sowohl kostengünstig als auch schnell und einfach aufzuziehen. Zudem ermöglicht sie, die öffentliche Aufmerksamkeit von konkreten Möglichkeiten wegzulenken, mit der die Klimakrise bewältigt werden kann. Ziel der Leugnung ist es dabei, alle unmittelbaren Impulse zur Problemlösung zu unterbinden und den Industrieunternehmen somit Zeit zu verschaffen.

## Strategien gegen Klimaskepsis und Klimaleugnung

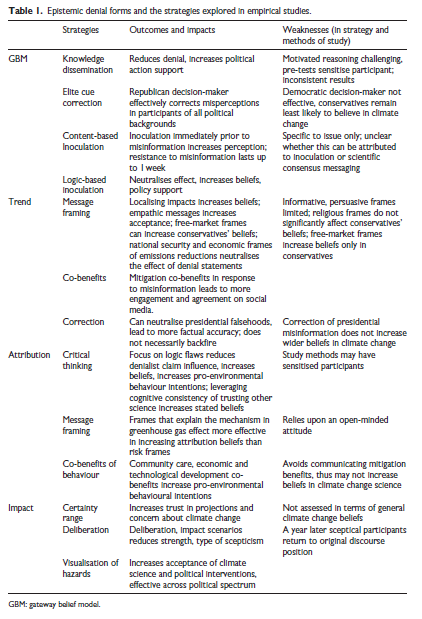
Strategien im Umgang mit epistemischer Klimawissenschaftsleugnung

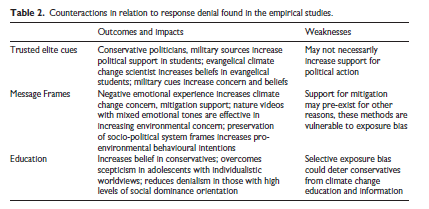
Strategien im Umgang mit Reaktionsleugnung

Klimaskepsis in der Bevölkerung gilt als wichtiges Hindernis für die Bekämpfung des Klimawandels, daher werden in der wissenschaftlichen Literatur verschiedene Möglichkeiten diskutiert, wie der Leugnung wissenschaftlicher Erkenntnisse begegnet werden könnte. Da es verschiedene Formen und Ursachen der Leugnung gibt, sind universell wirksame Lösungen nicht möglich. Stattdessen zeigt sich, dass je nach Art und Ursache der Leugnung verschiedene Ansätze hilfreich sein können.
Vorgeschlagen werden sowohl schrittweise als auch radikale Veränderungen der Herangehensweise an Leugner. Forscher, die zu Letzterem tendieren, halten zum Beispiel fest, dass die üblichen akademischen Antworten nicht funktionieren, da sie voraussetzen, dass beide Seiten den fundamentalen Regeln rationaler Argumentation folgen, beispielsweise, dass die wissenschaftlichen Belege als Ganzes betrachtet werden müssten. Betont wird auch, dass die Leugnung nicht nur durch immer mehr Informationen bekämpft werden könne. Stattdessen wird vorgeschlagen, beispielsweise die Taktiken und Vorgehensweisen von Leugnern für die breite Öffentlichkeit offenzulegen. Andere Forscher halten es für zielführend, längerfristig grüne Identitäten und Lebensstile aufzubauen. Betont wird ebenfalls die Notwendigkeit für maßgeschneiderte Herangehensweisen an unterschiedliche Arten von Leugnung. So solle bei einem Leugnen der Wissensbasis der wissenschaftliche Konsens betont werden, während bei einem Leugnen der Notwendigkeit zu Handeln eher auf Botschaften wie gemeinschaftliche Leistungen oder Teilhabe gesetzt werden sollten. Empfohlen wird auch, die öffentliche Diskussion weg vom reinen Wissensstand und hin zu den grundlegenden Wertvorstellungen zu verschieben. Daraus könnten sich dann beispielsweise Debatten über nationale Sicherheit, Menschenrechte, Technologien oder Gesundheit ergeben.
Viele Autoren sprechen sich zudem für mehr öffentliche Bildungsmaßnahmen aus, beispielsweise durch Klarstellung, wie hoch der wissenschaftliche Konsens zur menschengemachten globalen Erwärmung tatsächlich ist. Demgegenüber argumentiert ein Autorenpaar jedoch, dass auch die Darstellung einer Kontroverse zielführend sein könnte. Mehrere Autoren betonen wiederum, es sei wichtig, der Öffentlichkeit die Hintergründe und Funktionsweisen von Erkenntnistheorie, wissenschaftlicher Praxis und kritischem Denken zu vermitteln. Auch wurden Bildungsangebote speziell für Journalisten vorgeschlagen. Andere Forscher argumentieren, dass sich Wissenschaftler mehr an der öffentlichen Debatte beteiligen sollten. Parallel wird vorgeschlagen, dass sich Forscher auch mehr mit den sozialen Hintergründen der Leugnung beschäftigen, aber sich auch stärker im Klaren bezüglich Normen sein sollten. Die Strategie, nach dem Informations-Defizit-Modell einfach immer mehr Informationen zu präsentieren, wird hingegen als nicht ausreichend betrachtet, da ideologische Faktoren und Überzeugungen eine große Rolle bei der Akzeptanz des Klimawandels spielen und sich gerade die Personen mit der stärksten „Klimaskepsis“ ihre Meinung nicht evidenzbasiert, sondern aufgrund ideologischer Faktoren gebildet haben. Letztere sind somit keinesfalls skeptisch oder unsicher und lehnen Beweise und Informationen zum Klimawandel stärker ab als alle anderen Bevölkerungsgruppen.
Forschungsarbeiten deuten zudem darauf hin, dass die Bevölkerung durch präventive Aufklärung über Fehlinformationen zum Klimawandel, Exponieren irreführender Argumentationstechniken und Förderung von Medienkompetenz gezielt vor Fehlinformationen, Desinformationskampagnen und Fake News „geschützt“ werden könnte. Dieser Prozess wird analog zum Impfen betrachtet: Die öffentliche Einstellung zum Thema wird präventiv gegen Desinformation „geimpft“. Zum Erfolg beitragen gegen finanziell motivierte Angriffe auf die Wissenschaft durch Unternehmen können darüber hinaus beispielsweise die Schaffung von öffentlichem Bewusstsein und investigativer Journalismus, aber auch Politikansätze, die das Wohl der Menschheit in den Mittelpunkt stellen. Da manche Argumente von Klimaleugnern zunächst überzeugend klingen können, sieht es die Extremismusforscherin Julia Ebner als wichtig an, dass Journalisten und Aktivisten darauf vorbereitet und in der Lage sind, „von Klimawandelleugnern vorgebrachte unwissenschaftliche bzw. falsche Argumente als falsch entlarven und widerlegen zu können“. Denn die Strategie der Klimaleugnerszene beruhe weitgehend darauf, „über ihre weltweiten Lobby-Netzwerke systematisch Halbwahrheiten verbreiten zu lassen“.

### Allgemeine Websites
- klimafakten.de – Projekt der European Climate Foundation
- Deutschsprachige Website von Skeptical Science
- The New Climate Denial, Januar 2024, Center for Countering Digital Hate

### Argumente und Stellungnahmen von Fachwissenschaftlern und wissenschaftlichen Organisationen
- John Cook et al.: America Misled. How the fossil fuel industry deliberately misled Americans about climate change, Oktober 2019.
- Smoke, Mirrors & Hot Air. How ExxonMobil Uses Big Tobacco’s Tactics to Manufacture Uncertainty on Climate Science (PDF; 1,7 MB) der Union of Concerned Scientists
- Häufige Fragen zum Klimawandel vom Umweltbundesamt
- Und sie erwärmt sich doch (PDF; 3,4 MB) vom Umweltbundesamt
- Übersichtsseite zu Fakten und Falschbehauptungen zum Klimawandel des Klimaforschers Stefan Rahmstorf
- Making Sense Of Climate Science Denial Online-Kurs der University of Queensland bei EdX

### Journalistische Überblicksarbeiten
- Klima - Im Würgegriff der Ölkonzerne (1/2) – Die Leugnung. Arte, 14. November 2023., Klima - Im Würgegriff der Ölkonzerne (2/2) – Der Zweifel. Arte, 14. November 2023.
- Klimazentrale - Der Talk zu Klima & Umwelt. Fake News - Was steckt hinter falschen Fakten zum Klimawandel? SWR Aktuell, 29. September 2023 (MP3, 26 Min., Creative Commons Lizenz CC BY-NC-ND 4.0.).
- Stefan Rahmstorf: Lobbyismus gegen Klimaschutz: Die Macht des Zweifels. In: Der Spiegel. 11. April 2022.
- Mads Ellesoe: Klimawandel - Die Macht der Lobbyisten. Dokumentation. Arte, 2020, archiviert vom Original (nicht mehr online verfügbar) am 26. April 2022 (MP4 (Memento vom 22. April 2022 im Internet Archive); 53 Minuten; 162 MB).
- Katarina Huth, Jean Peters, Jonas Seufert: Die Heartland-Lobby In: Correctiv. 4. Februar 2020. (Vgl. Christian Esser, Manka Heise, Katarina Huth, Jean Peters: Undercover bei Klimawandel-Leugnern. In: Frontal21.)
- Susanne Götze, Annika Joeres: Werteunion und die Neue Rechte. Koalition der Klimawandelleugner . In: Spiegel Online. 25. Januar 2020.
- Kelly Crowe: How 'organized climate change denial' shapes public opinion on global warming. In: CBC News. 27. September 2019.
- Anna Schughart: Klimawandel und Wissenschaft: Wenn die Fakten untergehen. Märkische Allgemeine, 3. Mai 2019, archiviert vom Original am 16. Dezember 2019.
- Amy Westerveld: How the fossil fuel industry got the media to think climate change was debatable. In: Washington Post. 10. Januar 2019.
- Maximilian Probst, Daniel Pelletier: Fake-News: Der Krieg gegen die Wahrheit. In: Die Zeit. 6. Dezember 2017.
- Anita Blasberg, Kerstin Kohlenberg: Die Klimakrieger. In: Die Zeit. 22. November 2012.
- Patrick Illinger: Bericht aus dem Zentrum des Zweifels. In: Süddeutsche.de. 1. Dezember 2011.
- Jonas Reese, Christopher Weingart: Wie Leugner den Klimaschutz ausbremsen. Deutschlandfunk (DLF), 19. August 2024 (MP3: 29:27 Minuten; 27 MB).